# 1961

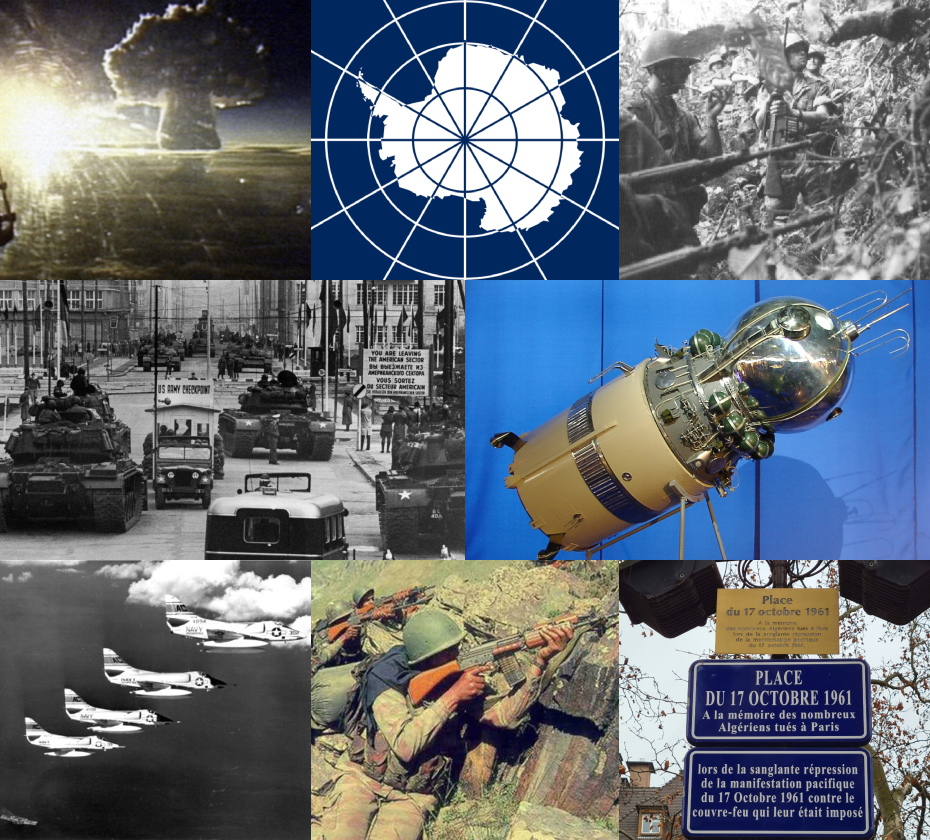
En el sentido de las agujas del reloj, desde arriba a la izquierda:
La Bomba del Zar fue detonada en la Unión Soviética, convirtiéndose en la bomba nuclear más poderosa jamás detonada.
Se firma el Tratado Antártico.
Soldados guerrilleros portugueses durante la Guerra colonial portuguesa en las colonias de Portugal en África.
Una maqueta del Vostok 1, en el que se alojó Yuri Gagarin durante el primer vuelo tripulado al espacio.
Un memorial tras una masacre en París, en la que 300 argelinos fueron asesinados en la ciudad durante la Guerra de Independencia de Argelia.
Un soldado indio durante la anexión de Goa por la India.
Aviones estadounidenses volando hacia Bahía de Cochinos durante la invasión de Bahía de Cochinos en Cuba.
Las tensiones en Berlín alcanzaron su clímax y culminaron con la construcción del Muro de Berlín.

1961 (MCMLXI) fue un año común comenzado en domingo según el calendario gregoriano. Fue declarado como el Año Internacional de la Investigación Médica y de la Salud por la Organización de las Naciones Unidas.

## Acontecimientos

### Enero
- 1 de enero: en la Unión Soviética se pone en circulación el nuevo rublo.
- 2 de enero: en La Habana, Fidel Castro plantea a la Oficina de Intereses de los Estados Unidos en Cuba que debe reducir su personal (de más de 200 funcionarios) a solo 11, que es la cantidad de cubanos permitidos en la Oficina de Intereses de Cuba en Washington. El Gobierno estadounidense se niega a reducir su personal, y al día siguiente rompe relaciones con Cuba.
- 5 de enero: en Las Tinajitas, cerca de la aldea de San Ambrosio, unos 45 km al oeste de Trinidad (Cuba), integrantes del grupo guerrillero comandado por Osvaldo Ramírez García torturan y asesinan a Conrado Benítez García y al miliciano Heliodoro Erineo Rodríguez Linares.[1]
- 8 de enero: en Bischofsofen (Austria), el alemán Helmut Recknagel se convierte en vencedor absoluto de la prueba de esquí de los cuatro trampolines.
- 10 de enero: en la aldea cubana La Felicidad, en el Valle de Jibacoa (provincia de Las Villas), la banda terrorista de Blas Nicolás Ortega Ortega asesinan al campesino Manuel Manuelico Rodríguez Pozo, trabajador de la cooperativa Fernando Urquiza.[1]
- 11 de enero: el embajador de Guatemala en Estados Unidos, admite oficialmente que en su país, militares estadounidenses están entrenando mercenarios cubanos pagados por la CIA para invadir Cuba.
- 13 de enero: en Italia, un equipo de médicos dirigido por Daniele Petrucci logra varias fecundaciones de óvulos humanos en una probeta.

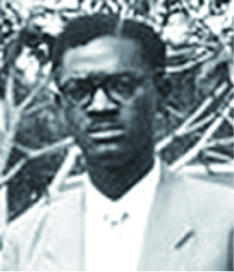
Patrice Lumumba, primer ministro de la República Democrática del Congo.

- 14 de enero: en La Habana (Cuba), un grupo de mercenarios cubanos asesinan al miliciano Carlos Manuel Calcines Pérez (de 19 años). En el reparto Los Olmos, cerca de la ciudad de Santiago (Cuba), otro grupo asesina a Amado Ramón Sánchez.[1]
- 16 de enero: en Manizales, Colombia, tras la unión del Once Deportivo y el Deportes Caldas, nace el equipo Once Caldas.
- 17 de enero: en República Democrática del Congo, la CIA asesina (mediante una «acción ejecutiva») al líder nacionalista congolés Patrice Lumumba.
- 17 de enero: en Washington, el presidente Dwight Eisenhower les prohíbe a los ciudadanos de Estados Unidos visitar Cuba.
- 18 de enero: en Sudáfrica, Nelson Mandela funda el grupo Lanza de la Nación ―brazo armado del Congreso Nacional Africano― bajo la consigna «Quedan solo dos alternativas: sumisión o lucha» contra el régimen racista pro Imperio británico.
- 19 de enero: en la provincia de Pinar del Río (Cuba), milicianos cubanos frustran el desembarco de mercenarios estadounidenses que tenían el propósito de unirse a la Rebelión del Escambray en las lomas de Pinar del Río.
- 20 de enero:

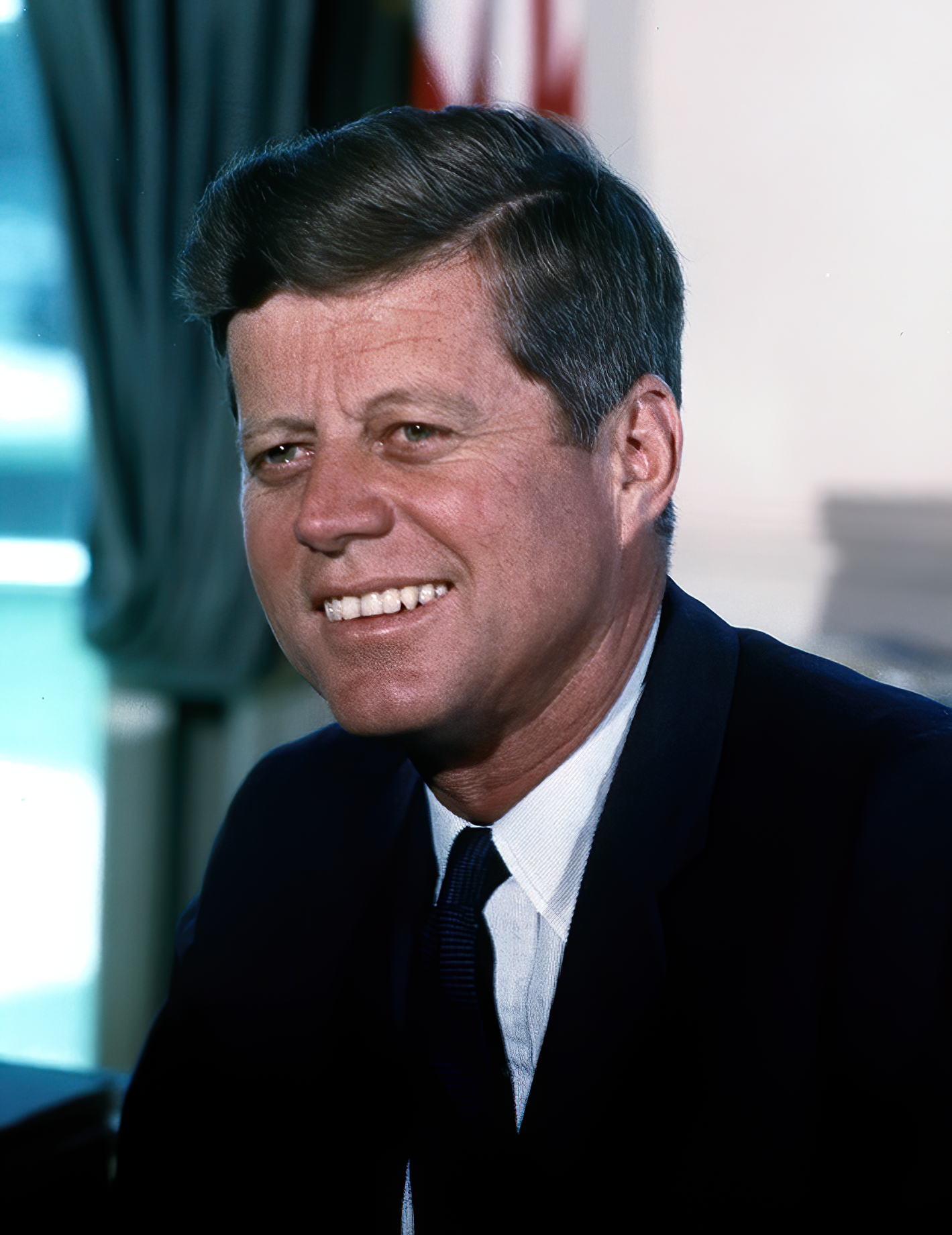
John F. Kennedy se convierte en el presidente 35.° de los Estados Unidos

en los Estados Unidos, el demócrata John F. Kennedy toma posesión como presidente.
- 20 de enero: a pesar de la prohibición de viajar a Cuba, la CIA expide 6 pasaportes especiales a 6 terroristas estadounidenses, que al llegar a La Habana son detenidos.
- 20 de enero: en Londres (Reino Unido), el canal de televisión de la BBC exhibe un documental que denuncia los embarques de armas hacia la isla Andros (Bahamas) como base estadounidense contra Cuba.
- 22 de enero: en Estados Unidos, con un viaje de 67 días bajo la superficie del agua, el submarino atómico George Washington establece un nuevo récord de permanencia submarina.
- 23 de enero: en Venezuela, el Congreso Nacional aprueba la nueva carta magna, conocida como Constitución del 61.
- 24 de enero: en los Estados Unidos, la actriz Marilyn Monroe y el escritor Arthur Miller se divorcian tras cinco años de matrimonio.
- 25 de enero: en El Salvador, la Junta de Gobierno, que había asumido el poder a la caída del presidente José María Lemus, es derrocada por un golpe de Estado y sustituida por un Directorio Cívico-Militar.
- 27 de enero: el submarino soviético C-80 se hunde en el mar de Barents, matando a 68 personas.
- 30 de enero: en el Congreso estadounidense (en Washington), el presidente John Kennedy anuncia su plan contra Cuba.

### Febrero
- En este mes de febrero no hubo luna llena, ya que en enero de ese mismo año hubo dos, los días 1 y 31, y la siguiente fue el 2 de marzo.
- 1 de febrero: Estados Unidos lanza el Minuteman, primer misil intercontinental con carburante sólido.
- 2 de febrero: desde la localidad de Santo Tomás, en Pampa de Achala (provincia de Córdoba, Argentina), se produce el primer lanzamiento de un cohete de fabricación nacional, cuando despegó el APEX A1-02 Alfa Centauro.[2]
- 3 de febrero: República Popular China realiza compras de cebada y trigo a Canadá por valor de 60 millones de dólares, con el fin de paliar la escasez de grano en el país.
- 3 de febrero: en Cienfuegos (Cuba), un grupo de anticastristas liderados por Mario Llerena Becerra realizan un ataque durante la celebración de las fiestas de la Virgen de la Candelaria. Resulta herido el sacerdote Germán Lence.[1]
- 4 de febrero: en Angola comienza la lucha armada.
- 6 de febrero: en España, Manuel Fraga Iribarne es nombrado director del Instituto de Estudios Políticos.
- 7 de febrero: en Mendoza (Argentina) se inauguran y comienzan las transmisiones de la señal de TV LV 89 Canal 7 de la provincia de Mendoza.
- 12 de febrero: la Unión Soviética lanza la nave Vénera 1 (su primera sonda a Venus).
- 12 de febrero: en Argentina se realizan elecciones no libres con el peronismo proscripto, ya que el 13 de marzo de 1960 el presidente Arturo Frondizi había vuelto a prohibir el Partido Peronista (que en 1954 había ganado las elecciones por el 62 % de los votos)―.[3]
- 13 de febrero: en Congo Belga, el gobierno de Katanga comunica el asesinato del antiguo jefe de Estado, Patrice Lumumba.
- 13 de febrero: cerca de la aldea de Olancha, al pie de las montañas Coso (en el estado de California), tres aficionados que buscaban geodas afirman que al abrir un bloque de hormigón encontraron encapsulada una bujía. Sin aportar evidencias, afirman que la roca de hormigón tendría medio millón de años de antigüedad, por lo que esta sería una evidencia de una antigua civilización (como los atlantes) o bien de una visita extraterrestre durante la prehistoria. Estudios posteriores con rayos X determinaron que la bujía era comercial, de marca Champion (de un modelo que era usual en los años 1920). Entonces los conspiranoicos afirmaron que esta era evidencia de viajeros del tiempo de los años veinte que dejaron olvidado el objeto durante una visita al pasado.[4]
- 15 de febrero: en Estados Unidos muere la totalidad del equipo estadounidense de patinaje sobre hielo al estrellarse el avión en el que viajaban.
- 16 de febrero: en China, el Gobierno da a conocer la puesta en servicio del primer reactor atómico.
- 16 de febrero: en Buenos Aires (Argentina), el Gobierno de Arturo Frondizi entrega la CGT (Confederación General del Trabajo) a la Comisión de los Veinte, conformada por Augusto Timoteo Vandor, Andrés Framini, Rivas y otros.
- 18 de febrero: en Barcelona (España) la dictadura franquista permite el estreno de El séptimo sello, rodada en 1956, el primer filme del cineasta sueco Ingmar Bergman autorizado por la censura.
- 19 de febrero: en El Cairo (Egipto), la embajada de Bélgica es saqueada por estudiantes en protesta por el anuncio del asesinato de Patrice Lumumba.
- 21 de febrero: en la finca Benito, en la zona de San Pedro de Mayabón (provincia de Matanzas), un grupo de cubanos liderados por los terroristas Benito Campos Pírez y José Martí Campos Linares asesinan a Pedro Miguel Pedrito Morejón Quintana (maestro voluntario de la Campaña Nacional de Alfabetización), de 20 años.[1]
- 22 de febrero: en una fábrica del madrileño Puente de Vallecas se produce un incendio en el que mueren 23 personas.
- 23 de febrero: en la localidad cubana de Colón (provincia de Matanzas), un grupo de cubanos asesinan al pequeño agricultor y miliciano Marcelino Julio Piñeiro Lorenzo.[1]
- 24 de febrero: en Francia se inaugura el nuevo aeropuerto de París-Orly; el edificio de la terminal está considerado como el más moderno de todos los aeropuertos del mundo.
- 28 de febrero: en Marianao, cerca de La Habana (Cuba), un grupo de cubanos anticastristas asesinan al miliciano Narciso Máximo Gómez González (maestro voluntario de la Campaña Nacional de Alfabetización).[1]

### Marzo
- 1 de marzo: en Caracas (Venezuela), inicia sus transmisiones el canal Venevisión.
- 1 de marzo: en Guatemala, el Partido Guatemalteco del Trabajo denuncia que el Gobierno de Estados Unidos entrena en la ciudad de Retalhuleu a mercenarios para agredir a Cuba.
- 3 de marzo: en Marruecos, Hassan II es coronado rey.
- 4 de marzo: cerca de La Habana, el Ejército derriba un avión estadounidense que sobrevolaba la ciudad de Baracoa.
- 6 de marzo: en la revista de historietas española Tíovivo se publica la primera página de «13, Rue del Percebe».
- 8 de marzo: el presidente John F. Kennedy en su discurso hace la propuesta oficial del proyecto Alianza para el Progreso.
- 12 de marzo: Reino Unido, en el Cavern Club de Liverpool actúan por primera vez The Beatles.
- 13 de marzo: en Santiago de Cuba, un comando de la CIA a bordo de una embarcación fuertemente artillada lanzada desde el buque Bárbara J., procedente de Estados Unidos, ataca la refinería Hermanos Díaz. Muere el marinero René Rodríguez Hernández (27) y queda gravemente herido Roberto Ramón Castro (19).[5]
- 14 de marzo: en La Habana, contrarrevolucionarios incendian con gelatina inflamable las populares tiendas Tencents de calle Obispo y el de Monte.
- 15 de marzo: en Irak, Mustafa Barsani proclama un estado kurdo independiente en la zona norte del país. Empieza un conflicto entre guerrillas.
- 17 de marzo: en Trinidad, el servicio de inteligencia cubano captura al cura Francisco López Blázquez, colaborador de los contrarrevolucionarios.
- 19 de marzo: en Cannes se celebra la VI edición del Festival de Eurovisión, en el que debuta España con Conchita Bautista y gana Luxemburgo con Jean-Claude Pascal.
- 19 de marzo: en Cuba, contrarrevolucionarios asesinan al jefe de milicias Ángel Torres López.
- 28 de marzo: en la India, Nehru inaugura la acerería de Rourkela.
- 25 de marzo en Pearl Harbour el cantante Elvis Presley brinda un recital a beneficio de la comisión conmemorativa del USS Arizona, en el Bloch Arena.[6]
- 29 de marzo: la Vigesimotercera Enmienda a la Constitución de los Estados Unidos es ratificada, permitiendo a los residentes de Washington D. C. votar en las elecciones presidenciales.
- 30 de marzo: se firma la Convención Única sobre Estupefacientes en la ciudad de Nueva York.

### Abril
- 7 de abril: se demuestra por primera vez que los tumores humanos pueden estar provocados por infecciones víricas.
- 11 de abril: en Israel, el criminal de guerra nazi Adolf Eichmann comparece ante el tribunal de Jerusalén, siendo sentenciado a muerte el 15 de diciembre.
- 12 de abril: Yuri Gagarin, cosmonauta soviético, se convierte en el primer ser humano en viajar al espacio exterior.
- 12 de abril: en la finca San Miguel, cerca de la localidad cubana de Madruga (provincia de Mayabeque), un grupo de cubanos liderados por José Fernández Chávez (Bolín) asesinan a José Ramón Pérez Pacheco, miembro de la Policía Nacional Revolucionaria.[1]
- 13 de abril: Incendio de El Encanto.
- 15 de abril: el presidente estadounidense John F. Kennedy hace bombardear varios aeródromos cubanos, con el fin de destruir su fuerza aérea, en preparación de la Invasión de bahía de Cochinos (dos días después). La operación fracasa (solo destruyen pocos aviones, y los más antiguos).
- 17 de abril: Inicia la Invasión de bahía de Cochinos llevada a cabo por 1400 exiliados cubanos. Al cabo de tres días de combates, el gobierno cubanos se imponen sobre los invasores. Expulsión o fusilamiento de los expedicionarios.
- 17 de abril: cerca de la localidad cubana de Baire (provincia de Granma), un grupo de cubanos liderados por Marcos Antonio Vázquez Gómez asesinan al miliciano campesino Ángel Bello Vega.[1]
- 17 de abril: en la aldea cubana de Guanayara (provincia de Las Villas), un grupo de cubanos liderados por José Alejo González (El Toro y Duro Yeta) asesinan al miliciano Otilio Rodríguez Solís.[1]
- 17 de abril: en el municipio cubano del Limonar (122 km al este de La Habana), un grupo de cubanos liderados por Severo García Miryo asaltan el central Triunfo (después llamado Horacio Rodríguez) y secuestran a varios empleados, incluyendo al administrador.[1]
- 18 de abril: en la zona del central azucarero Australia (148 km al este de La Habana), los cubanos derriban un avión estadounidense.
- 20 de abril: Humberto Sorí Marín, Manuel Puig Miyar, Rafael Díaz Hanscom, Rogelio González Corzo, Eufemio Fernández Ortega, Nemesio Rodríguez Navarrete y Gaspar Domingo Trueba y Varona son ejecutados en Cuba.
- 21 de abril: Cuatro generales franceses que se oponen a las políticas de Charles de Gaulle en Argelia comienzan un golpe de Estado.
- 21 de abril: en La Habana (Cuba), el miliciano Ernesto Flores Ríos captura al guerrillero Bernardo Corrales Camejo, pero la banda que este lideraba lo asesinan.[7]
- 25 de abril: en la Ciudad Deportiva, Fidel Castro sostiene ante las cámaras de la televisión una larga conversación con algunos prisioneros de Playa Girón.
- 27 de abril: Sierra Leona se independiza del Imperio británico.
- 30 de abril: Sudáfrica se retira de la Mancomunidad Británica de Naciones.
- 30 de abril: en la base Novolazárevskaya (en la Antártida, 4110 km al sur de Ciudad del Cabo), el médico soviético Leonid Rógozov (1934-2000) se practica una autocirugía para extraer su apéndice infectado.

### Mayo
- 14 de mayo: cerca de Anniston (estado de Alabama), una multitud de racistas estadounidenses golpean a los defensores de los derechos civiles Freedom Riders e incendia su autobús.
- 15 de mayo: en Ciudad del Vaticano, el papa Juan XXIII promulga la carta encíclica social Mater et magistra.
- 22 de mayo: Un terremoto de 5,5 sacude el estado australiano de Nueva Gales del Sur, causando daños estructurales significativos.
- 28 de mayo: en la ciudad de Pinar del Río, un grupo de contrarrevolucionarios incendia el cine Riesgos, en plena tanda infantil.
- 28 de mayo: en México, el obispo Miguel González Ibarra «consagra» la Catedral de Autlán.
- 29 de mayo: en Cumanayagua (Cuba), un grupo de mercenarios cubanos asesinan de un balazo al alfabetizador Pedro Blanco Gómez (de 13 años).[1][8]
- 30 de mayo: en República Dominicana es asesinado (con armas provistas por la CIA) Rafael Leónidas Trujillo, quien durante más de 30 años fue dictador de ese país.
- 31 de mayo: la Unión Sudafricana se convierte en la República de Sudáfrica y se independiza del Imperio británico.

### Junio
- 19 de junio: Kuwait declara su independencia del Imperio británico.
- 27 de junio: el Poder Ejecutivo de Argentina creó el Centro de Experimentación y Lanzamiento de Proyectiles Autopropulsados (bajo las siglas CELPA).[9][10]
- 29 de junio: en Nueva York, un tribunal condena a 20 años al cubano Francisco Molina del Río, acusado sin pruebas irrefutables de la muerte de una niña venezolana de 9 años en una reyerta entre exiliados cubanos pro- y anticastristas en el restaurante neoyorquino El Prado, el 22 de septiembre de 1960. Molina será liberado ―canjeado por 24 militares y espías estadounidenses de la Brigada 2506― el 23 de abril de 1963.

### Julio
- 2 de julio: a orillas del río Orinoco, 673 km al sureste de Caracas (Venezuela), se funda Ciudad Guayana.
- 4 de julio: en París, el historietista belga Hergé prepublica el libro Las joyas de la Castafiore.
- 4 de julio: en Langreo (España) nace el club Unión Popular de Langreo tras fusionarse el Racing de Sama con el Círculo Popular de La Felguera.
- 4 de julio: en la aldea de Pacheco, cerca del municipio cubano de Manatí (provincia de Las Tunas), un grupo de cubanos liderados por Pablo Tuto Pupo Cruz asesinan al miliciano Lorenzo Dalis Negret.[1]
- 7 de julio: en el Reino Unido, el australiano Rod Laver gana la final de tenis de Wimbledon tras imponerse al estadounidense Charles McKinley.
- 11 de julio: en la Antártida, el Gobierno chileno funda la comuna de Antártica.
- 14 de julio: en la zona rural del municipio cubano de Trinidad (provincia de Sancti Spíritus), un grupo de cubanos liderados por Medardo León asesinan al campesino Rafael Toledo.[1]
- 18 de julio: en España, la policía desmantela la primera acción terrorista de ETA: el sabotaje a la línea férrea Madrid-Barcelona, por la que iba a pasar un tren cargado de excombatientes.
- 21 de julio: en Buenos Aires (Argentina), empieza a emitir el Canal 11 (actual Telefe).
- 21 de julio: el astronauta estadounidense Virgil Grissom repite el vuelo efectuado el 5 de mayo de este año por Alan Bartlett Shepard, a bordo de la cápsula Liberty Bell.
- 21 de julio: en la zona de Magua, cerca de la villa de Trinidad (provincia de Sancti Spíritus) un grupo de cubanos anticastristas liderados por los guerrilleros Pedro González Sánchez (El Suicida), Osirio Borges Rojas, Guillermo Torres Fundora (El Charro de Placetas), Medardo León Jiménez, José León Jiménez y Blas Ortega Ortega, asesinan al campesino Fidel Claro-Álvarez (administrador de la granja Patricio Lumumba), y su esposa María Luis-Perera, que se encontraba en estado de gestación.[1]
- 26 de julio: en Cuba, el Gobierno anuncia la unificación de todas las organizaciones políticas en el Partido Unido de la Revolución Socialista de Cuba.
- 26 de junio: se produce El Barcelonazo en Venezuela. El Cuartel Freites se alza contra el Gobierno. Pese a que el movimiento amenaza con expandirse a La Guaira y Ciudad Bolívar, la intentona es derrotada, dejando como saldo 17 muertos y 9 heridos, y es arrestado su líder, Luis Alberto Vivas Ramírez.
- 26 de julio: en la finca La Permuta, cerca del barrio Táyaba de la ciudad de Sancti Spíritus (Cuba), un grupo de cubanos liderados por Ramón del Sol y por El Buitre (Vicente Hernández) asesinan al campesino Celestino Rivero Darí y hieren al brigadista alfabetizador Ramón García Guerra (de 15 años).[1]
- En julio, en Buenos Aires (Argentina) el Ejército informa: «Entre el 1 de mayo y el 30 de junio se produjeron 1022 colocaciones de cargas explosivas y bombas, 104 incendios en establecimientos fabriles y 440 actos de sabotaje, [...] 17 muertos, 89 heridos y centenares de detenidos».

### Agosto
- 2 de agosto: en la aldea Rangel, cerca de la ciudad de San Cristóbal (Cuba), Ruperto Monet Martel, perteneciente a la banda de Pedro Celestino Sánchez Figueredo asesinan al miliciano Modesto Serrano.[1]
- 4 de agosto: en Canadá, con fines experimentales, un grupo de científicos provoca con dinamita la mayor explosión no atómica acontecida hasta el momento.
- 6 de agosto: la Unión Soviética pone en órbita al cosmonauta Guerman Titov. Estuvo más de un día en el espacio y dio 17 vueltas a la Tierra. Se trata del segundo vuelo cósmico.
- 9 de agosto: en la finca Arroyo Grande, cerca de la ciudad cubana de Trinidad (provincia de Sancti Spíritus), la banda de Blas Tardío Hernández, Enrique Lavilla Urquiza, Alfonso García, Obdulio Hernández y El Toro (José Alejo González) asesinan al campesino Tico (Néstor Guerra Nieblas).[1]
- 12 de agosto: en Francia causa sensación la película El año pasado en Marienbad, de Alain Resnais.
- 13 de agosto: el ejército de la Alemania socialista levanta el Muro de Berlín, que cierra el sector occidental con vallas y alambre de espino.
- 18 de agosto: visitó la Argentina por solo tres horas el líder de la revolución cubana Ernesto Guevara para entrevistarse con el presidente Frondizi.
- 19 de agosto: en Japón, un terremoto de 7,0 deja 8 muertos y 43 heridos.
- 23 de agosto: en la carretera desde Alquízar hasta Las Cañas, a 6 km de la fábrica de cemento Mártires de Artemisa (Cuba), la banda de Tití (Israel García Díaz) asesina al miliciano Néstor P. Milián Fernández y hieren a Reynaldo Aguiar, trabajador de la fábrica. Más tarde, en el poblado de Las Cañas, la banda de Tití García asalta la casa de la anciana Gregoria Suárez, quien resulta herida grave.[1]
- 31 de agosto: España retira sus últimas tropas de Marruecos.

### Septiembre
- 1 de septiembre: en Belgrado (Yugoslavia) se realiza la primera conferencia del Movimiento de Países No Alineados.
- 1 de septiembre: en México, el presidente Adolfo López Mateos presenta su tercer informe.
- 1 de septiembre: en Cinco Pesos (en la provincia cubana de Pinar del Río, la banda de Pedro Celestino Sánchez-Figueredo asaltan al puesto de la milicia de la aldea; asesinan a los milicianos Manuel González, Florentino Contino y Francisco Delgado, hieren gravemente a Jesús Chirino, Horacio Bocourt y una niña de 6 años.[1]
- 6 de septiembre: en el terraplén de Cowley, cerca del pueblo de Candelaria (en la provincia cubana de Pinar del Río), la banda dirigida por Tití (Israel García Díaz) y Machete (Francisco Robaina Domínguez) asesinan al miliciano Basilio Rabelo, y hieren al miliciano Luis Díaz.[1]
- 6 de septiembre: en la base de San Antonio de los Baños (en la provincia cubana de La Habana) son asesinados los soldados Faustino Pampillo Díaz (15) y Juan Rodríguez Fraga (16) que realizaban el servicio de guardia.[1]
- 6 de septiembre: cerca de la aldea Bolondrón, en el municipio Pedro Betancourt (de la provincia cubana de Matanzas) elementos contrarrevolucionarios tirotean la finca Morejón. Resulta gravemente herido Orlando Rivero, miembro de la Policía Nacional Revolucionaria de Cuba.[1]
- 10 de septiembre: en el circuito de Monza (Italia), mueren 16 espectadores y el piloto Wolfgang von Trips en un accidente. El piloto estadounidense Phil Hill se proclama campeón de Fórmula 1.
- 10 de septiembre: en la calle Manrique y Salud, en el distrito Centro Habana, de La Habana (Cuba), elementos contrarrevolucionarios asesinan al obrero Arnaldo Socorro, y hieren a los milicianos Regino Valdés González, Juan A. Fernández Soler y Andrés Figueroa Casanova.[1]
- 12 de septiembre: en el barrio Salvadora de la villa de Santo Domingo (en la antigua provincia cubana de Las Villas), la banda de Thondike (Margarito Lanza Flores asesina al miliciano Tomás Hormiga García.[1]
- 15 de septiembre: en un pozo artificial, a 402 metros bajo tierra, en el Sitio de pruebas atómicas de Nevada (a unos 100 km al noroeste de la ciudad de Las Vegas), a las 9:00 (hora local) Estados Unidos detona su bomba atómica, Antler, de 2.6 kilotones. Es la bomba n.º 197 de las 1132 que detonó Estados Unidos entre 1945 y 1992.
- 16 de septiembre: en un pozo artificial, a 98 metros bajo tierra, en el Sitio de pruebas atómicas de Nevada, a las 11:45 (hora local) Estados Unidos detona su bomba atómica n.º 198, Shrew, de 2.6 kilotones.
- 21 de septiembre: en los Estados Unidos realiza su primer vuelo el helicóptero Boeing CH-47 Chinook.

### Octubre
- 1 de octubre: Camerún del Este y Camerún del Oeste se unen para formar la República Federal de Camerún.
- 1 de octubre: en un pozo artificial, a 101 metros bajo tierra, en el Sitio de pruebas atómicas de Nevada (a unos 100 km al noroeste de la ciudad de Las Vegas), a las 13:30 (hora local) Estados Unidos detona su bomba atómica Boomer, de menos de 0,1 kilotones. Es la bomba n.º 199 de las 1132 que Estados Unidos detonó entre 1945 y 1992.
- 1 de octubre: en Canadá inicia sus emisiones diarias el canal CTV Television Network.
- 2 de octubre: en Yaguajay (en la provincia cubana de Sancti Spíritus), la banda de Juan Alberto Martínez Andrade asaltan un ómnibus y varias casas de campesinos.[1]
- 3 de octubre: cerca de la aldea de Pozo Cavado, en Quemado de Güines (en la provincia cubana de Las Villas), la banda de Thondike (Margarito Lanza Flores) atacan la finca Novoa y asesinan al maestro voluntario Delfín Sen Cedré.[1]
- 4 de octubre: en la finca Caraballo, barrio Tienda Nueva, municipio Pedro Betancourt (de la provincia cubana de Matanzas), la banda de Gabriel de Jesús Infante Hidalgo asesinan al miliciano Emilio Socorro Duque y hieren a Orestes Adón.[1]
- 7 de octubre: en la finca San Pedro, situada en Quemado de Güines (en la provincia cubana de Villa Clara), la banda de Thondike (Margarito Lanza Flores) asesinan al miliciano José Taurino Galindo Perdigón.[1]
- 9 de octubre: en la carretera de San Antonio de los Baños a El Rincón, cerca de La Habana (Cuba), una banda de desconocidos asesinan al miliciano Héctor Carratalá Coello.[1]
- 10 de octubre: a 255 metros bajo tierra, en el área U12n.20 del Sitio de pruebas atómicas de Nevada (a unos 100 km al noroeste de la ciudad de Las Vegas), a las 12:40 (hora local) Estados Unidos detona su bomba atómica n.º 201, Chena, de menos de 20 kilotones.
- 11 de octubre: El gobierno cubano lleva a cabo una redada contra prostitutas, pederastas y homosexuales donde miles son arrestados incluyendo artistas, intelectuales, vagabundos, practicantes de vudú y opositores al régimen, esto fue conocido como la Noche de las tres P.
- 13 de octubre: en Sancti Spíritus (Cuba), la banda de El Artillero (Idael Rodríguez Lasval) asesinan al miliciano José Pipe Ramírez.[1]
- 17 de octubre: en París (Francia), hubo una manifestación pacífica de los argelinos durante la guerra de Independencia de Argelia, que terminó en una masacre cometido por la policía parisina liderada por Maurice Papon. Oficialmente hubo tres muertos, pero de acuerdo con las activistas de los derechos humanos, hubo en realidad unos 300 muertos.[1][11]
- 19 de octubre: en la provincia de Cienfuegos (Cuba), la banda de Engelberto González Garnica asaltan la cooperativa de Lajas, donde asesinan al campesino Enrique Gazán Morales y hieren al miliciano Roque de León Machado.[1]
- 21 de octubre: en el portón de la Base naval de Guantánamo (Cuba), oficiales estadounidenses entregan el cadáver del busero cubano Rubén López Sabariego (desaparecido desde el 30 de septiembre), afirmando que fue asesinado de un balazo por el Gobierno cubano.
- 26 de octubre: en la finca Santa María, situada en el barrio Platanal del municipio Pedro Betancourt (en la provincia cubana de Matanzas), un grupo de guerrilleros asesinan al miliciano Vicente Santana Ortega y hieren José M. Rodríguez Rodríguez.[1]
- 29 de octubre: en un pozo artificial, a 192 metros bajo tierra, en el Sitio de pruebas atómicas de Nevada (a unos 100 km al noroeste de la ciudad de Las Vegas), a las 10:30 (hora local) Estados Unidos detona su bomba atómica n.º 201, Mink, de menos de 20 kilotones.
- 30 de octubre: en Nueva Zembla, al norte de Siberia en el mar de Barents, la Unión Soviética detona la Bomba del Zar, de 50 000 kilotones, el mayor dispositivo atómico explotado en la historia humana.[12]
- 30 de octubre: en un lugar conocido como El Aguacate, en Trinidad (en la provincia cubana de Sancti Spíritus, la banda contrarrevolucionaria de Blas Tardío Hernández asesina a los campesinos Raúl Curbelo Marrero y Francisco José Ferreiro.[1]
- 31 de octubre: en la granja Aracelio Iglesias, cerca de la aldea de Condado (en la región cubana de la cordillera del Escambray), una banda de alzados tortura al campesino Bernardo Jiménez Núñez, padre de seis niños, y lo ahorca en la puerta de su casa.[1][13]
- En octubre, en Sancti Spíritus, el grupo guerrillero liderado por Osvaldo Ramírez García asesina al campesino Burí Salinas.[1]

### Noviembre
- 1 de noviembre: en la ciudad de Guantánamo es secuestrado un avión tipo Stenman, matrícula CUE-697, perteneciente al INRA y conducido hacia Estados Unidos. Nunca fue devuelto.[14]
- 2 de noviembre: el asistente del presidente estadounidense John F. Kennedy dirige al presidente y al fiscal un memorando con el esbozo de la Operación Mangosta, elaborada contra el régimen de Fidel Castro en Cuba.
- 3 de noviembre: en Nueva York, el birmano Sithu U Thant es elegido secretario general de la ONU por unanimidad.
- 3 de noviembre: el yugoslavo Ivo Andric recibe el Premio Nobel de Literatura.
- 26 de noviembre: en Limones Cantero (finca Palmarito, barrio Río de Ay, municipio de Trinidad), en la provincia de Las Villas, la banda de Julio Emilio Carretero, Pedro González Sánchez y Braulio Amador Quesada secuestran y asesinan al brigadista alfabetizador Manuel Ascunce Domenech (16), junto a su alumno, el campesino Pedro Lantigua Ortega (43).[1][15]

- En noviembre, en Argentina se realiza una larga huelga ferroviaria contra los ajustes a los salarios implementado por el Gobierno de Arturo Frondizi en el marco del Plan Larkin.

### Diciembre
- 1 de diciembre: en Cuba, la banda de Jesús Claro Mollinedo asesina al miliciano Gregorio Pedraza (El Jíbaro).[1]
- 2 de diciembre: en la aldea cubana de La Pedrera (provincia de Sancti Spíritus), la banda de Osirio Borges Rojas y Pedro González asesinan al miliciano Héctor Ruiz Pérez.[1][16]

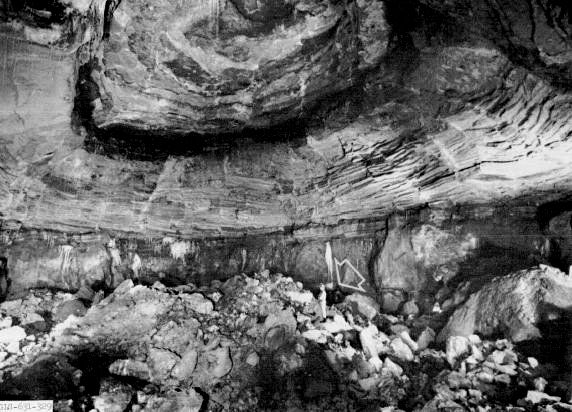
Domo subterráneo de sal producido por la bomba atómica Gnomo (10 de diciembre de 1961). Dejó una cavidad de 20 m de diámetro y 50 m de altura. La flecha (en el centro) indica a un observador de pie.

- 3 de diciembre: en un pozo artificial, a 364 metros bajo tierra, en el área U3ah del Sitio de pruebas atómicas de Nevada (a unos 100 km al noroeste de la ciudad de Las Vegas), a las 15:04 (hora local) Estados Unidos detona su bomba atómica Fisher, de 13,4 kilotones. Es la bomba n.º 202 de las 1132 que Estados Unidos detonó entre 1945 y 1992.
- 3 de diciembre: en la finca Asiento, cerca de la localidad cubana de Coliseo, cerca de Jovellanos (en la provincia de Matanzas), cubanos asesinan al campesino Juan Arturo Suárez Valera.[1]
- 5 de diciembre: en la finca La Bandera Cubana, en la aldea de Cuatro Vientos, cerca del municipio cubano de Cumanayagua (provincia de Cienfuegos), Jesús Ramón Real Hernández (Realito), miembro de la banda de Manuel Alberto Pacheco Rodríguez (El Congo Pacheco) asesina al campesino José Pérez González (Luquita).[1]
- 10 de diciembre: en un pozo a 360 metros bajo tierra, a 38 km al sureste de la ciudad de Carlsbad (estado de Nuevo México), a las 12:00 (hora local) Estados Unidos detona la bomba atómica Gnome. Esta fue la bomba n.º 204 de las 1132 que realizó ese país entre 1945 y 1992.
- 11 de diciembre: Adolf Eichmann es declarado culpable por crímenes contra la humanidad y el 15 de diciembre es sentenciado a muerte, llevado a cabo el 31 de mayo de 1962.[17]
- 13 de diciembre: en un pozo a 219 metros bajo tierra, en el área U9a del Sitio de pruebas atómicas de Nevada (a unos 100 km al noroeste de la ciudad de Las Vegas), a las 10:00 (hora local) Estados Unidos detona su bomba atómica n.º 205, Mad, de 0,5 kilotones.
- 15 de diciembre: en la zona de Siguanea, en el pueblo cubano de Cumanayagua (provincia de Cienfuegos), la banda del Congo Pacheco (Manuel Alberto Pacheco Rodríguez) asesinan al campesino Tomás Lucas.[1]
- 15 de diciembre: en la finca Alameda, cerca de Remedios (en la antigua provincia cubana de Las Villas), una banda de alzados asalta varias casas. Resulta herido un campesino.[1]
- 15 de diciembre: en la aldea Quemado de Güines, cerca de Remedios (en la antigua provincia cubana de Las Villas), la banda de Margarito Lanza Flores ataca varias casas donde se albergaban brigadistas alfabetizadores. Resulta herida la alfabetizadora Cira García O’Reilly.[1]
- 17 de diciembre: en un pozo artificial, a 363 metros bajo tierra, en el sitio de pruebas atómicas de Nevada (a unos 100 km al noroeste de la ciudad de Las Vegas), a las 8:35 (hora local) Estados Unidos detona su bomba atómica n.º 205, Ringtail, de menos de 20 kilotones.
- 17 de diciembre: en Colombia, el presidente estadounidense John F. Kennedy y su esposa Jacqueline Kennedy visitan Bogotá.
- 18 de diciembre: еl ejército indio captura los enclaves coloniales portugueses de Goa, Daman y Diu en la costa.
- 22 de diciembre: ante una enorme concentración general reunida en la Plaza de la Revolución (en la ciudad de La Habana), Fidel Castro ―tras dos años de Campaña Nacional de Alfabetización― declara a Cuba «Territorio Libre de Analfabetismo» en América Latina.
- 22 de diciembre: en un pozo a 248nbsp;metros bajo tierra, en el área U12b.08 del Sitio de pruebas atómicas de Nevada (a unos 100 km al noroeste de la ciudad de Las Vegas), a las 8:30 (hora local) Estados Unidos detona su bomba atómica Feather, de menos de 0,15 kilotones. Es la bomba n.º 208 de las 1132 que Estados Unidos detonó entre 1945 y 1992.
- 31 de diciembre: en la aldea cubana de Palmarito (provincia de Camagüey), la organización contrarrevolucionaria Movimiento de Recuperación Revolucionaria (MRR) asesina al miliciano Elías Saavedra Flores.[1]

## Nacimientos

### Enero
- 1 de enero:

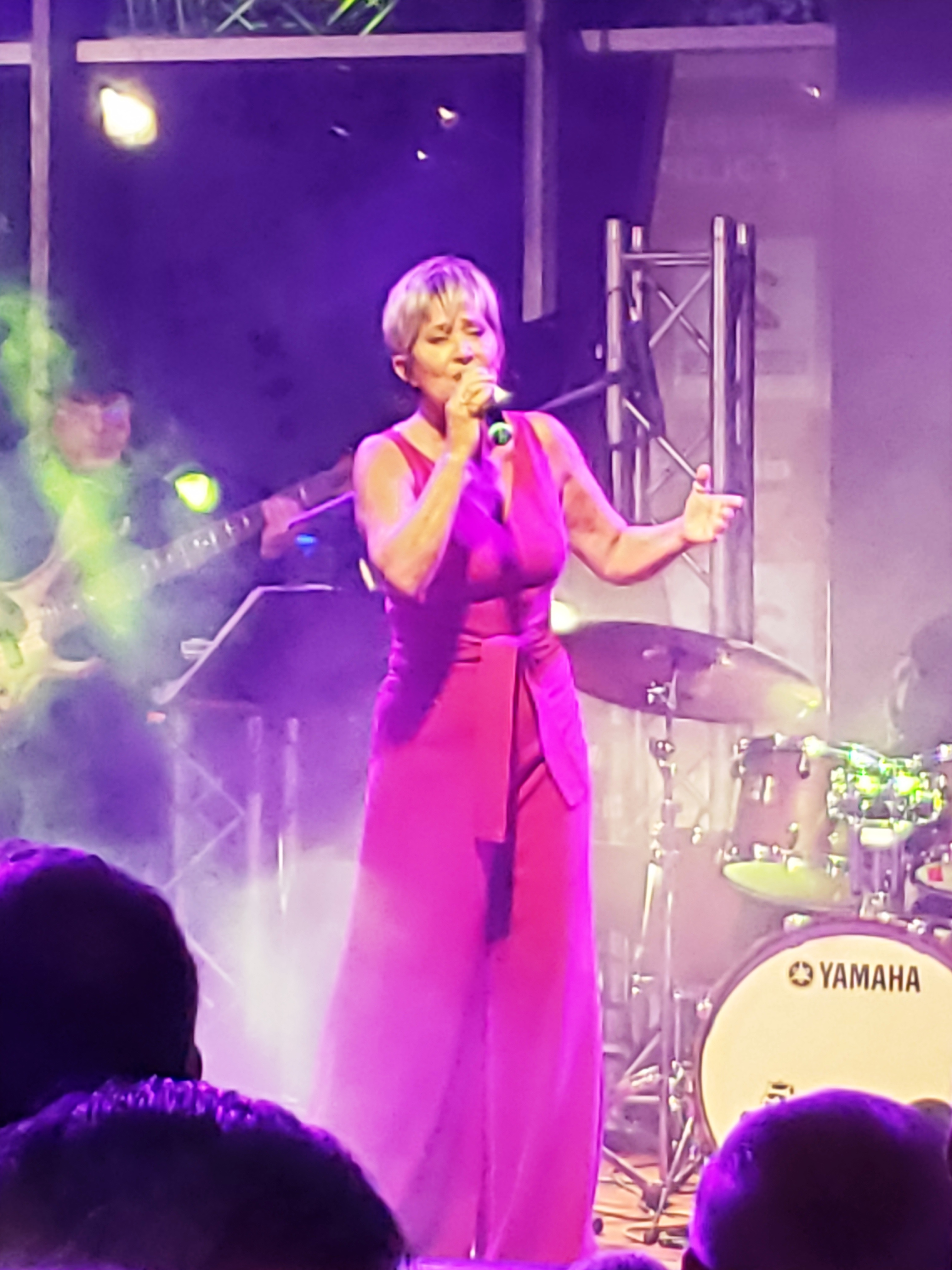
Andrea Tessa

  - Andrea Tessa, cantante, letrista musical y animadora de televisión chilena.
  - Cornelia Bargmann, neurobióloga estadounidense.
  - Davide Cassani, ciclista italiano.
  - Esther Cross, escritora argentina.
  - Manuel Malou, cantante, guitarrista de rumba flamenca, compositor y productor musical hispano francés.
  - Everardo Mendoza Guerrero, lingüista, investigador y académico mexicano.
- 2 de enero:
  - Gabrielle Carteris, actriz estadounidense.
  - Todd Haynes, director de cine estadounidense.

- 3 de enero:

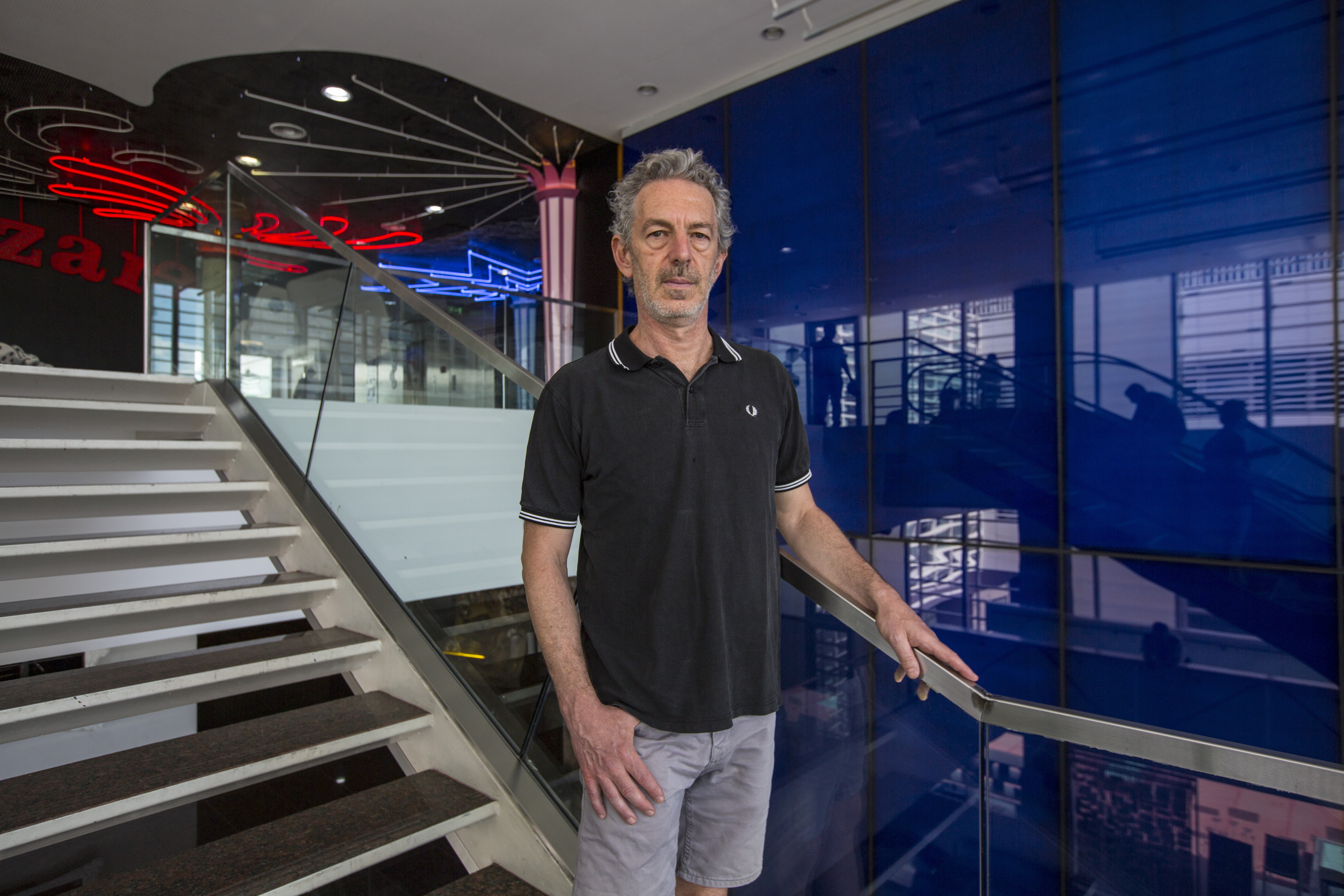
Martín Rejtman

  - Martín Rejtman, cineasta, guionista y escritor argentino.
  - Pedro Montalbán Kroebel, dramaturgo español.
  - José Miguel Vivanco, abogado y activista chileno.
- 4 de enero:
  - Daniel F, cantautor peruano de rock de la banda Leusemia.
  - Jordi Galí, economista español.
  - Jesús Hernández, violinista venezolano (f. 2021).
  - Silvia Carolina Mazariegos, ajedrecista internacional guatemalteca.
  - Ernesto McCausland, periodista, escritor y cineasta colombiano (f. 2012).
  - Graham McTavish, actor británico.

- 5 de enero:

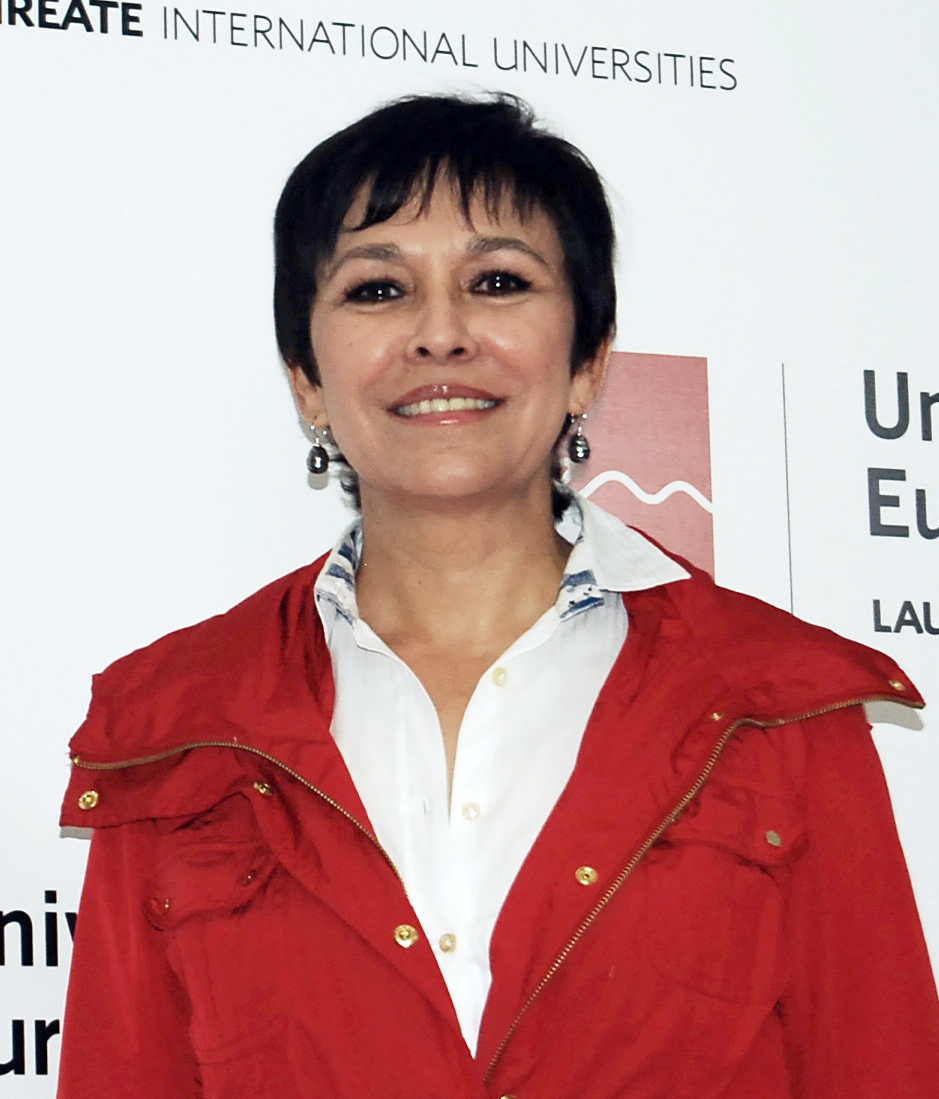
Isabel Gemio

  - Isabel Gemio, periodista y presentadora de televisión y radio española.
  - Alejandro Aragón, actor y director de cine, teatro y televisión mexicano.
  - Iris DeMent, cantautora estadounidense.
  - Pablo Nahual, músico, compositor y lutier argentino.
- 6 de enero:
  - Michel Dernies, ciclista belga.
  - Iván Molina Jiménez, escritor e historiador costarricense.
- 7 de enero:
  - Geum Bo-ra, actriz surcoreana.
  - Marco Treviño, actor mexicano.
- 8 de enero: Keith Arkell, ajedrecista británico.

- 9 de enero:

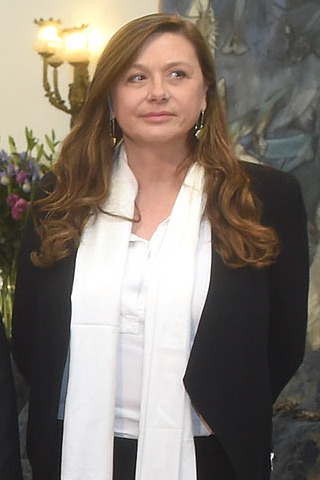
Margot Kahl

  - Margot Kahl, ingeniera comercial y presentadora de televisión chilena.
  - Álvaro Bayona, actor colombiano.
  - Elizabeth Guindi, actriz mexicana.
  - Alipio Gutiérrez, periodista, presentador y escritor español.
  - Al Jean, productor, guionista y escritor estadounidense.
  - Amancio Liñares Giraut, historiador español.
  - Carlos Mateo Balmelli, abogado, escritor, político y conductor de radio paraguayo.
  - Sandra Myers, exatleta española de origen estadounidense.
  - Bob Peterson, animador y actor de voz estadounidense.
- 10 de enero:
  - Osvaldo Gross, geoquímico y chef pâtissier argentino.
  - Sylvia Perossio, arquitecta y docente uruguaya.
  - Encarna Salazar, cantante española del dúo Azúcar Moreno.
- 11 de enero:
  - Eva O, cantante, música y compositora estadounidense.
  - Jasper Fforde, novelista de fantasía británico.
- 12 de enero:
  - Andrea Carnevale, futbolista italiano.
  - Simon Russell Beale, actor británico.
- 13 de enero:
  - Julia Louis-Dreyfus, actriz de televisión estadounidense.
  - Moisés Peñalver Núñez, periodista, guionista y escritor español.
  - Emilio Zebadúa, político mexicano.

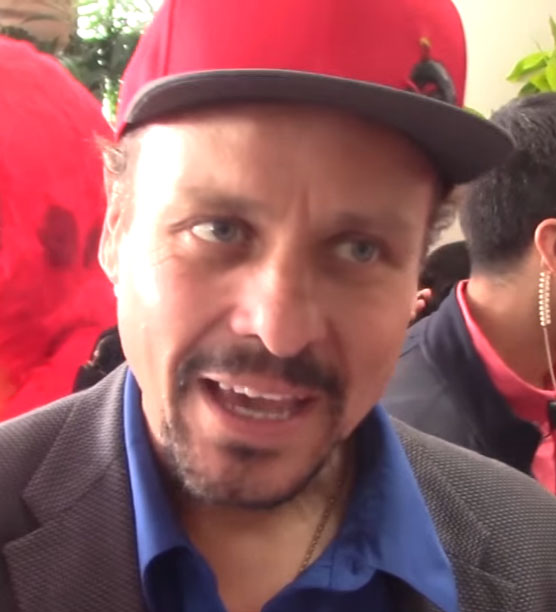
Rubén Cerda

- 14 de enero: Rubén Cerda, actor mexicano.
- 15 de enero:
  - Javier Alatorre, periodista mexicano.
  - Paul Dourge, bajista, productor musical y compositor argentino.
  - Mario Van Peebles, actor y cineasta estadounidense.
- 16 de enero: Dirk De Wolf, ciclista belga.
- 17 de enero:
  - Suzanne Berne, novelista y profesora universitaria estadounidense.
  - Maia Chiburdanidze, ajedrecista georgiana.
  - Marie-Claire D'Ubaldo, cantante argentina.
  - Rolando Salazar, humorista y locutor venezolano.
- 18 de enero:
  - Peter Beardsley, futbolista británico.
  - Jordi Cussà Balaguer, escritor, traductor y actor español (f. 2021).
  - Mijaíl Shishkin, escritor ruso.
- 19 de enero:
  - Eoghan Corry, periodista y escritor irlandés.
  - Mercedes Marrero, baloncestista española y primera mujer en obtener el título de Capitán de la Marina Mercante de España.
  - Paul McCrane, actor estadounidense.
- 20 de enero:
  - Erardo Cóccaro, futbolista y entrenador uruguayo.
  - Yolanda González, líder estudiantil y militante comunista española (f. 1980).
  - Juan Antonio Nieto Arroyo (también conocido como Pangea), músico experimental y artista sonoro español. (f. 2022).
- 21 de enero:
  - Blanca Apilánez, actriz española.
  - Nazanín Armanian, escritora y politóloga iraní.

- 22 de enero:

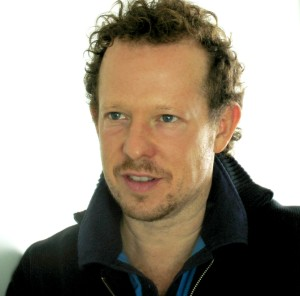
Guillermo Kuitca

  - Guillermo Kuitca, artista y docente argentino especializado en artes plásticas y escenografía.
  - Rossana Arellano, escritora, poeta, cuentacuentos, prologista, editora y agente literaria chilena.
  - Daniel Johnston, músico, cantautor y artista estadounidense (f. 2019).
- 23 de enero:
  - Fausto Gresini, piloto de motociclismo y jefe de equipo italiano (f. 2021).
  - Sasha Gryzlov, violinista ruso.
- 24 de enero:
  - Guido Buchwald, futbolista alemán.
  - Nastassja Kinski, actriz alemana.
- 25 de enero: Gian Francesco Giudice, físico teórico de partículas italiano.
- 26 de enero:
  - Benjamín Rausseo, humorista, político, actor, profesor, abogado, músico y empresario venezolano.
  - Wayne Gretzky, jugador de hockey sobre hielo canadiense.
- 27 de enero:
  - Dina Bonnevie, actriz filipina.
  - Flor Pileña, cantautora peruana.
  - Willie Revillame, cantante pop, compositor y comediante filipino.
  - Narciso Rodriguez, diseñador de moda estadounidense.
- 28 de enero: Arnaldur Indriðason, escritor islandés.
- 29 de enero:
  - Jan Balabán, escritor, periodista y traductor checo (f. 2010).
  - Ibéyise Pacheco, periodista y escritora especializada en sucesos venezolana.
- 30 de enero:
  - Dionisio Faulbaum, político chileno.
  - Liu Gang, matemático chino especializado en ciencias de la computación.
- 31 de enero: Aldo Schiappacasse, periodista deportivo chileno.

### Febrero
- 1 de febrero:
  - Irina Chelushkina, ajedrecista ucraniana.
  - Yassin al-Haj Saleh, escritor, traductor y disidente político sirio.
  - Israel Tsvaygenbaum, artista rusoestadounidense.

- 2 de febrero:

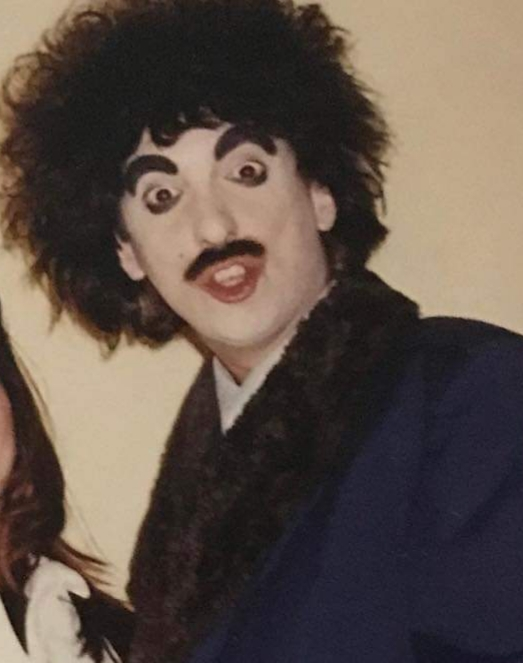
Koke Corona

  - Koke Corona, actor, productor y comediante venezolano de ascendencia chilenoargentina.
  - Lauren Lane, actriz estadounidense.
  - Clara María Ochoa, guionista, productora y directora de televisión colombiana.
  - Gabriel Prieto, actor y profesor de teatro chileno.
- 3 de febrero:
  - Keith Gordon, actor y director de cine estadounidense.
  - Salil Shetty, activista de derechos humanos indio.
- 4 de febrero: Andrés Esono Ondó, político y académico ecuatoguineano.
- 5 de febrero:
  - Tim Meadows, humorista, músico y actor estadounidense.
  - Ana Celia Urquidi, productora y directora de televisión mexicana.
- 6 de febrero:
  - Rolando Aníbal Chaparro, futbolista argentino.
  - Pablo Maojo, escultor español.
- 7 de febrero:
  - Vicente Cervera Salinas, poeta y ensayista español.
  - Laura Guzmán-Dávalos, taxónoma, bióloga, liquenóloga, conservadora, profesora, micóloga y botánica mexicana.
- 8 de febrero:
  - Elvira Antón-Carrillo, investigadora y profesora universitaria española.
  - Iván Moreno Rojas, médico y político colombiano.
  - Vince Neil, cantante y compositor estadounidense.
  - Bruce Timm, dibujante y diseñador de personajes estadounidense.
- 9 de febrero: Alejandro Domínguez Escoto, futbolista y entrenador mexicano.
- 10 de febrero:
  - Alexander Payne, director de cine y guionista estadounidense.
  - George Stephanopoulos, periodista estadounidense.
- 11 de febrero:
  - Chan-Ok Choi, taekwondista alemán de origen coreano.
  - Miguel Polanía, pintor, crítico de arte y escritor colombiano.
- 12 de febrero:
  - David Graeber, antropólogo y activista estadounidense.
  - Salvador Mejía, escritor británico.
  - Joseph Pearce, productor de telenovelas mexicano.
  - Lourdes Pérez, cantante y compositora puertorriqueña.
- 13 de febrero:
  - Nassira Belloula, periodista y escritora feminista argelinocanadiense.
  - Henry Rollins, vocalista, músico, actor, humorista y activista político estadounidense.
- 14 de febrero: Mónica Castillo, artista mexicana.
- 15 de febrero:
  - Mohamed Farah, futbolista somalí.
  - Bob Forrest, cantante y compositor estadounidense.

- 16 de febrero:

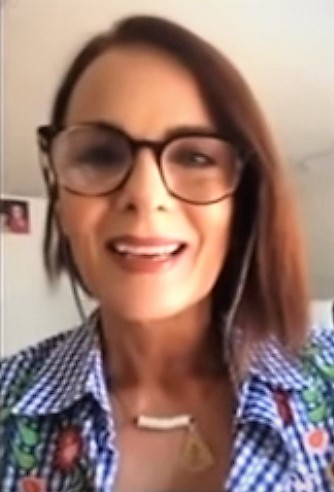
Maritza Sayalero Fernández

  - Maritza Sayalero Fernández, actriz, modelo venezolana y primera Miss Universo de Venezuela.
  - Marcela Donoso, pintora chilena.
  - Bona Mangangu, pintor y escultor congoleño.
  - Andy Taylor, músico británico.
- 17 de febrero:
  - Andréi Korotáyev, antropólogo, economista, historiador y sociólogo ruso.
  - Zoran Radović, baloncestista serbio.
  - Larry the Cable Guy, actor, exlocutor de radio y escritor estadounidense.

- 18 de febrero:

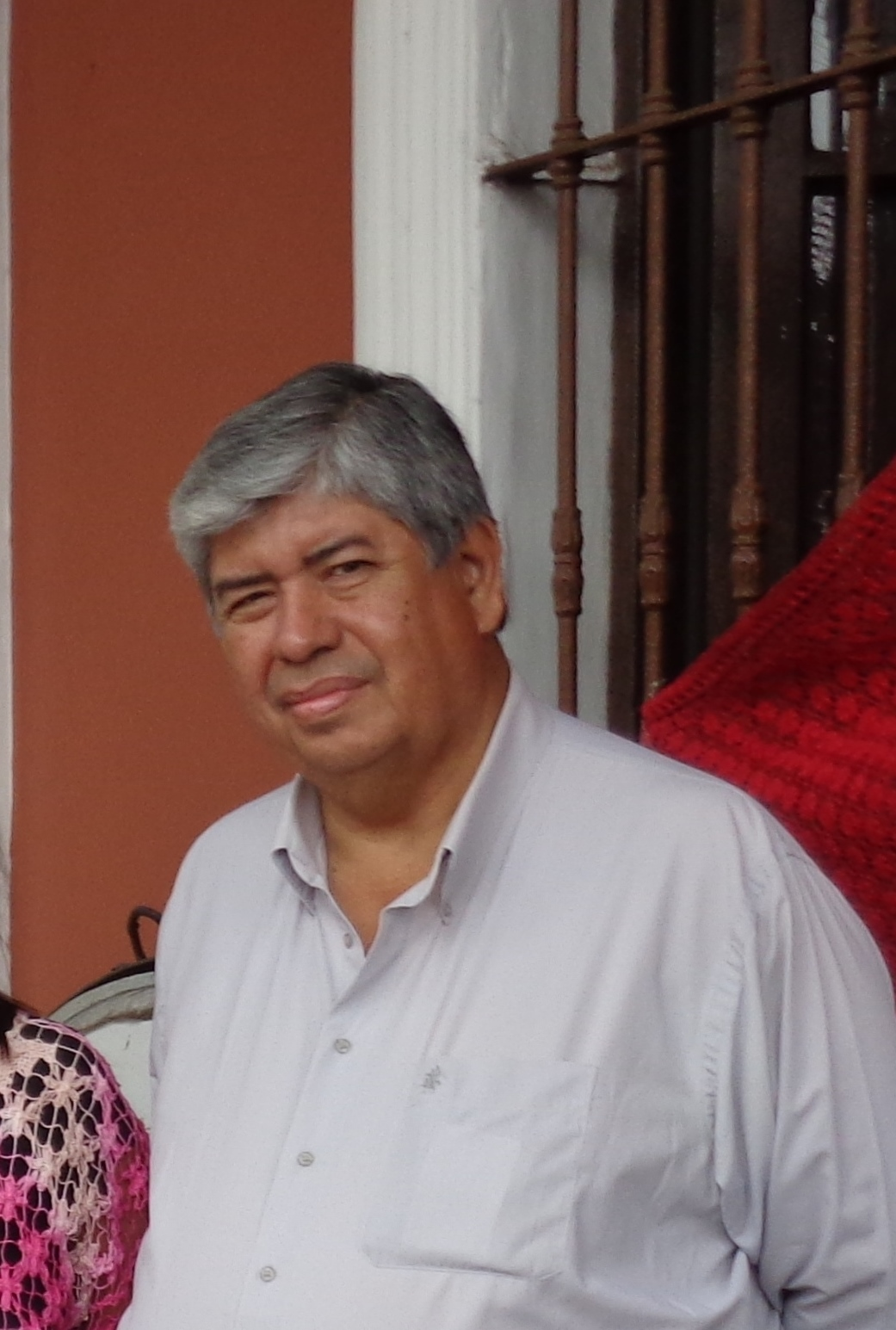
David Galeano Olivera

  - David Galeano Olivera, lingüista, antropólogo, filólogo y educador paraguayo.
  - Marina De Caro, profesora y artista plástica argentina.
- 19 de febrero: Justin Fashanu, futbolista británico (f. 1998).
- 20 de febrero:
  - Mauricio Hofmann, periodista chileno.
  - Juan Carlos Iragorri, periodista de prensa, radio y televisión colombiano.
  - Imogen Stubbs, actriz y escritora británica.
- 21 de febrero:
  - Dora Altbir, física chilena.
  - Christopher Atkins, actor estadounidense.
  - Abhijit Banerjee, economista indioestadounidense.
  - Amparo Fernández, actriz española.
- 22 de febrero:
  - Guillermo Orozco, presentador colombiano nacido en Argentina.
  - Toni Nadal, entrenador y preparador físico de tenis español.
- 23 de febrero:
  - Rosaura Andazabal Cayllahua, historiadora, docente e investigadora peruana (2021).
  - Javier López Díaz, periodista, conductor y director de noticias mexicano.
  - Tatiana Cordero, activista feminista ecuatoriana (2021).
  - Yohannes Haile-Selassie, paleoantropólogo etíope.
  - Tere Irastortza, escritora española.

- 24 de febrero:
  - Luis Gatica, actor mexicano.

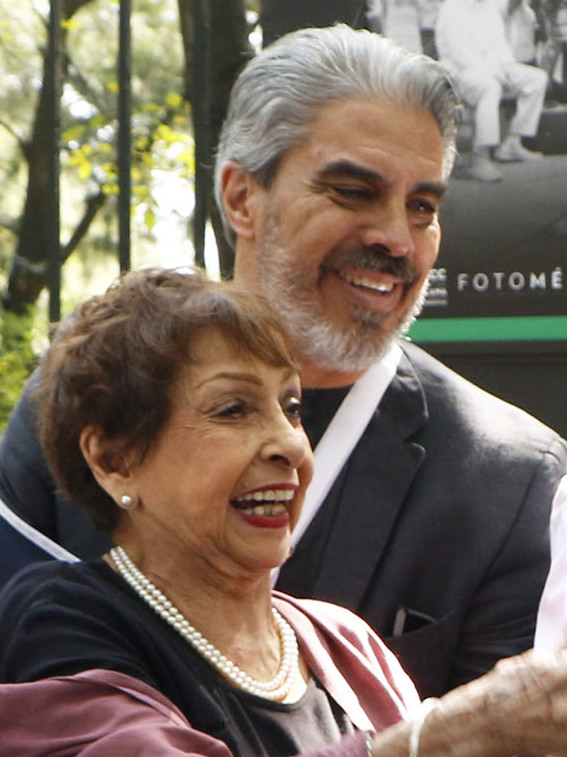
Luis Gatica

  - Nieves Canta, compositora y cantautora española.
  - Alfredo Mires Ortiz, antropólogo, educador, escritor y editor peruano.
  - José Muelas Cerezuela, abogado español especializado en derecho informático.
  - Patricia Sarán, modelo, actriz, conductora y cantante argentina.
  - Erna Solberg, primera ministra de Noruega desde 2013 hasta 2021.
- 25 de febrero:
  - Emilio Rivera, actor de cine y televisión estadounidense.
  - Valerio Verbano, militante comunista italiano (f. 1980).
- 26 de febrero:
  - Vincent Duclert, historiador francés.
  - Monika Fagerholm, escritora en sueco finesa.
  - Ángel Olgoso, escritor y artista español.
- 27 de febrero: James Worthy, exjugador de baloncesto.
- 28 de febrero: Rae Dawn Chong, actriz canadienseestadounidense.

### Marzo
- 1 de marzo:
  - Miguel Costas, guitarrista español.
  - David Cantero, presentador español.

- 2 de marzo:
  - Julia Calvo, actriz argentina.

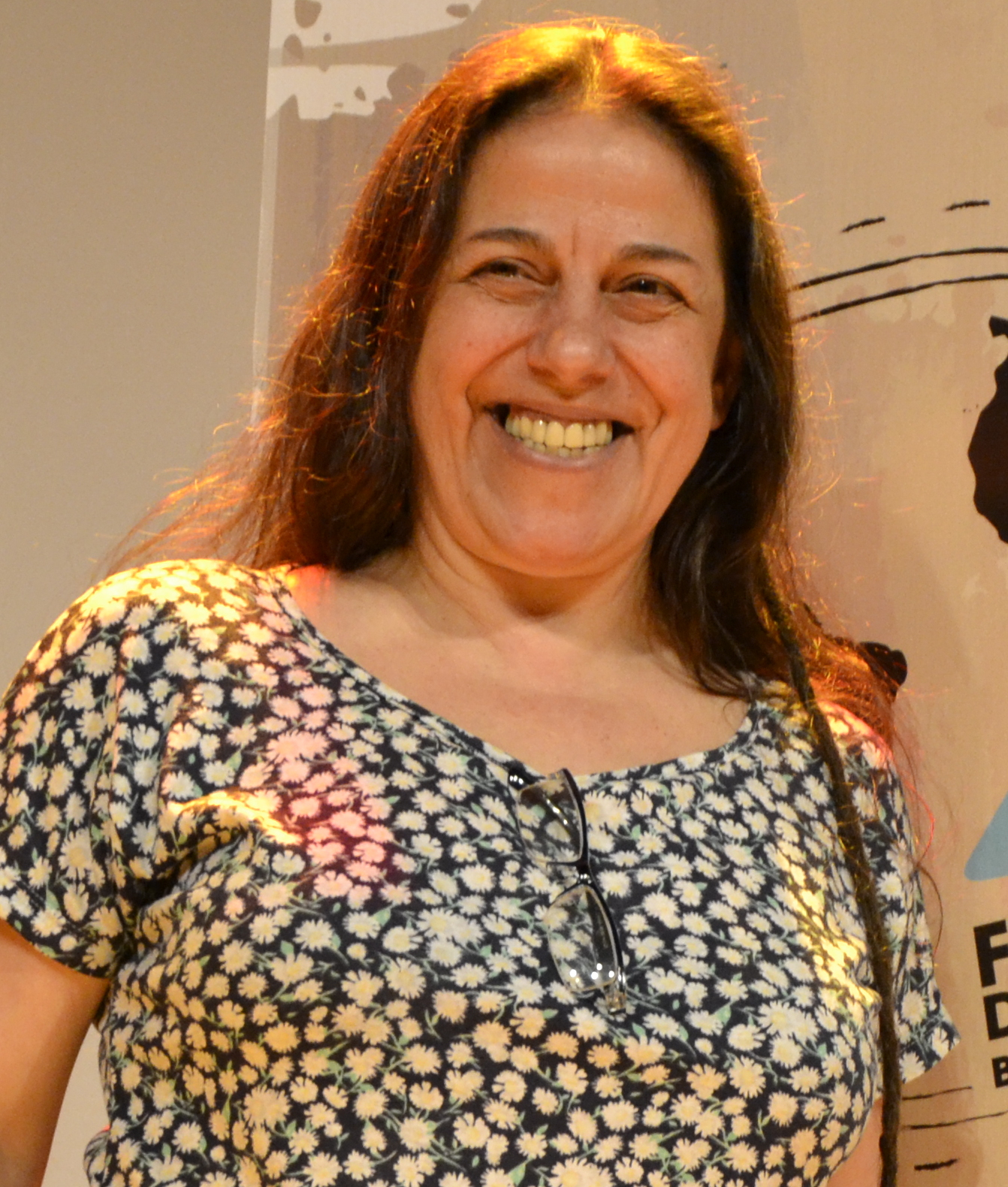
Julia Calvo

  - Sheila Black, poetisa y escritora estadounidense.
  - Sara Mingardo, cantante lírica contralto italiana.
  - Emma Ozores, actriz española.
  - Oscar Schemel, sociólogo y empresario venezolano.
- 3 de marzo: Anita Hegerland, cantante noruega.
- 4 de marzo:
  - Eduardo Fraile, poeta español.
  - Steven Weber, actor estadounidense.
- 5 de marzo:
  - Julio Pachón, actor colombiano.
  - Marcelo Peralta, profesor, compositor y saxofonista argentino (f. 2020).
  - Carlos Restrepo Isaza, entrenador de fútbol colombiano.
- 6 de marzo:
  - Clark Accord, escritor y artista de Surinam y los Países Bajos (f. 2011).
  - Manuel Sáez, artista plástico español.
- 7 de marzo:
  - Agustín Bravo, presentador de radio y televisión español.
  - Luis Doreste, deportista español.
  - Rodrigo Pérez Müffeler, actor, director de teatro y académico chileno.
  - Martina Schettina, pintora austríaca.
  - Israel Tanenbaum, músico y pianista puertorriqueño.
- 8 de marzo:
  - Alejandro Gardinetti, humorista y actor argentino.
  - Maja Haderlap, escritora en esloveno y alemán de nacionalidad austríaca.
  - Camryn Manheim, actriz estadounidense.
- 9 de marzo:
  - Roberto Blandón, actor mexicano de televisión.
  - Juan Luis Rascón Ortega, político español.
- 10 de marzo:
  - Laurel Clark, astronauta, cirujana y capitana estadounidense; falleció junto con sus seis compañeros de tripulación en el accidente del transbordador espacial Columbia (f. 2003).[18]
  - Mitch Gaylord, gimnasta y actor estadounidense.[19]
- 11 de marzo:
  - Pablo Daniel Cano Fernández, pintor cubano.
  - Elias Koteas, actor canadiense de ascendencia griega.
  - Raúl Romero, cantante, músico y presentador de televisión peruano.

- 12 de marzo:

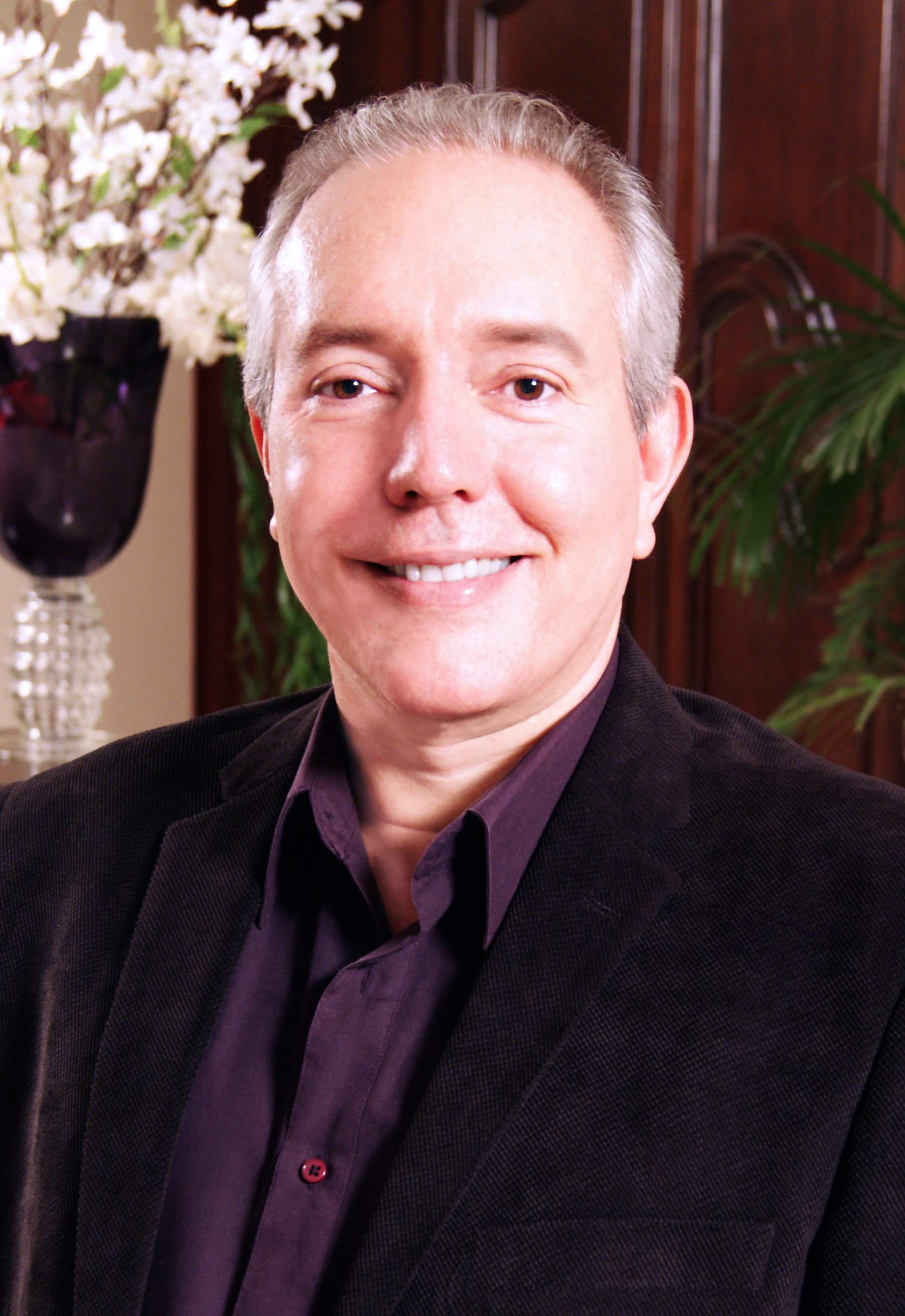
Pierre Pierson

  - Pierre Pierson, escritor, productor, artista plástico, compositor y letrista nicaragüense.
  - Joaquín Núñez, actor de cine y teatro español.
  - José Manuel Soto, cantante español.
- 13 de marzo:
  - Rubén Darío Da Rosa, periodista deportivo y relator de partidos de fútbol paraguayo.
  - Sebastiano Nela, futbolista italiano.
- 14 de marzo:
  - Gary Dell'Abate, productor radial estadounidense.
  - Luis Alberto Ferreira Carmelé, profesor de Historia, cantautor folklórico, investigador, escritor, conferencista y cultor del medio popular nacional argentino.
  - Penny Johnson Jerald, actriz estadounidense.
- 15 de marzo:
  - Fabio Biondi, violinista y director de orquesta italiano.
  - Rolando Saad, guitarrista argentino.
- 16 de marzo:
  - Todd McFarlane, artista canadiense.
  - Andrés Perton, escritor canadiense.
- 17 de marzo
  - Umayya Abu-Hanna, poetisa y filóloga palestinafinesa.
  - Alexander Bard, músico sueco.
  - Alessandro Fantozzi, baloncestista italiano.
  - José Luis Paredes Pacho, músico, investigador, escritor y promotor cultural mexicano.
- 18 de marzo:
  - Horacio Esquivel, psicólogo y entrenador de fútbol costarricense.
  - Gonzalo Leiva Quijada, historiador y filósofo chileno.
- 19 de marzo:
  - Nery Alexis Gaitán, escritor, académico, columnista y profesor hondureño.
  - Laila Ghofran, cantante marroquí.
- 20 de marzo:
  - Marc Jobst, director de cine y televisión británicozimbabuense.
  - Neida Sandoval, periodista hondureña.
  - Sara Wheeler, escritora y biógrafa británica.

- 21 de marzo:

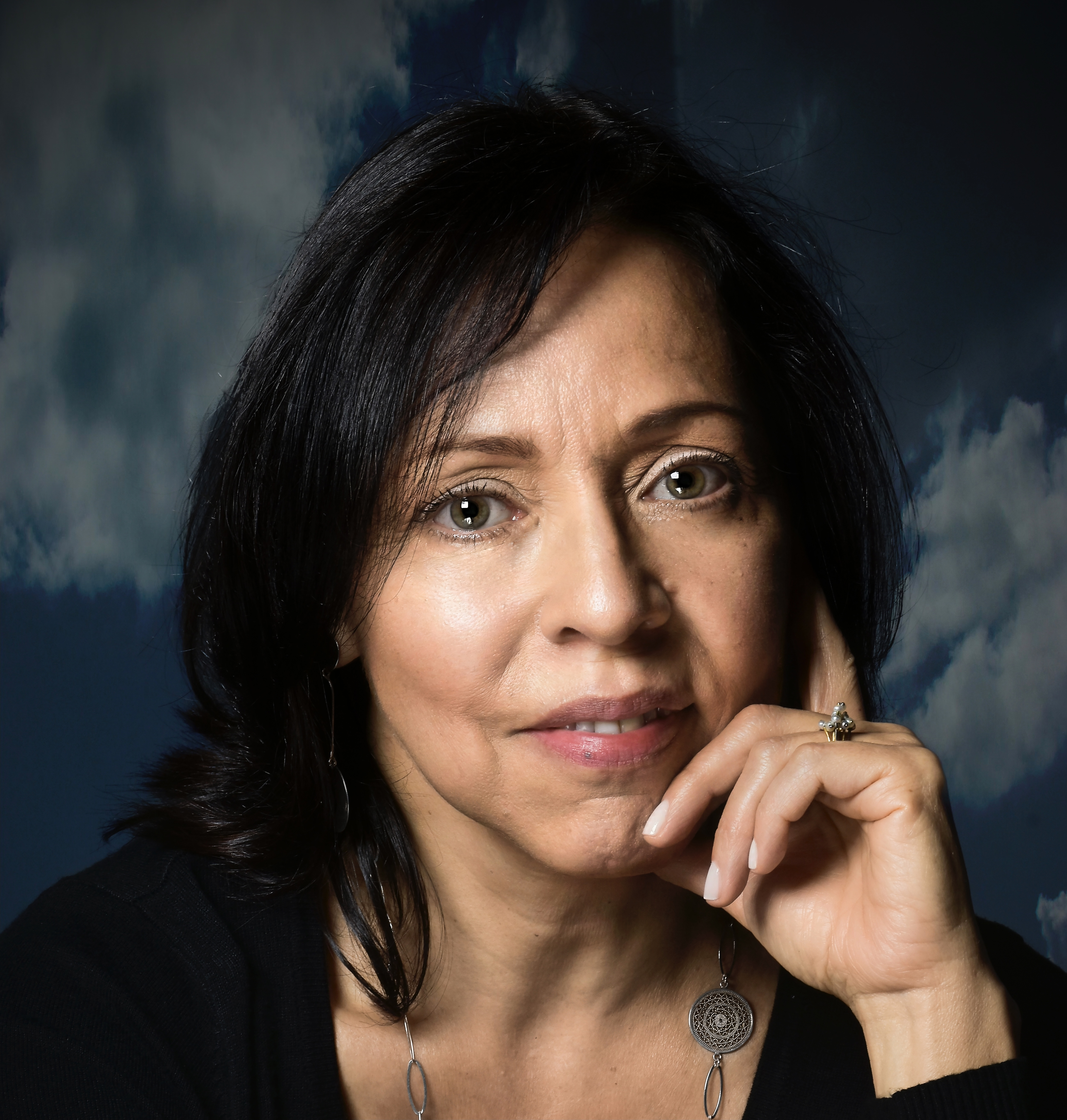
Luz Helena Cordero Villamizar

  - Daniel Castellani, jugador de voleibol argentino.
  - Sandra Amelia Ceballos Obaya, artista cubana.
  - Luz Helena Cordero Villamizar, poeta colombiana.
  - Marcelo Longobardi, conductor televisivo y radial argentino.
  - Lothar Matthäus, entrenador y exfutbolista alemán.
- 22 de marzo:
  - Gloria Lisé, académico, periodista, escritor y analista político peruano (f. 2001).
  - Pedro Planas Silva, escritora, dramaturga, abogada y profesora argentina.
- 23 de marzo:
  - Roger Crisp, filósofo y académico británico-inglés.
  - Craig Green, exjugador y entrenador neozelandés de rugby.
  - Helmi Johannes, periodista y productor indonesio.

- 24 de marzo:

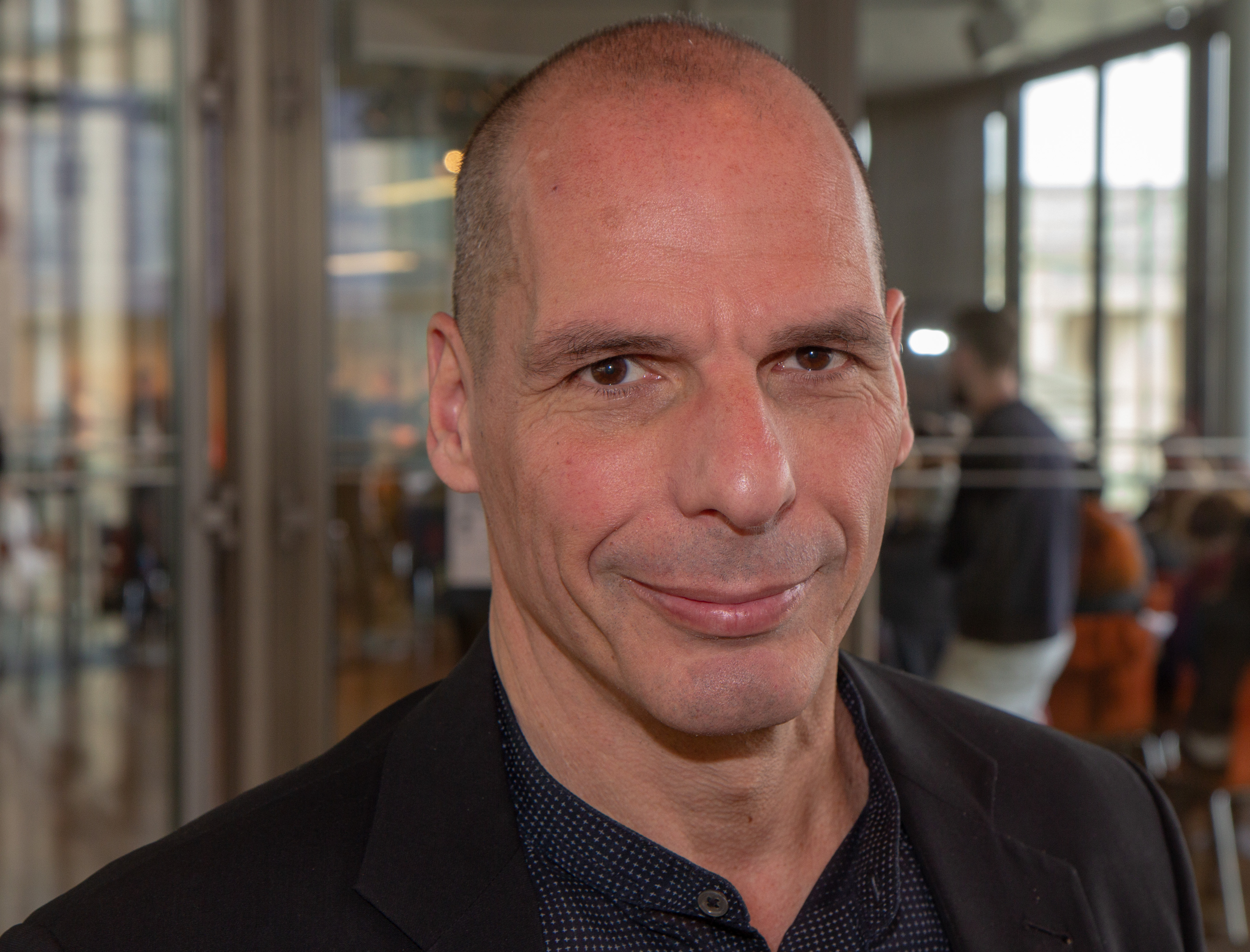
Yanis Varoufakis

  - Pascual Ferry, historietista español.
  - Reggie Fils-Aime, empresario estadounidense y presidente de la empresa Nintendo en los Estados Unidos.
  - Yanis Varoufakis, economista, catedrático universitario, político, bloguero y escritor grecoaustraliano.
- 25 de marzo:
  - Ron Keel, vocalista y guitarrista estadounidense.
  - Leticia Ramírez Amaya, profesora, líder sindical y funcionaria pública mexicana.
- 26 de marzo: Kerrye Katz, judoca australiana.
- 27 de marzo:
  - Chung Jong-soo, futbolista y entrenador surcoreano.
  - Tony Rominger, ciclista suizo.
  - Mariana Lidia Torres Pérez, guionista, productora de cine y televisión, periodista y poeta cubana.
- 28 de marzo:
  - Orla Brady, actriz irlandesa.
  - Rolando Goldman, artista, músico, escritor y docente argentino.
- 29 de marzo:
  - Gary Brabham, piloto australiano de automovilismo.
  - Amy Sedaris, actriz, autora y cómica estadounidense.
  - Michael Winterbottom, director británico.
- 30 de marzo:
  - Rodrigo Bastidas, actor, guionista, dramaturgo, locutor radial y director de teatro y cine chileno.
  - Mike Thackwell, piloto neozelandés de automovilismo.
- 31 de marzo:
  - Kent Beck, ingeniero de software estadounidense.
  - Howard Gordon, escritor y productor de series estadounidense.
  - Gary Winick, cineasta estadounidense.

### Abril
- 1 de abril:
  - Juan Echanove, actor español.

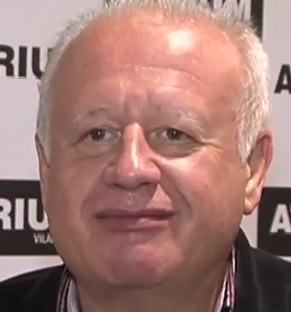
Juan Echanove

  - Ascensión Badiola, escritora española.
  - Susan Boyle, cantante escocesa.
  - Sergio Scariolo, entrenador italiano de baloncesto.
  - Liu Xia, artista china.

- 2 de abril:

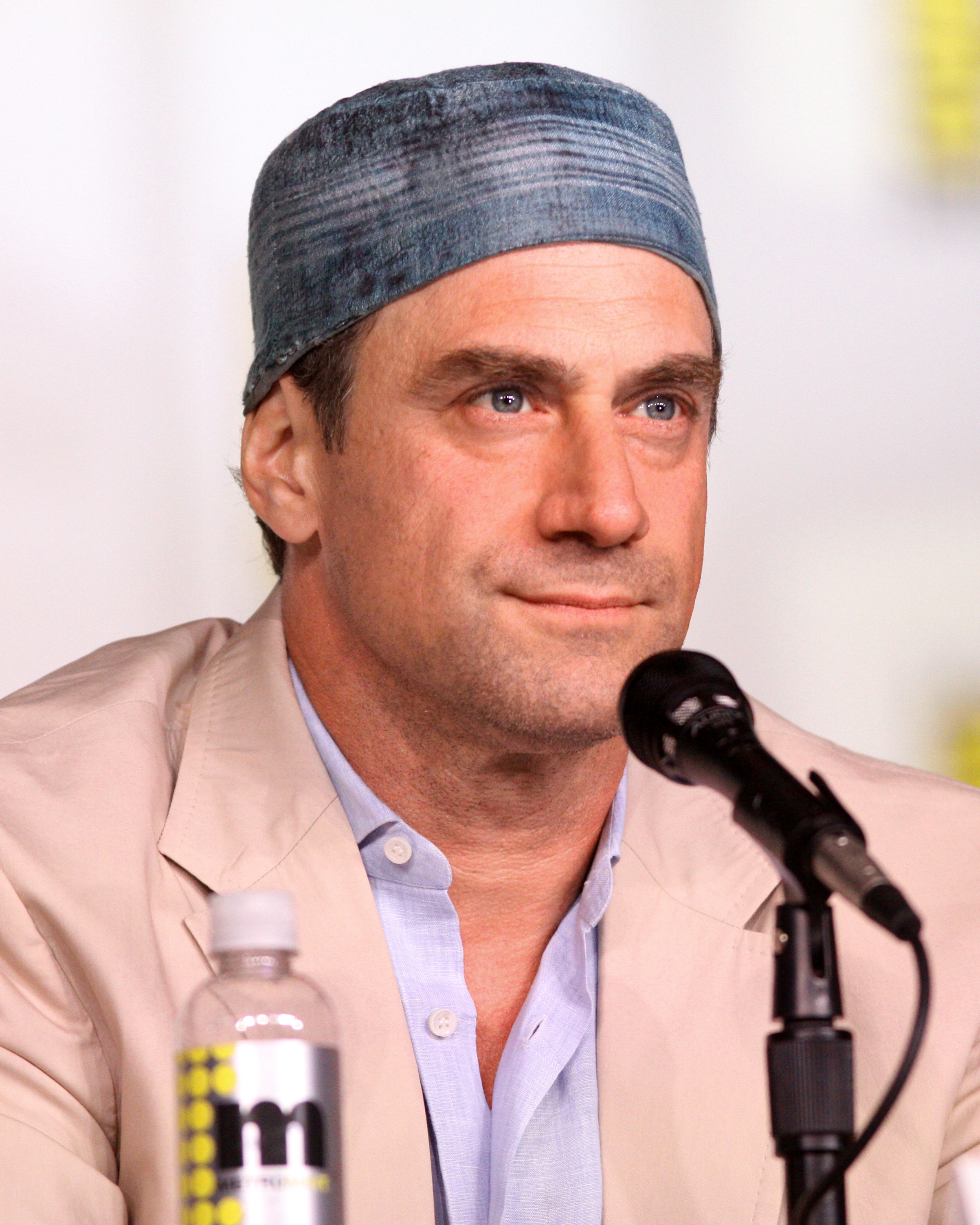
Christopher Meloni

  - Buddy Jewell, cantautor estadounidense.
  - Christopher Meloni, actor estadounidense.
  - Keren Woodward, cantautora británico-inglesa.
- 3 de abril:
  - Tim Crews, beisbolista estadounidense (f. 1993).
  - Eddie Murphy, actor y comediante estadounidense.
- 4 de abril:
  - Gyrðir Elíasson, escritor islandés.
  - Hildi Santo-Tomas, decorador estadounidense de interiores.
- 5 de abril:
  - Anna Caterina Antonacci, mezzosoprano italiana.
  - Milena Plebs, coreógrafa, bailarina argentina.
- 6 de abril: Xavi Sastre, entrenador de baloncesto español.
- 7 de abril:
  - Axel Bauer, cantante, compositor, guitarrista y actor francés.
  - Óscar Barreto Quiroga, abogado y político colombiano.
  - Anxo Boán, abogado y escritor español.
- 8 de abril: Beate Paetow, deportista alemana que compitió en voleibol.
- 9 de abril:
  - Félix Granado, actor español de cine, teatro y televisión.
  - Carmen Xtravaganza, cantante, bailarina y actriz española (f. 2023).
- 10 de abril: Juan Gabriel Uribe, abogado, periodista y político colombiano.
- 11 de abril:
  - Roberto Cabañas, futbolista paraguayo (f. 2017).
  - Vincent Gallo, actor, pintor, músico y modelo estadounidense.
- 12 de abril:
  - Corrado Fabi, piloto itanliano de automovilismo.
  - Lisa Gerrard, compositora y cantante australiana, integrante principal del grupo Dead Can Dance.
  - Miguel Lora, boxeador colombiano.
  - Willi Ninja, bailarín, coreógrafo y artista estadounidense (f. 2006).
- 13 de abril:
  - Carlos Pagni, periodista argentino.
  - Hiro Yamamoto, bajista japonés.
- 14 de abril:
  - Robert Carlyle, actor británico de cine y televisión.
  - Humberto Martins, actor brasileño.
  - Pablo Novoa, músico español.

- 15 de abril:

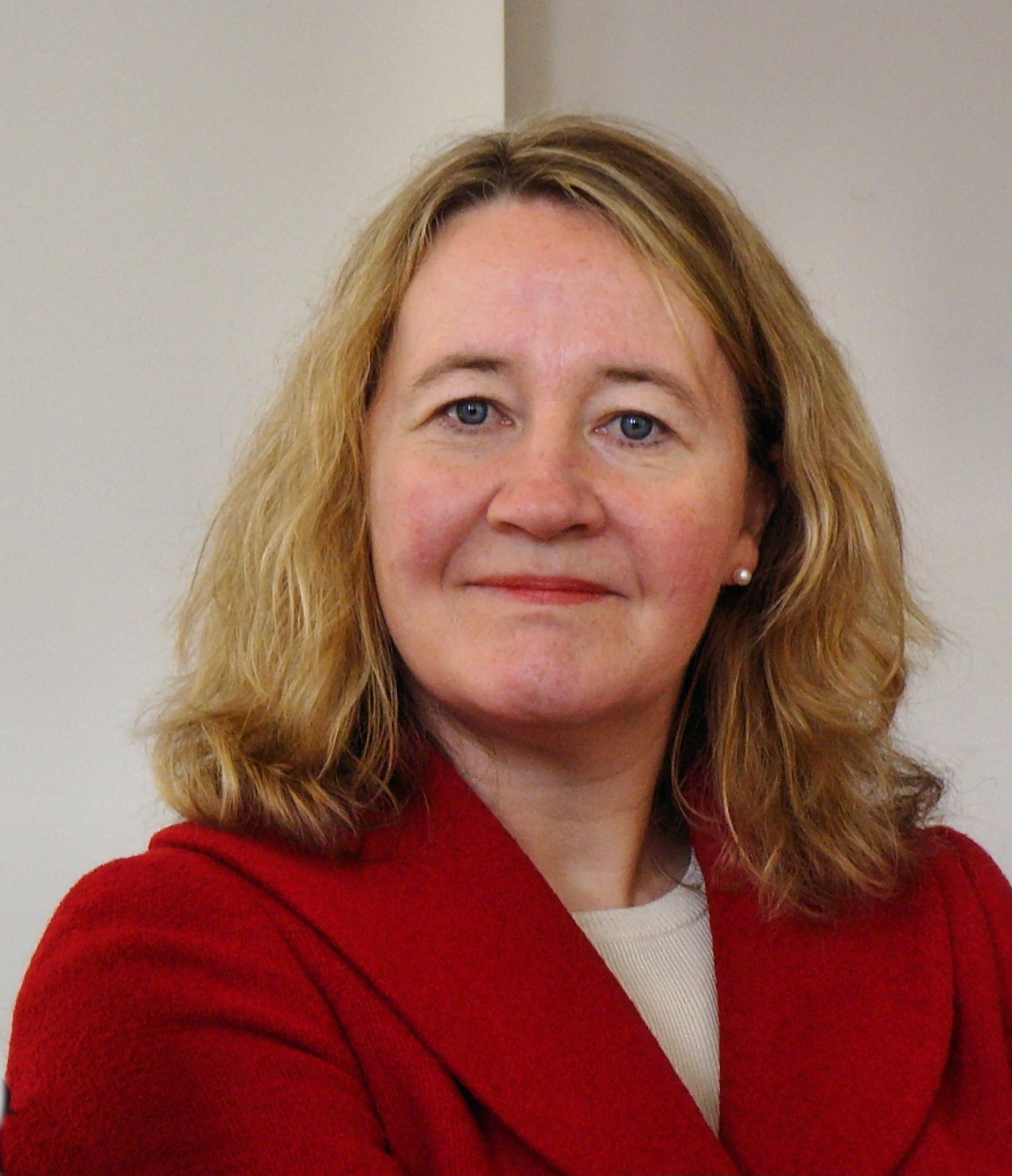
Carol Greider

  - Lynne Austin, modelo y actriz estadounidense.
  - Carol Greider, bioquímica estadounidense, premio nobel de medicina en 2009.
- 16 de abril:
  - Doris Dragović, cantante croata.
  - Luis Hernando Rodríguez, abogado y político colombiano.
  - Francisca Pérez Carreño, filósofa española.
  - Rafael Rojas, actor costarricense nacionalizado mexicano.
- 17 de abril:
  - Daphna Kastner, actriz, cineasta y guionista canadiense.
  - Rebecca Luker, actriz y cantante estadounidense (f. 2020).
  - Tjako van Schie, pianista y compositor neerlandés.
- 18 de abril:
  - Thierry Coquand, informático y matemático francés.
  - Jane Leeves, actriz de televisión, cine y productora británica.
  - Ricardo Maestre, cantautor colombiano del vallenato (f. 2009).
  - Arlette Pacheco, actriz mexicana de cine y televisión.
- 19 de abril:
  - Pilar Bellver, escritora española.
  - Juan José Díaz Infante Casasús, artista transdisciplinario, fotógrafo y poeta mexicano.
- 20 de abril:
  - José Luis Abós, entrenador español de baloncesto.
  - Dirk Bach, actor de comedia alemán (f. 2012).
  - Paolo Barilla, piloto italiano de automovilismo.
  - Daniel Rocha, actor colombiano.
- 21 de abril:
  - Colette Capriles, politóloga, escritora y profesora venezolana.
  - Gabriel Chame Buendia, actor, director y profesor de teatro argentino.
  - Luis Gerardo Núñez, actor y cantante venezolano.
  - Arturo Regueiro, poeta y escrito español.
- 22 de abril: Lorenzo Valverde Martín, artista plástico español.

- 23 de abril:

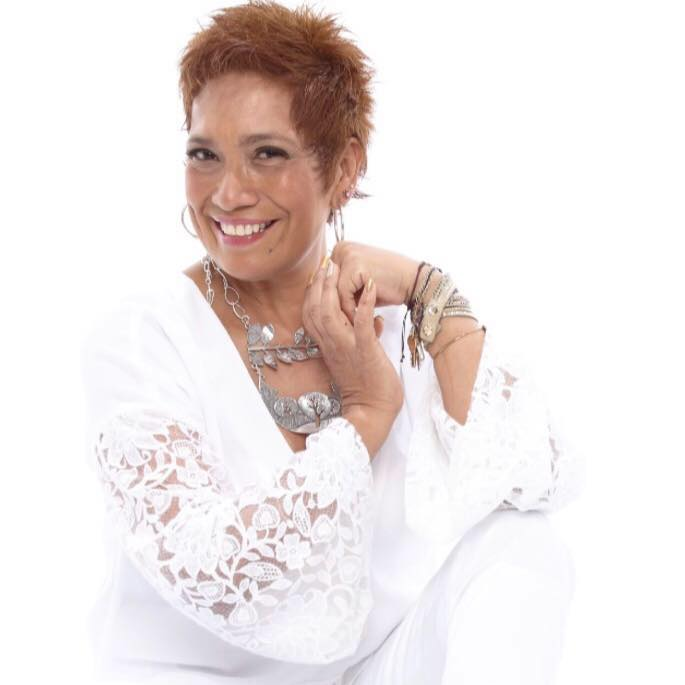
Victoria Villalobos

  - Andréi Kurkov, escritor ucraniano nacido en San Petersburgo (Rusia).
  - George Lopez, actor y comediante estadounidense.
  - Miguel Rep, dibujante argentino.
  - Pierluigi Martini, piloto italiano de automovilismo.
  - María Eliana Vega Soto, periodista, activista por los derechos humanos y escritora chilena.
  - Victoria Villalobos, cantante peruana de música criolla.

- 24 de abril:

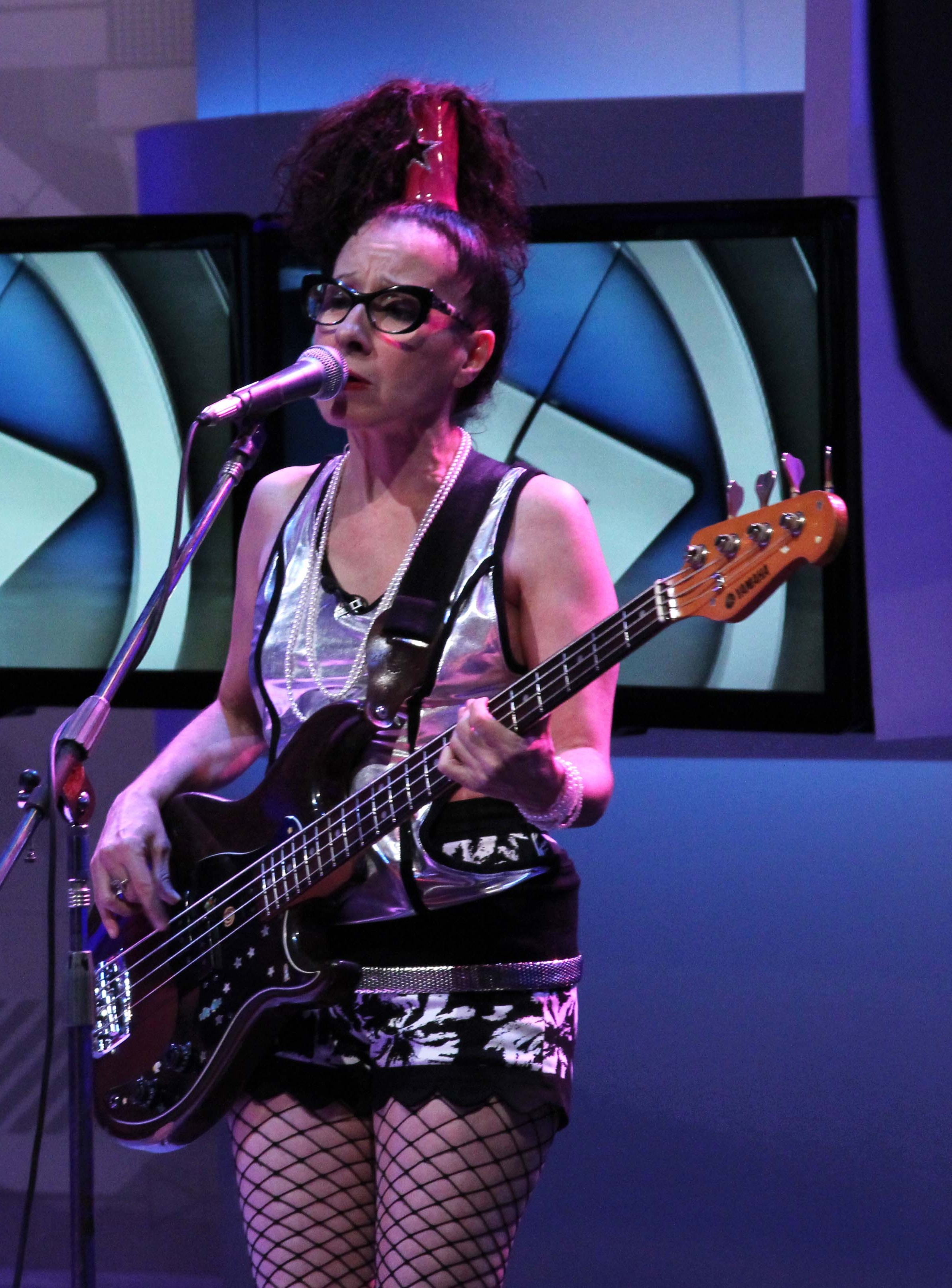
Claudia Sinesi

  - Ľubica Fábri, arquitecta, publicista y curadora de exposiciones de arquitectura eslovaca.
  - Claudia Sinesi, bajista, cantante, guitarrista y compositora de rock argentino.
- 25 de abril:
  - Álvaro de Marichalar, escultor español.
  - Truls Mørk, violonchelista noruego.
- 26 de abril:
  - Joan Chen, actriz china.
  - José Santos, jinete chileno.
- 27 de abril:
  - Nacho García Vega, músico español.
  - Jorge Orlando Calvo, geólogo y paleontólogo argentino.
- 28 de abril:
  - Maye Brandt, modelo y reina de belleza venezolana (f 1982).
  - Anna Oxa, cantante italiana.
  - Alba Rojo Cama, matemática y escultora mexicana (f. 2016).
- 29 de abril:
  - Alejandra Bravo, bioquímica mexicana.

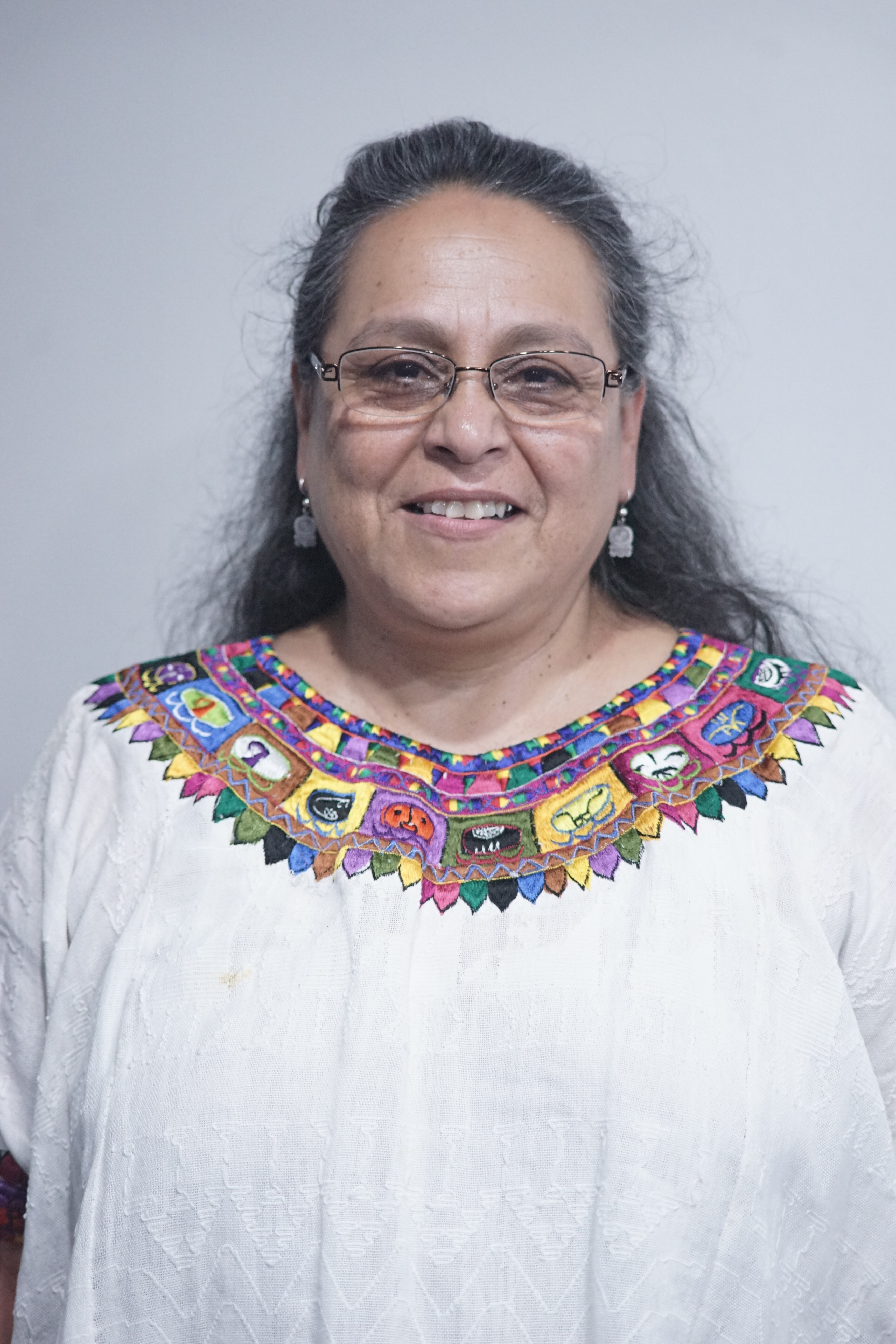
Sandra Morán

- - Sandra Morán, política, música, activista feminista y por los derechos LGBT guatemalteca.
  - Fumihiko Tachiki, seiyū y narrador japonés.
- 30 de abril:
  - Batato Barea, actor y payaso argentino (f. 1991).
  - Eva Illouz, socióloga y escritora franco-israelí.
  - Isiah Thomas, jugador estadounidense de baloncesto.
  - Franky Van der Elst, futbolista belga.

### Mayo
- 1 de mayo: Timna Brauer, cantante austriaca.
- 2 de mayo: Stephen Daldry, cineasta británico.
- 3 de mayo:
  - Laidi Fernández de Juan, médica y narradora cubana.
  - Steve McClaren, futbolista y entrenador británico.

- 4 de mayo:

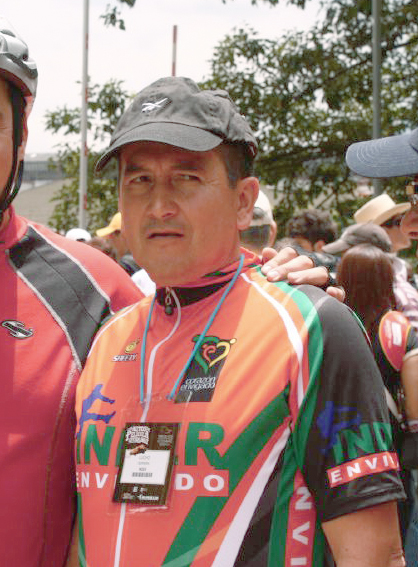
Lucho Herrera

  - Mónica Fernández-Aceytuno, bióloga y escritora española.
  - Lucho Herrera, ciclista colombiano.

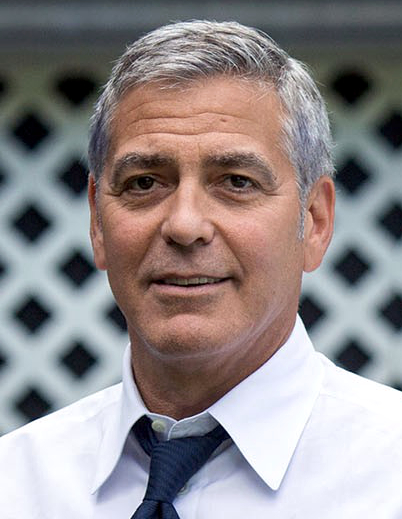
George Clooney

- 5 de mayo: Rob Williams, jugador de baloncesto estadounidense (f. 2014).
- 6 de mayo:
  - George Clooney, actor estadounidense.
  - Roberto Javier Mora García, periodista mexicano (f. 2004).
- 7 de mayo:
  - Phil Campbell, músico y compositor británico galés.
  - Lucile Hadzihalilovic, cineasta francesa.
  - Inés Olmedo, artista visual, directora de arte en cine y profesora uruguaya.

- 8 de mayo:

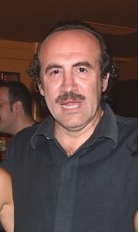
Pedro Reyes

  - Bill de Blasio, político estadounidense, alcalde de Nueva York.
  - Daniel Dalmaroni, dramaturgo, guionista y director teatral argentino.
  - Luisa Machado, cantante y compositora canaria.
  - Pedro Reyes, humorista, presentador y cineasta español (f. 2015).
  - Maristella Svampa, investigadora y escritora argentina.
- 9 de mayo:
  - John Corbett, actor y cantante de country estadounidense.
  - Pedro Peralta, conocido como Pichín, dibujante, grabador, pintor y docente uruguayo.
  - Carlos Quiroga, escritor y lingüista español en gallego.
  - Xabier Quiroga, escritor español en gallego.
- 10 de mayo:
  - Danny Carey, baterista estadounidense, de la banda Tool.
  - Mavi Díaz, cantante, música y compositora de los géneros rock y folclore argentino, nacida en Bélgica.
  - Mariano Narodowski, académico, docente, pedagogo e investigador argentino.
  - Suranand Vejjajiva, político tailandés.
- 11 de mayo:
  - Diana Lee, modelo y actriz estadosunidense.
  - Cecile Licad, pianista filipina.
- 12 de mayo:
  - Billy Duffy, guitarrista y compositor británico.
  - Patricia Urquiola, arquitecta y diseñadora española.
- 13 de mayo:
  - Siobhan Fallon Hogan, actriz estadounidense.
  - Néstor Montalbano, director y guionista de cine, teatro y televisión argentino.
  - Dennis Rodman, jugador estadounidense de baloncesto.
  - Guido Süller, personaje mediático de la televisión, actor, arquitecto y excomisario de a bordo argentino.
- 14 de mayo:
  - Cristina Higueras, actriz, directora y productora teatral española.
  - Pilar Socorro, periodista hispano-venezolana.
- 15 de mayo:
  - Katrin Cartlidge, actriz británica (f. 2002).
  - Giselle Fernández, periodista y presentadora de televisión mexicana-estadounidense.
  - José Antonio García, cantante español.
  - Daniel Giménez Cacho, actor mexicano.
  - Sary Levy, economista venezolana.
  - Fátima Rodríguez, escritora y traductora española.
  - Natividad Navalón Blesa, artista interdisciplinar española.
- 16 de mayo:
  - Roger Mayweather, boxeador estadounidense (f. 2020).
  - Jeannette Rodríguez, actriz venezolana.

- 17 de mayo:
  - Enya, cantante irlandesa.

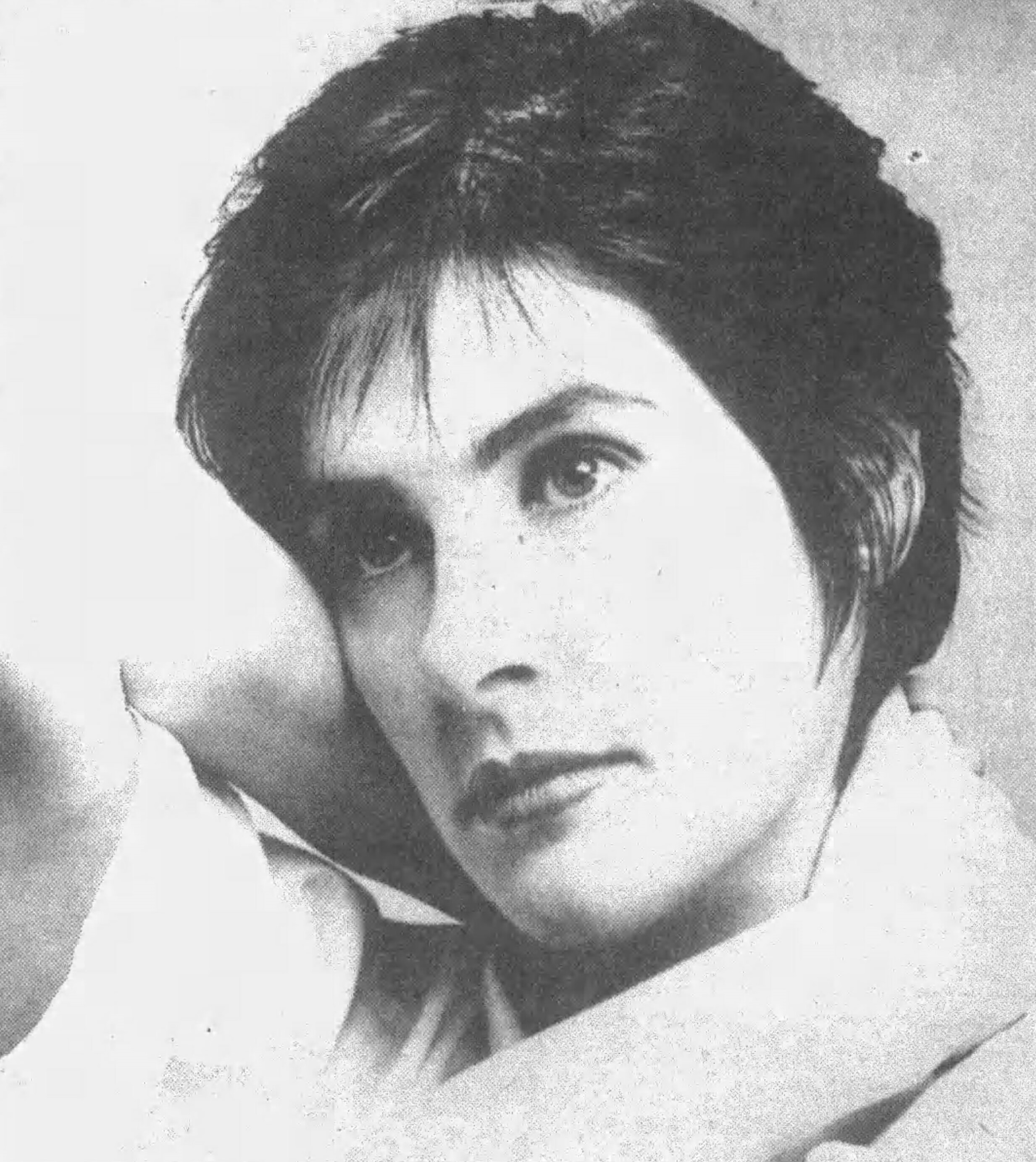
Enya

  - Luis Majul, periodista, escritor, guionista, conductor de radio y televisión y productor argentino.
  - Sandra Smith, cantante, conductora, productora y actriz de cine, teatro y televisión argentina.
  - Bruce Thomas, actor estadounidense.
- 18 de mayo:
  - José María Gallardo del Rey, músico español.
  - Eduardo Pimentel, exfutbolista, entrenador y dirigente deportivo colombiano.
- 19 de mayo:
  - Firdaus Kabírov, piloto de rally ruso.
  - Alba Cecilia Mujica, periodista venezolana.
  - Sergio Poli, violinista y compositor argentino.
- 20 de mayo:
  - Vaughn Jefferis, jinete neozelandés.
  - Owen Teale, actor británico.
- 21 de mayo:
  - Víktor Kuznetsov, nadador soviético.
  - Sanjay Subrahmanyam, historiador indio.

- 22 de mayo:

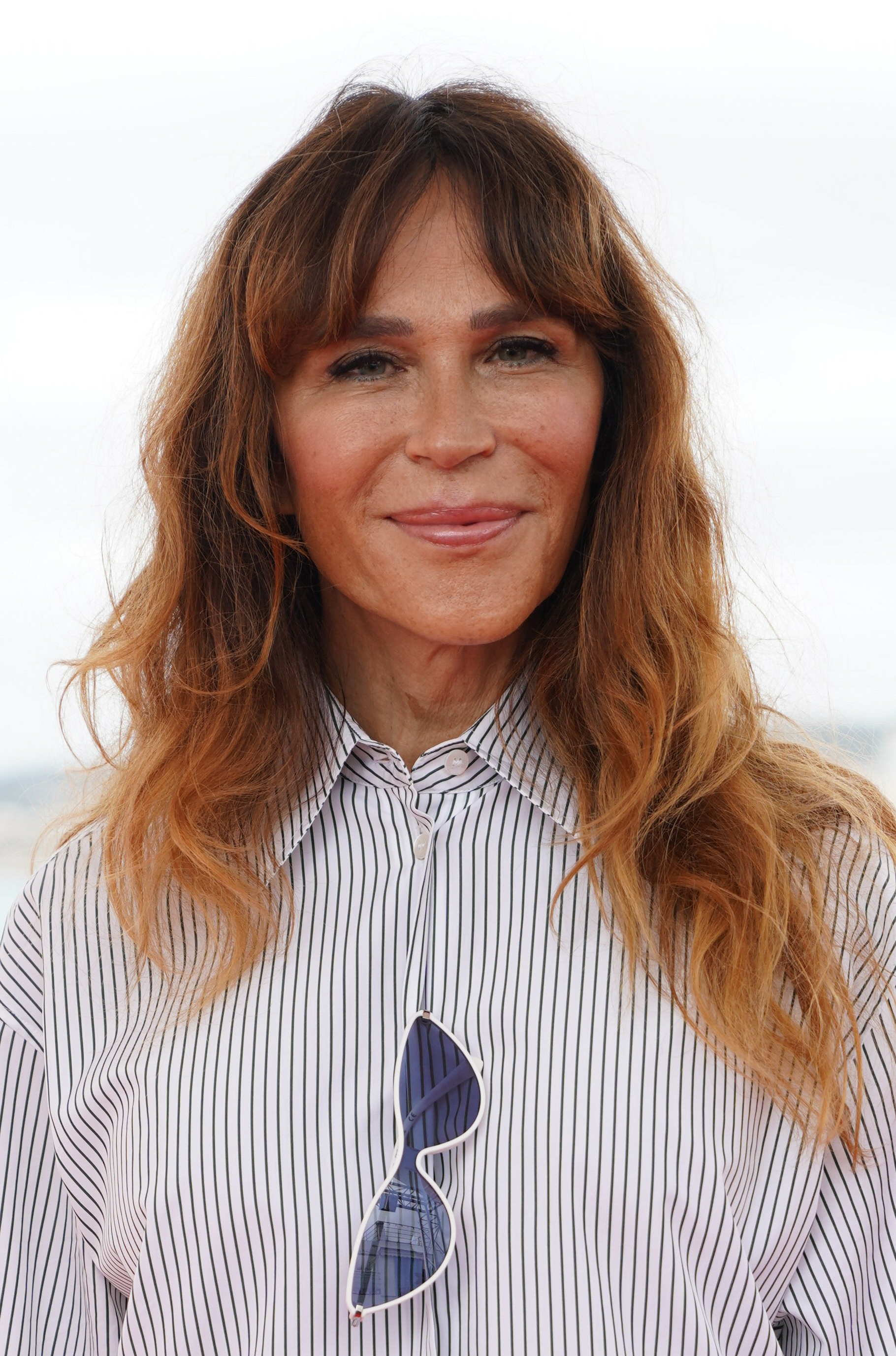
Antonia San Juan

  - Rito Ramón Aroche, poeta y crítico literario cubano.
  - Alfonso Arús, actriz estadounidense.
  - Ann Cusack, periodista español de radio y televisión.
  - Antonia San Juan, actriz, directora de cine, monologuista, guionista y productora española.

- 23 de mayo:

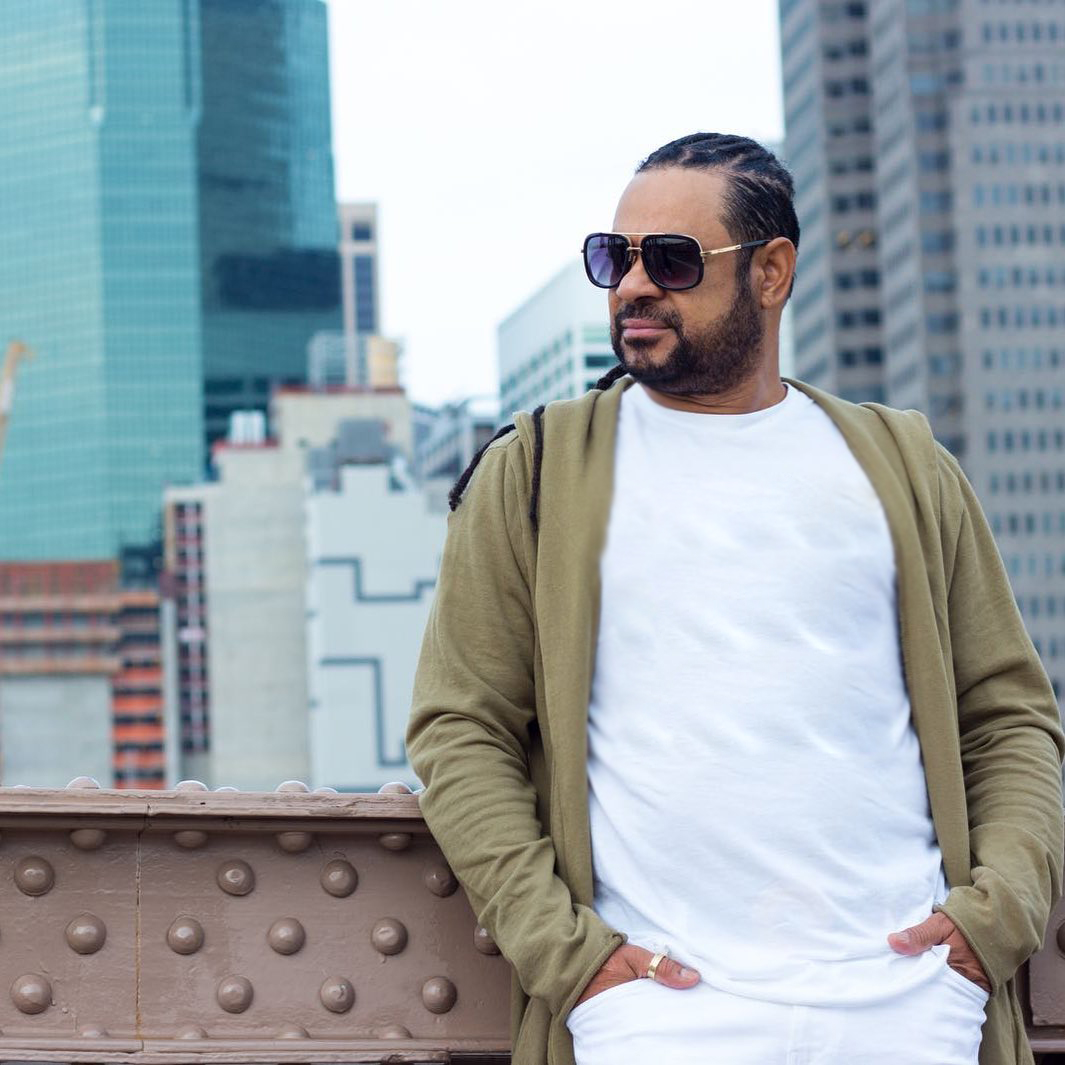
Luis Vargas

  - Yaron Brook, economista, activista y escritor israelí.
  - Lucía Galán, cantante y actriz argentina, miembro del dúo Pimpinela.
  - Daniele Massaro, futbolista italiano.
  - Norrie May-Welby, escritora y activista trans no-binaria británica-australiana.
  - Luis Vargas, autor y compositor dominicano de Bachata.
- 24 de mayo:
  - Leticia Armijo, musicóloga mexicana.
  - Ilaria Alpi, periodista italiana 1994.
  - Ernesto Guerra Muñoz, arpista y folklorista chileno, autodenominado el “Arpa de América”.
- 25 de mayo:
  - Toti Ciliberto, actor, conductor y humorista argentino.
  - Malú Huacuja del Toro, novelista, dramaturga y guionista mexicana.
  - Núria Perpinyà, novelista y ensayista española.
  - Miguel Ángel Muñoz Sanjuán,poeta y ensayista español.
  - Tite, futbolista y entrenador brasileño.
- 26 de mayo:
  - Susan Hearnshaw, atleta británica retirada, especializada en la prueba de salto de longitud.
  - Sverker Johansson, físico, lingüista y autor sueco.
- 27 de mayo: Pierre-Henri Raphanel, piloto francés de automovilismo.

- 28 de mayo:
  - María Bayo, soprano española.

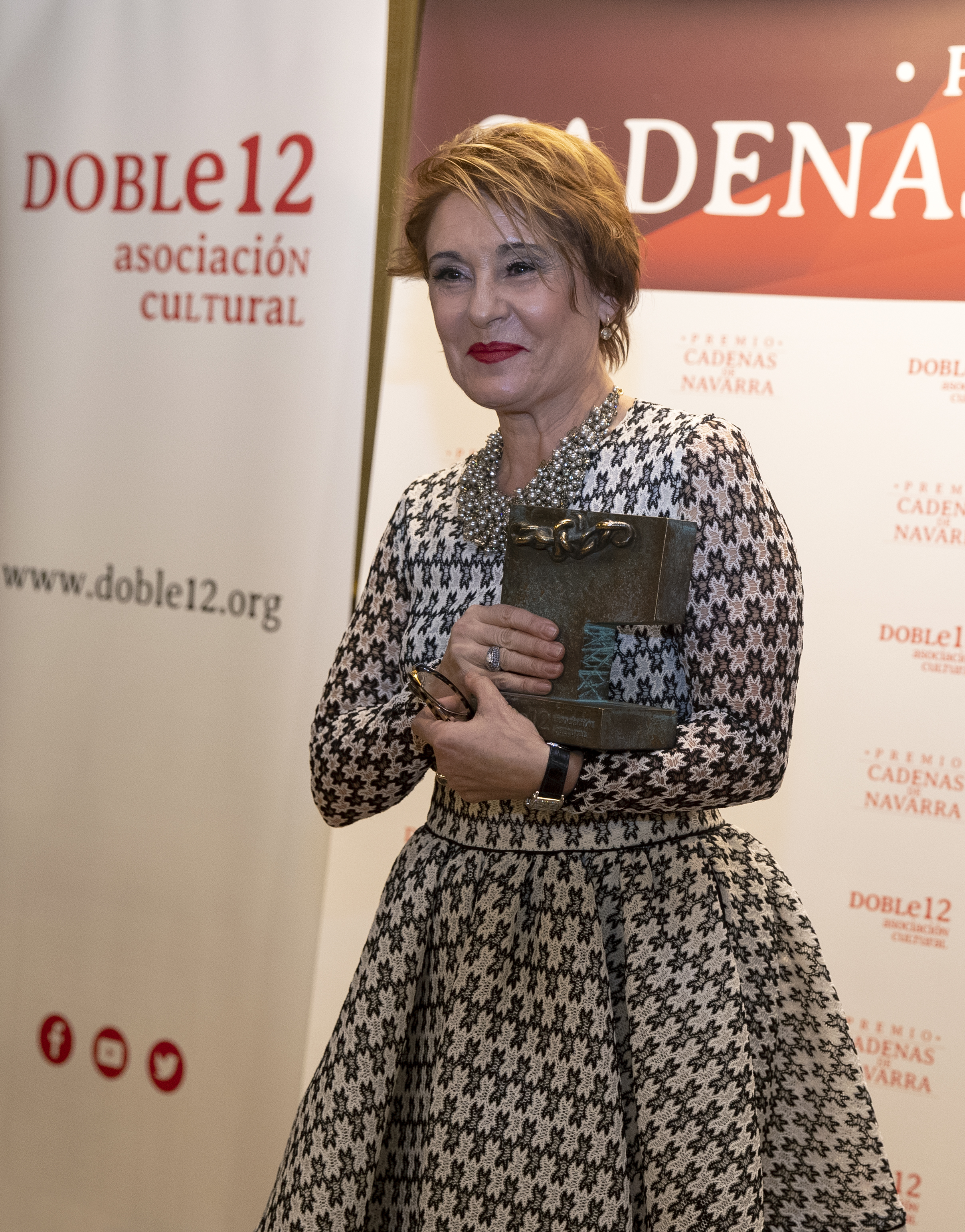
María Bayo

  - Elisabeth Ohlson Wallin, fotógrafa y artista sueca.
- 29 de mayo:
  - Melissa Etheridge, cantante de rock estadounidense.
  - Henry Soto, actor de teatro y televisión venezolano.
- 30 de mayo:
  - Hernando Cuero, futbolista colombiano.
  - Tomás Fernando Flores, periodista y crítico musical español.
  - Jesús Rueda Azcuaga, compositor español.
- 31 de mayo:
  - Angela McLean, profesora de biología matemática.
  - Lea Thompson, actriz estadounidense.
  - Hernán Torres Oliveros, exfutbolista y entrenador de fútbol colombiano.

### Junio
- 1 de junio:
  - Paul Coffey, defensor profesional retirado del hockey sobre hielo canadiense.
  - Peter Machajdik, compositor musical eslovaco.
  - Yevgueni Prigozhin, oligarca ruso (f. 2023).

- 2 de junio:

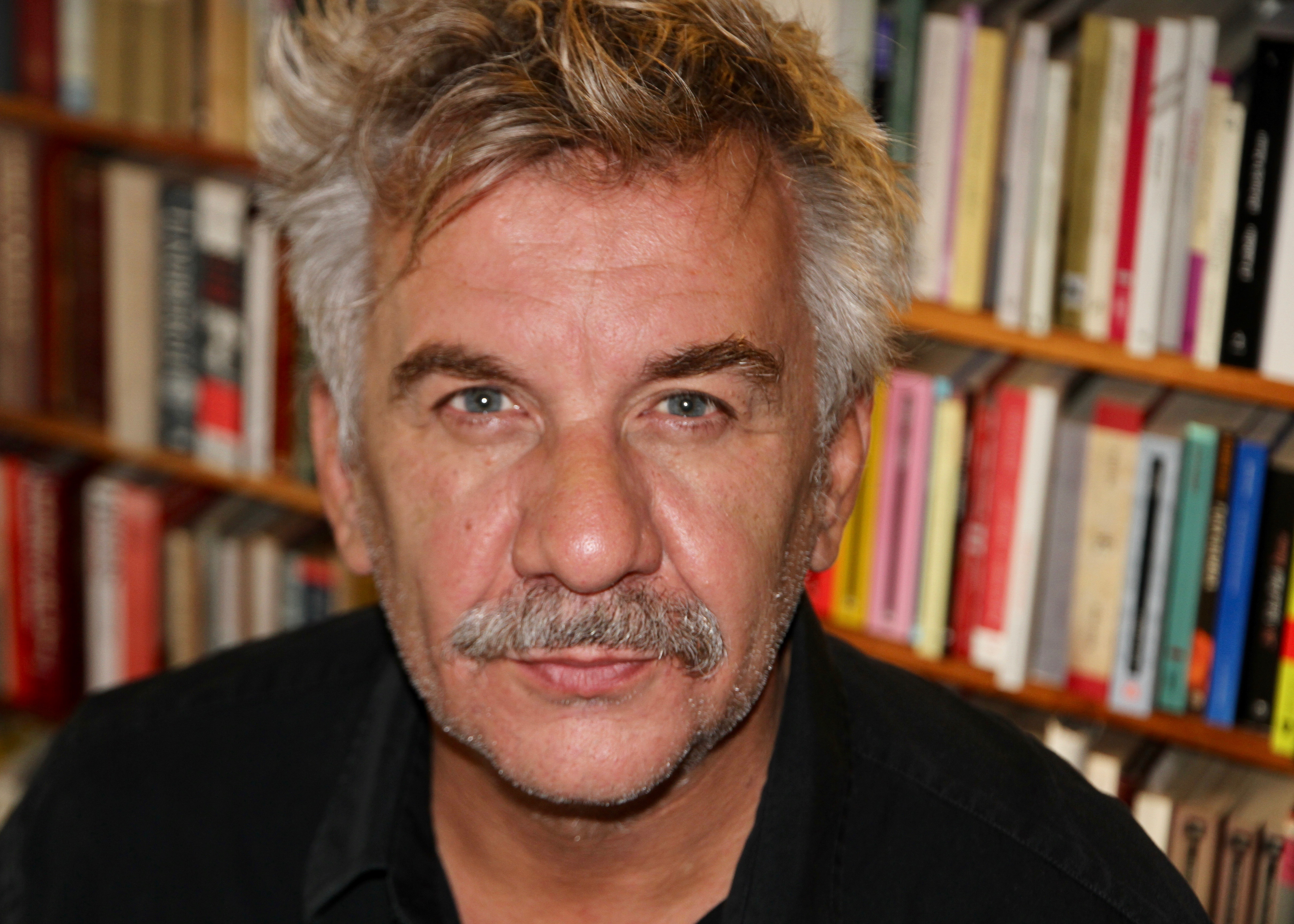
Alejandro Agresti

  - Alejandro Agresti, director de cine, guionista y actor argentino.
  - Liam Cunningham, actor irlandés de cine y televisión.
- 3 de junio:
  - Vermin Supreme, artista estadounidense.
  - César Zabala, futbolista paraguayo (f. 2020).
- 4 de junio:
  - Karin Konoval, actriz de cine, teatro y televisión estadounidense.
  - Dani Kouyaté, escritora y dramaturga mexicana.
  - Ana María Vázquez, n director de cine y griot burquinés.

- 5 de junio:

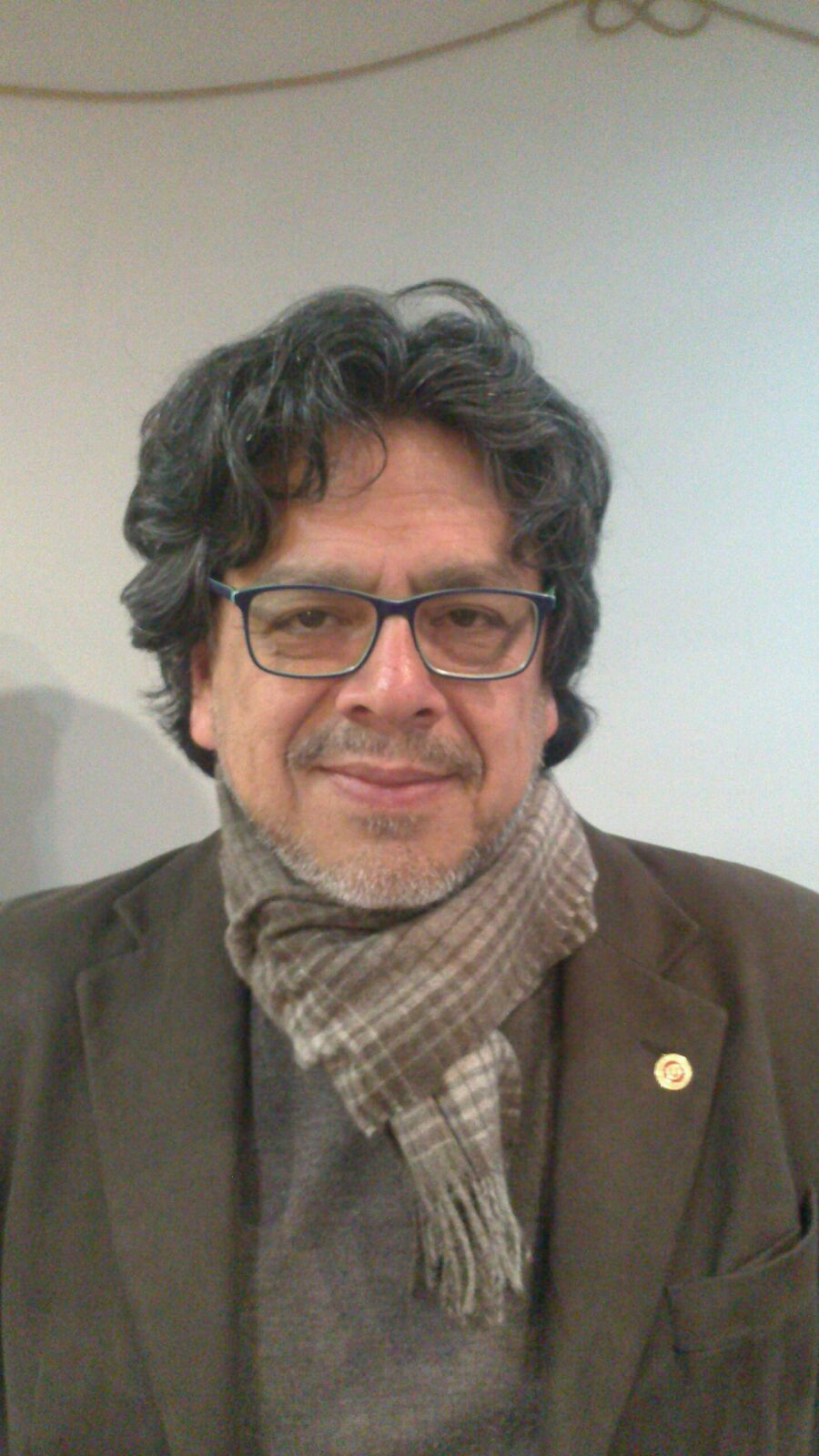
Fernando Iwasaki

  - Mary Kay Bergman, actriz de voz estadounidense (f. 1999).
  - C.E. Feiling, escritor, periodista, crítico literario, traductor y docente argentino.
  - Fernando Iwasaki, escritor peruano.

- 6 de junio:

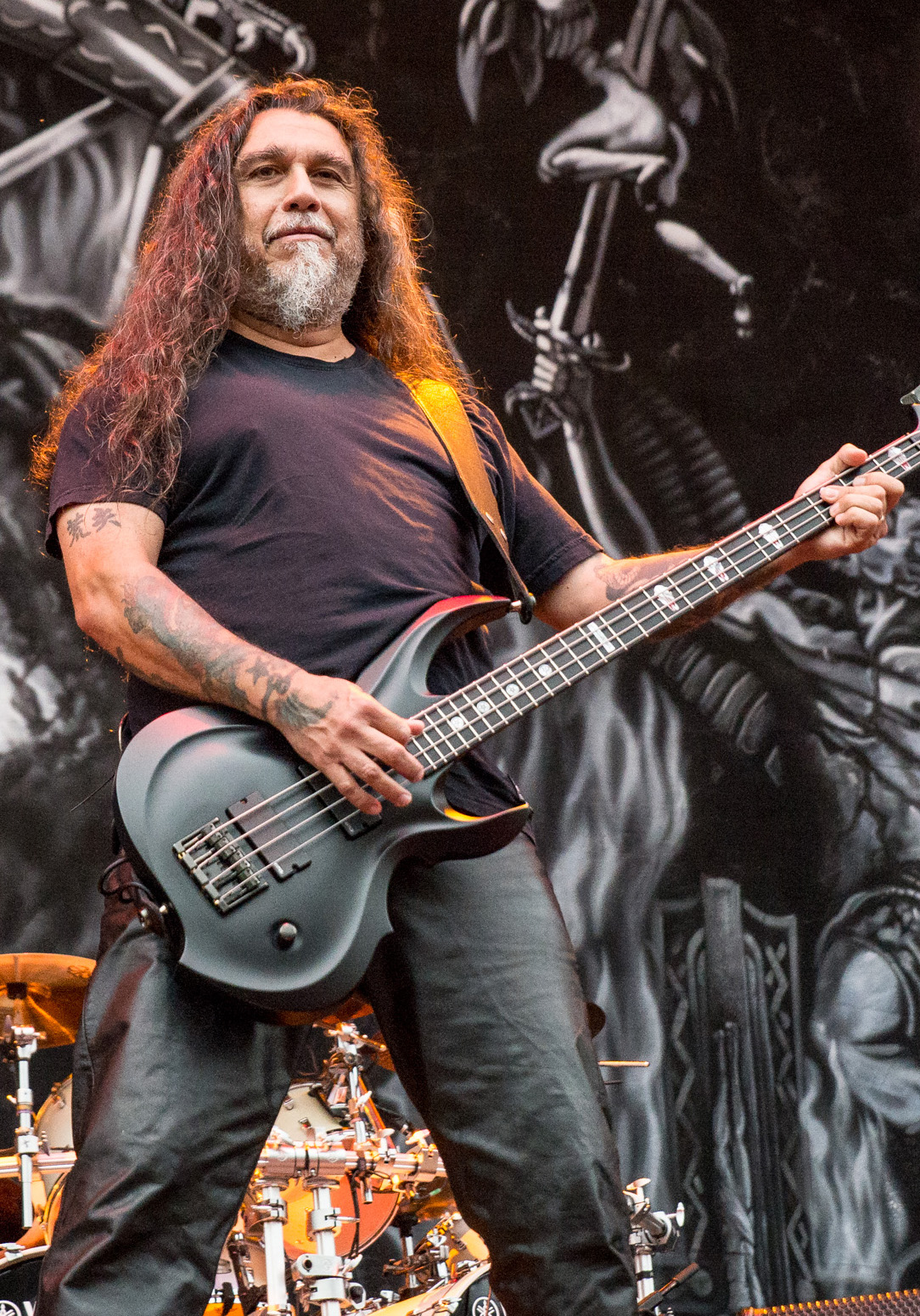
Tom Araya

  - Tom Araya, vocalista y bajista chileno, de la banda Slayer.
  - Carole Baskin, activista estadounidense por los derechos de los animales.
  - Jorge de Juana, actor, productor y director de cine y teatro español.
  - Hernando Calvo Ospina, periodista, escritor y realizador de documentales colombiano.
- 7 de junio: Ademilton Pereira, futbolista brasileño.
- 8 de junio:
  - Javier Balaguer, director de cine, guionista y fotógrafo español.
  - Fabián Gallardo, cantante, compositor y músico argentino.
  - Tatanka, luchador profesional estadounidense.

- 9 de junio:
  - Michael J. Fox, actor canadiense.

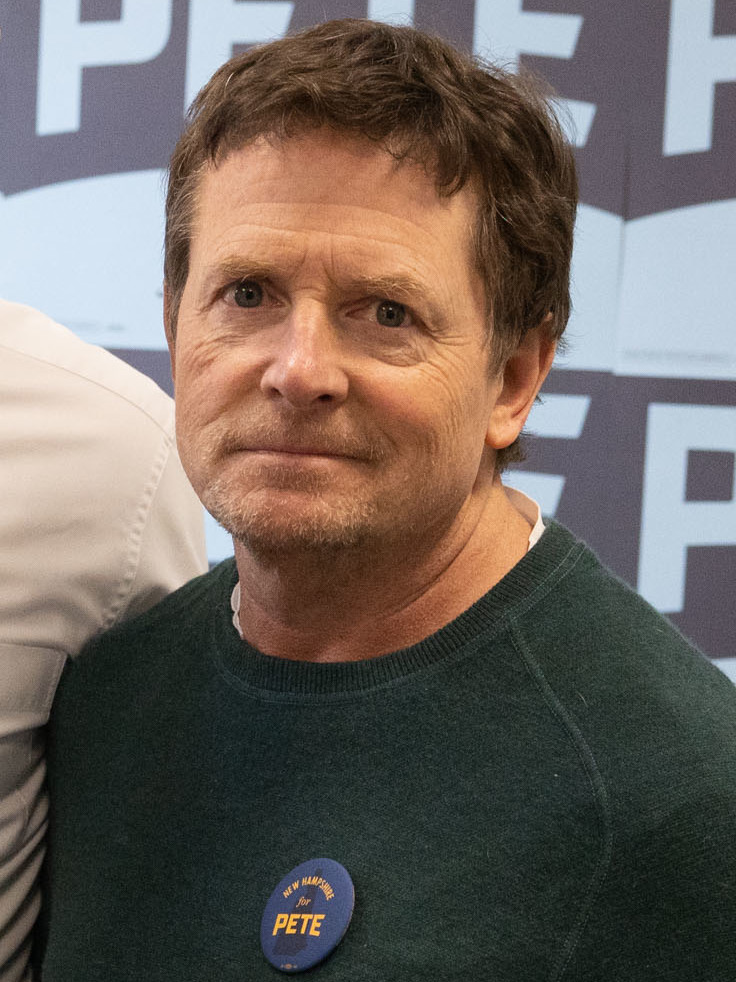
Michael J. Fox

  - Hinde Pomeraniec, escritora y periodista argentina.
  - Aaron Sorkin, guionista, productor, dramaturgo y actor estadounidense.

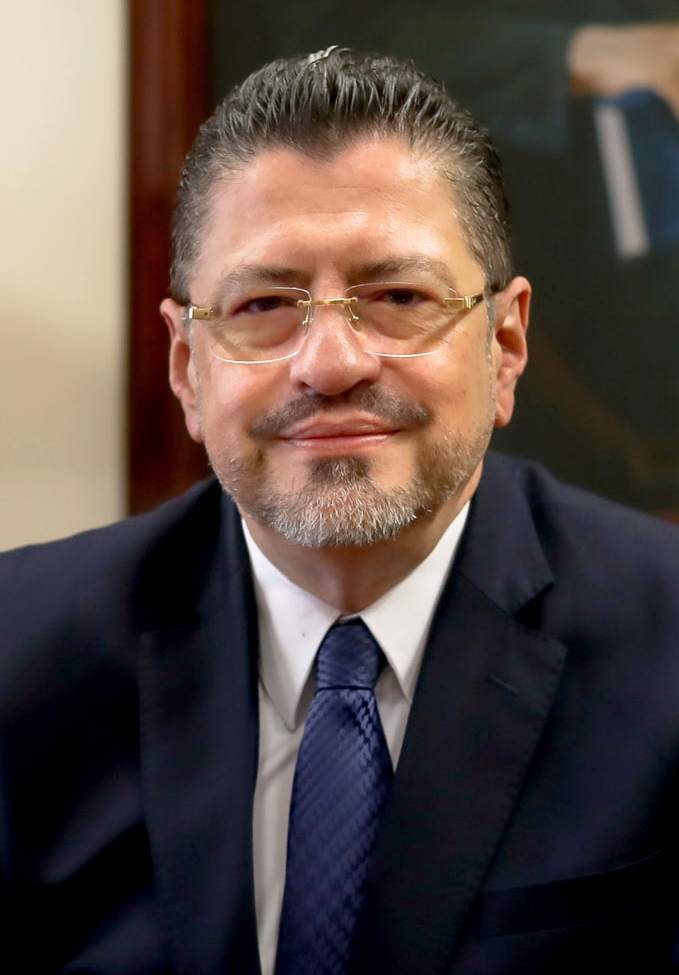
Rodrigo Chaves

- 10 de junio: Rodrigo Chaves, economista costarricense.

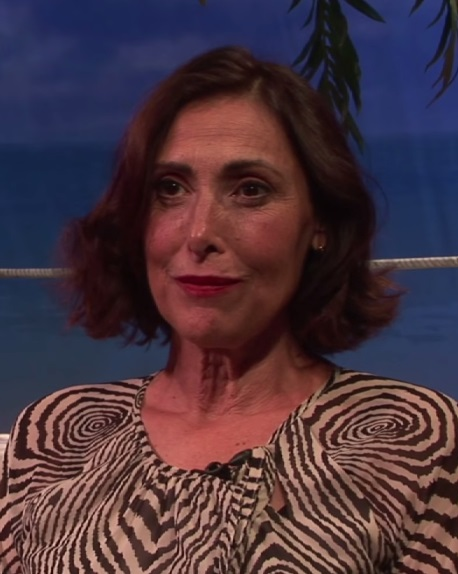
María Barranco

- 11 de junio: María Barranco, actriz española.
- 12 de junio:
  - Pablo Artal Soriano, físico y catedrático universitario español.
  - John Baez, matemático estadounidense.
  - Alber Elbaz, diseñador de moda israelí.
  - Enrique Martínez, actor español de cine, teatro y televisión.
  - Kristian Pielhoff, presentador de televisión español.
- 14 de junio:
  - Silvia Cherem periodista y escritora mexicana.
  - Boy George (George O' Dowd), músico británico.
- 15 de junio:
  - Laurent Cantet, director de cine, guionista y director de fotografía francés.
  - Miguel Angá Díaz, percusionista cubano de latin jazz (f. 2006).
  - Kai Eckhardt, bajista y compositora alemana, de las bandas Garaj Mahal y Vital Information.
- 16 de junio:
  - Can Dündar, periodista turco, columnista y documentalista.
  - Santiago Oscar Veiga, periodista, profesor universitario, productor y psicólogo social argentino.
- 17 de junio: Denis Lavant, actor francés.

- 18 de junio:

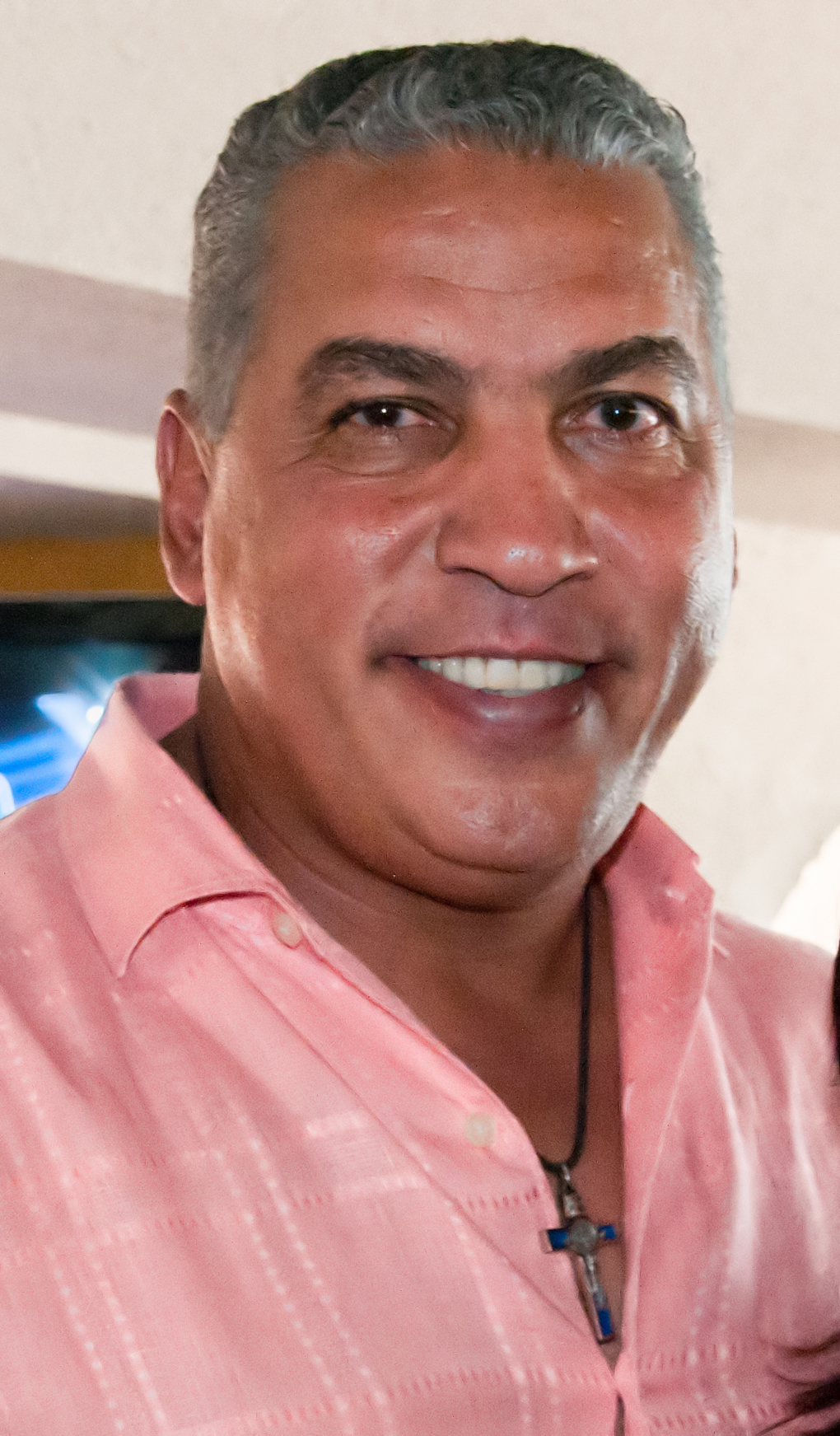
Andrés Galarraga

  - Félix Cubero, actor, guionista y director español.
  - José de la Puente Brunke, historiador, catedrático y abogado peruano.
  - Andrés Galarraga, beisbolista venezolano.
  - Alison Moyet, cantautora británica.
- 19 de junio: Bidhya Devi Bhandari, política nepalí, presidenta de Nepal (2015-2023).
- 20 de junio:
  - Ana Barrios Camponovo, escritora e ilustradora uruguaya.
  - César Escola, músico, actor, compositor, presentador y director musical colombo-argentino.
  - Jorge Fresquet, cantante y compositor colombiano.
  - Javier Gil Valle, conocido como Javivi actor español.
  - Moraima Guanipa, poeta, ensayista, periodista cultural, profesora universitaria.

- 21 de junio:

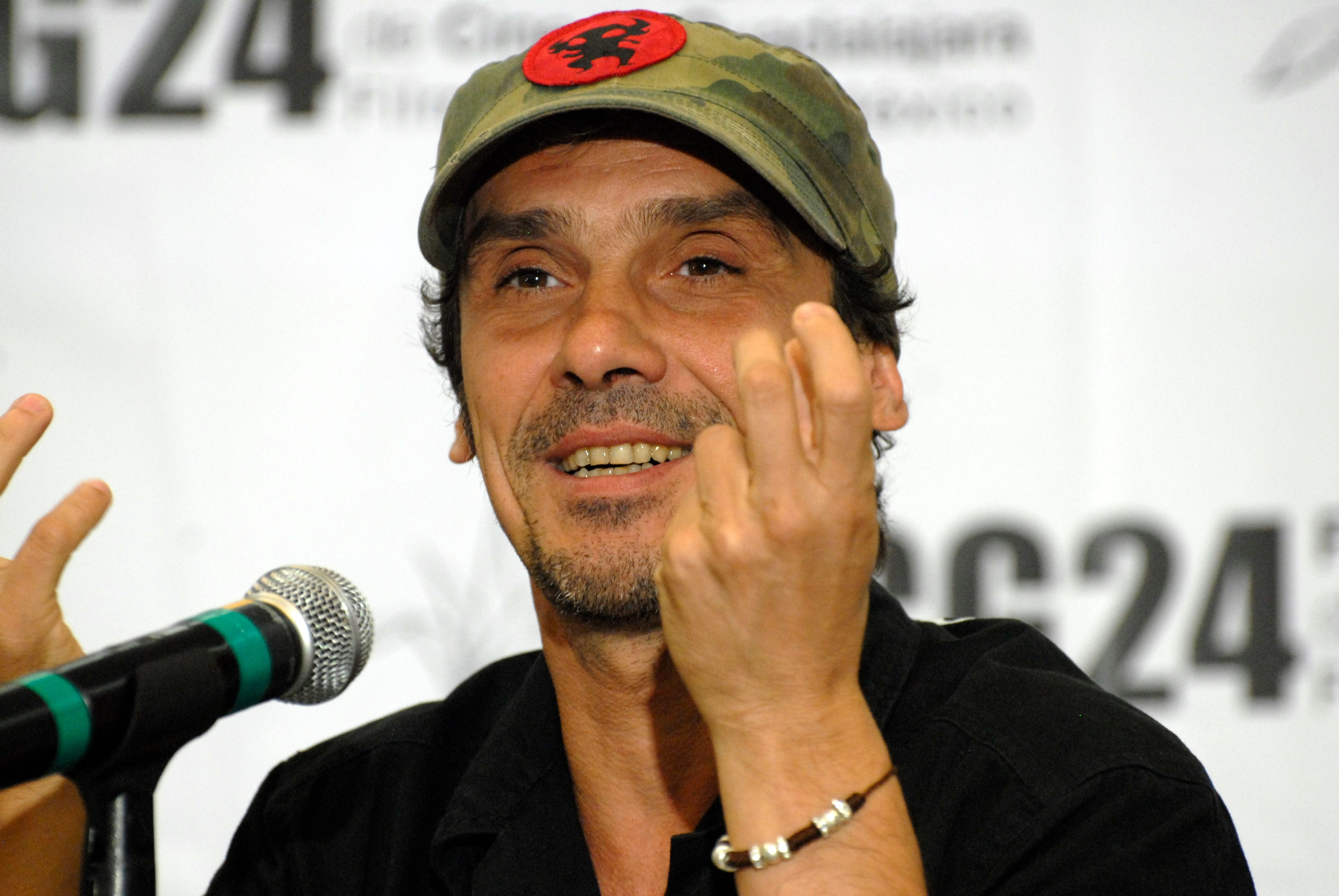
Manu Chao

  - Rosendo Álvarez Cortés, pintor y artista visual español.
  - Rafael Catalá Polo, político y alto funcionario español.
  - Manu Chao, músico francés.
- 22 de junio:
  - Acianela Montes de Oca, periodista venezolana.
  - Jimmy Somerville, cantante de pop y compositor británico.
- 23 de junio: David Leavitt, escritor estadounidense..
- 24 de junio:
  - Juan Antonio Abellán Juliá, artista plástico, escultor y muralista español.
  - Iain Glen, actor británico de cine, televisión y teatro.
  - Curt Smith, cantante inglés, integrante del dúo británico Tears for Fears.
  - Rebecca Solnit, escritora estadounidense.
- 25 de junio:
  - Ricky Gervais, cómico británico.
  - Silvia Guerra, poeta uruguaya.
  - Jordi Monés i Carilla, oftalmólogo español.
  - Carlos Alberto Telleldín, abogado y delincuente argentino.
- 26 de junio: Greg LeMond, ciclista estadounidense.
- 27 de junio:
  - Malí Guzmán, escritora uruguaya de literatura infantil.
  - Amina J. Mohammed, especialista nigeriana en desarrollo y medioambiente.
- 28 de junio:
  - Willy Müller, arquitecto argentino.
  - Jennifer Steffens, actriz colombiana de origen alemán.
- 29 de junio:
  - José Luis Alfonzo, actor de cine y televisión argentino.
  - Gerardo Núñez, guitarrista y compositor español de flamenco y jazz flamenco.
- 30 de junio: Priest, escritor de libros de historietas.

### Julio
- 1 de julio:

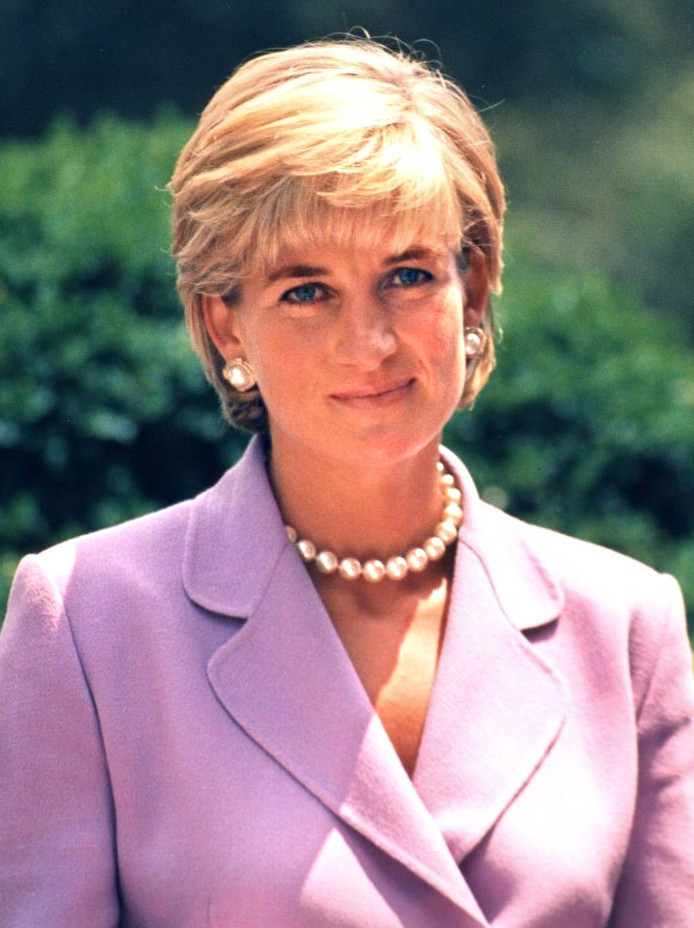
Diana Spencer

  - Carl Lewis, atleta estadounidense.
  - Diana Spencer (Lady Di), aristócrata británico-inglesa (f. 1997).
  - Kalpana Chawla, astronauta india (f. 2003).
  - Goran Petrović, escritor serbio.
- 2 de julio:
  - Maria Hinojosa, actor francés.
  - Gonzalo Portals, poeta y narrador peruano (f. 2023).
  - Samy Naceri, periodista mexicano-estadounidense.
- 3 de julio:
  - Dominique Gaigne, ciclista francés.
  - José Antonio Sobrino, físico español, profesor e investigador.
- 4 de julio:
  - Ana Acosta, actriz y humorista argentina.
  - Richard Garriott, diseñador de videojuegos y empresario británico-estadounidense.
  - Julie White, actriz estadounidense.

- 5 de julio:

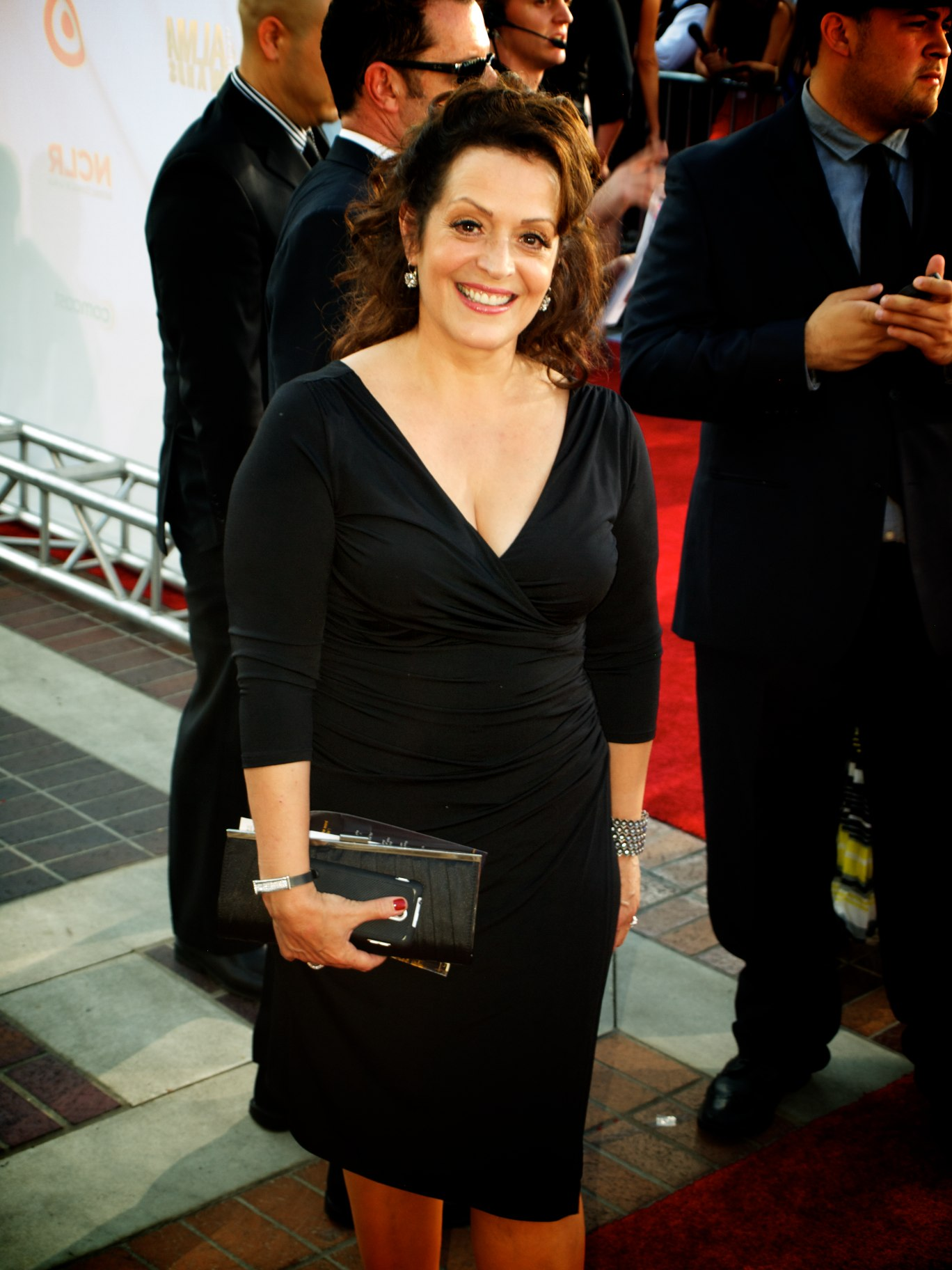
Marlene Forte

  - Meir Banai, músico, cantante y compositor israelí (f. 2017).
  - Marlene Forte, actriz y productora cubana.
  - Andrew Forrest, empresario y filántropo australiano.
- 6 de julio:
  - Benita Fitzgerald-Brown, atleta estadounidense especializada en 100 metros vallas.
  - Jonas Jonasson, periodista y escritor sueco.
  - Juan Palomino, actor argentino.

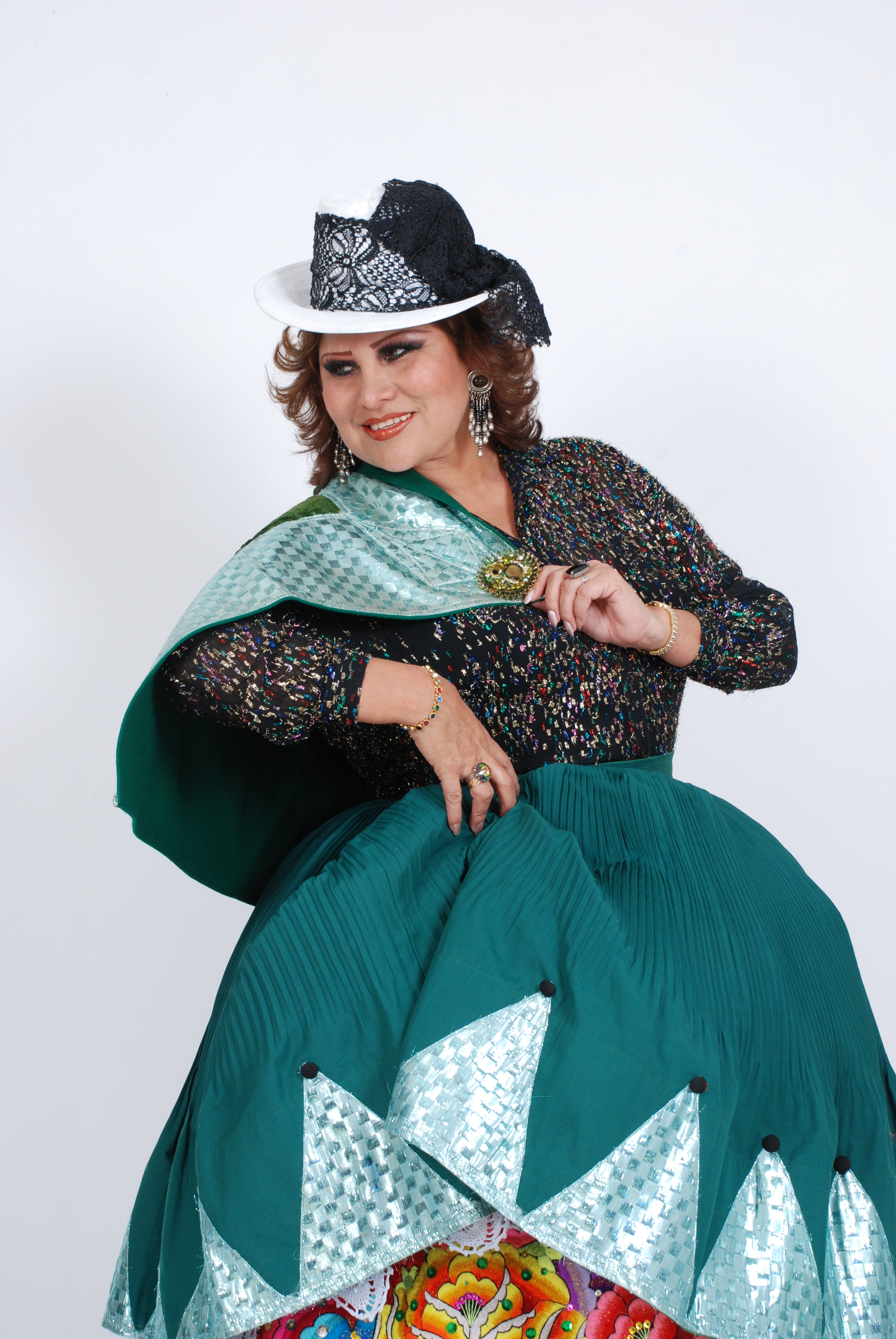
Amanda Portales

- 7 de julio: Amanda Portales, cantante, autora, compositora y folclorista peruana.
- 8 de julio:
  - Andrew Fletcher, tecladista británico, de la banda Depeche Mode (f. 2022).
  - Toby Keith, cantante de música country estadounidense.
  - Kōki Mitani, escritor de teatro, guionista y director de cine japonés.
  - Wally Pfister, director de fotografía estadounidense.
  - Héctor Riveros, abogado y político colombiano.
- 9 de julio:
  - Chris Anderson, emprendedor y periodista estadounidense.
  - Raymond Cruz, actor estadounidense.
  - Epigmenio Ibarra, productor y periodista mexicano.
  - Fernando Molano Vargas, escritor y crítico literario colombiano (f. 1998).

- 10 de julio:

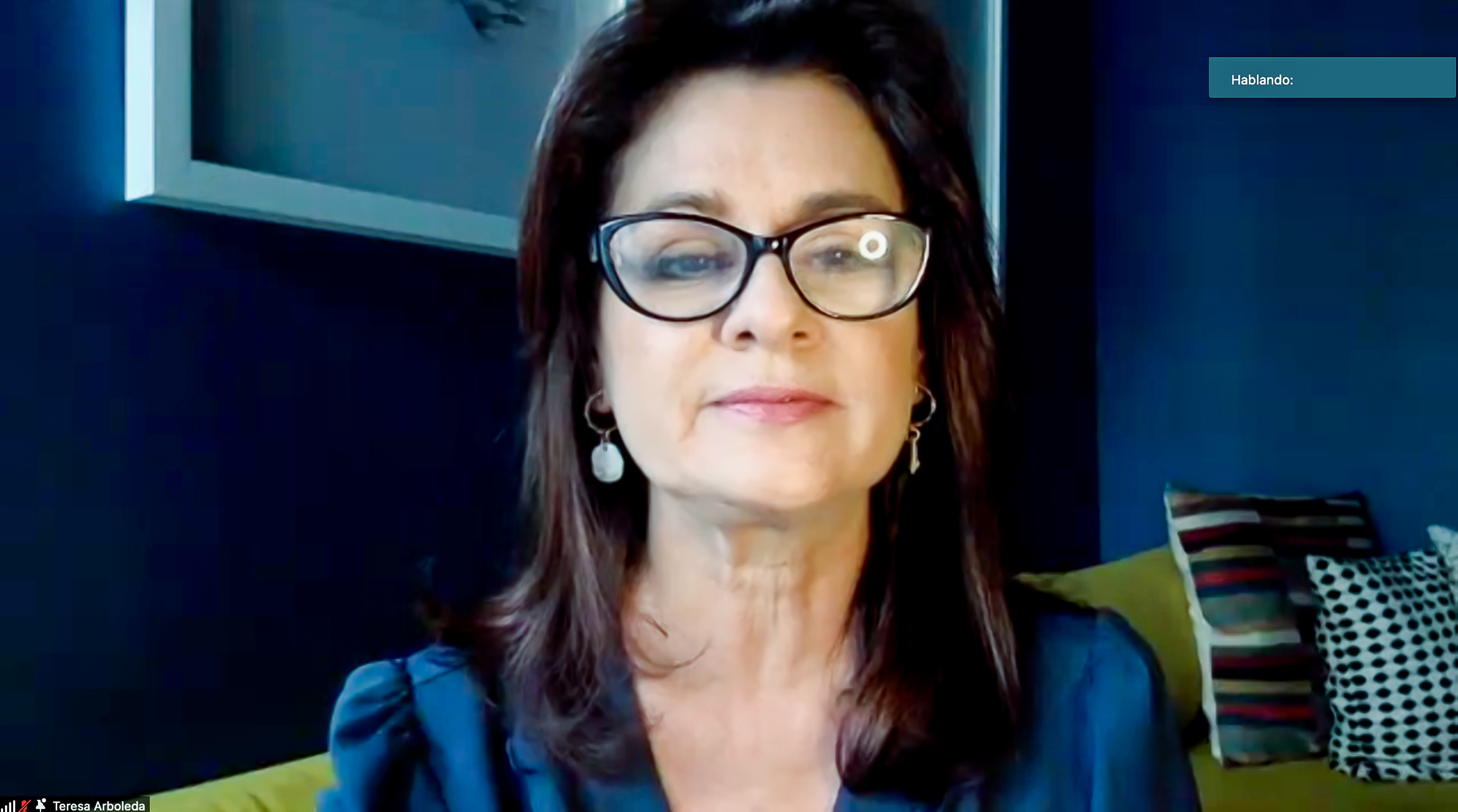
Teresa Arboleda

  - Teresa Arboleda, presentadora de televisión y periodista ecuatoriana.
  - Jacky Cheung, cantante y actor de cine hongkonés.
  - María José Martínez Patiño, atleta española, especialista en carreras de vallas.
- 11 de julio:
  - Esperanza Elipe, actriz española.
  - Fabrice Hybert, artista visual francés.
- 12 de julio:
  - Esther Corral Díaz, filóloga española.
  - Beatriz Meyer, escritora mexicana.
  - Patricia Roncal Zúñiga, cantautora de rock subterráneo peruano (f. 2012).
- 13 de julio:
  - Mauricio Vargas Linares, escritor y periodista colombiano.
  - Benjamín Prado, poeta, novelista español.
- 14 de julio:
  - Jackie Earle Haley, actor estadounidense.
  - Miguel Vitagliano, escritor, crítico y docente argentino.

- 15 de julio:

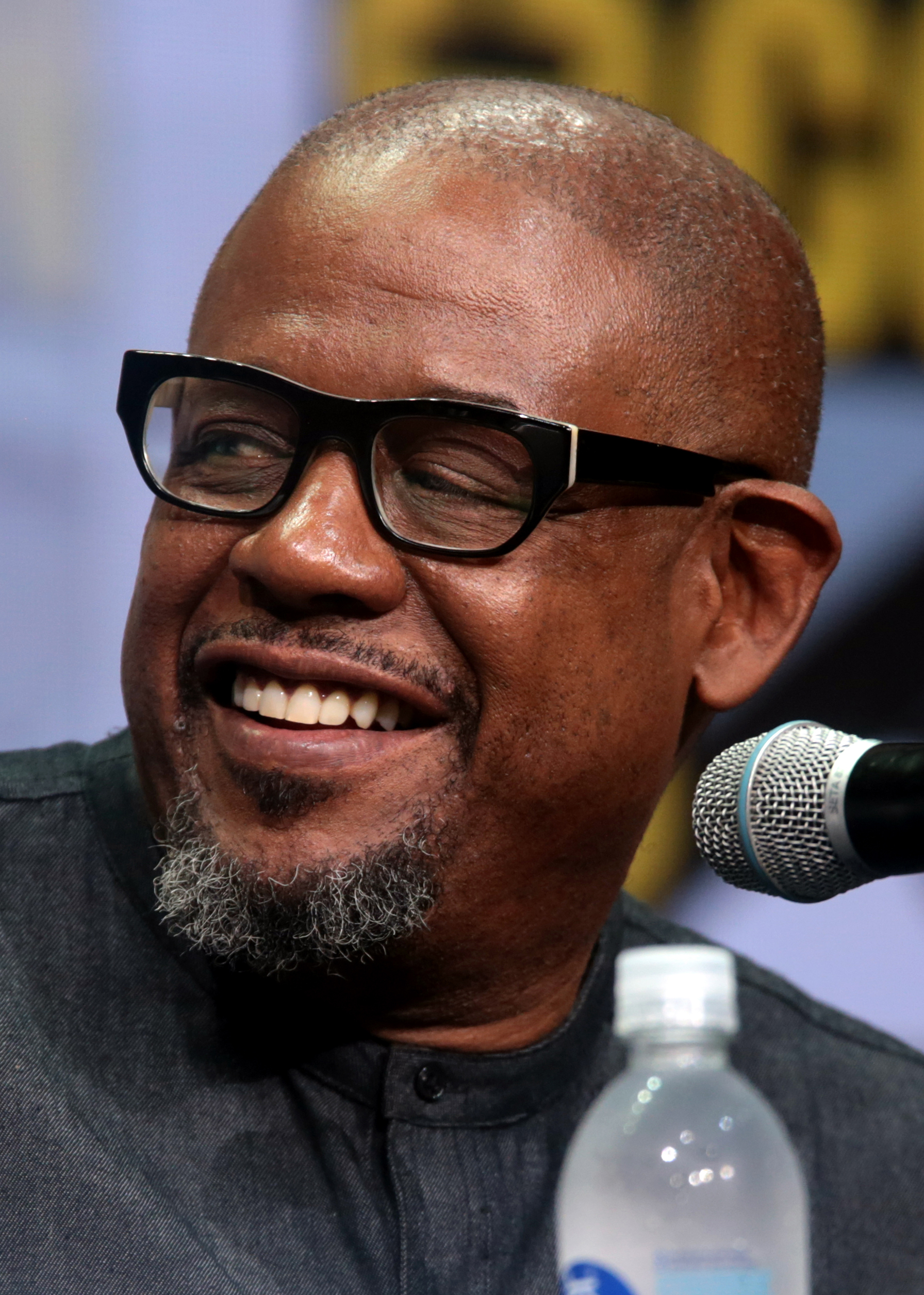
Forest Whitaker

  - Franco Bagnato, periodista, locutor, político y presentador televisivo argentino.
  - José Capmany, cantante de rock costarricense (f. 2001).
  - Forest Whitaker, actor estadounidense.
- 16 de julio: Carmenza González, actriz colombiana.
- 17 de julio:
  - António Costa, político portugués.
  - Jeremy Hardy, comediante británico con apariciones en televisión y radio.
  - Simon West, cineasta británico-inglés.
- 18 de julio:
  - Elizabeth McGovern, actriz estadounidense.
  - Alan Pardew, futbolista y entrenador británico.
- 19 de julio:
  - Hideo Nakata, cineasta japonés.
  - Campbell Scott, actor estadounidense.
- 20 de julio:
  - Óscar Elías Biscet, médico antiabortista y activista contrarrevolucionario cubano, en 1997 creó la Fundación Lawton para los Derechos Humanos con fondos estadounidenses; en 2007, el presidente George W. Bush le otorgó la Medalla Presidencial de la Libertad.
  - Dan Gay, baloncestista estadounidense.
  - Susanna Parigi, cantautora italiana (f. 2023).
- 21 de julio:
  - Catali, futbolista español.
  - Rirkrit Tiravanija, pintor, fotógrafo e ilustrador estadounidense.
  - Miguel D. Mena, ensayista, editor y coleccionista dominicano.
- 22 de julio:
  - Steve Albini, ingeniero de sonido, cantante, compositor, guitarrista, productor, buceador y periodista musical estadounidense.
  - Luis Resto, músico, productor y tecladista estadounidense.
- 23 de julio:
  - Martin Gore, músico y compositor británico, de la banda Depeche Mode.
  - Woody Harrelson, actor estadounidense.
- 24 de julio: María Marcela, actriz mexicana.
- 25 de julio:
  - Harry Gschoesser, músico y empresario austriaco.
- 26 de julio:
  - Jean-Pierre Améris, director de cine y guionista francés.
  - David Heyman, productor de cine británico.
  - Waldo Saavedra, artista plástico de origen cubanomexicano.
- 27 de julio:
  - Deborah Czeresko, sopladora de vidrio estadounidense.
  - Santiago Tavella, músico, artista visual, escritor y curador uruguayo.

- 28 de julio:

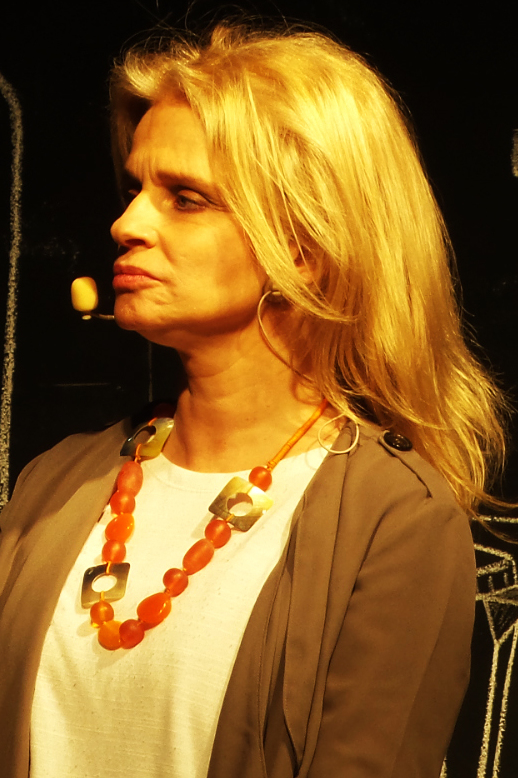
Magdalena Max-Neef

  - Julio Aguilera, pintor y escultor venezolano-estadounidense.
  - Magdalena Max-Neef, actriz chilena.
  - Aitor Mazo, actor español (f. 2015).
  - Yannick Dalmas, piloto de automovilismo francés.
- 29 de julio: Pedro García Olivo, filósofo y escritor español.
- 30 de julio:
  - Laurence Fishburne, actor estadounidense.
  - Víctor Trujillo, actor, locutor de radio, conductor y comediante mexicano.
- 31 de julio:
  - Juan Crespín, futbolista argentino.
  - José Cuesta Novoa, exguerrillero y político colombiano.

### Agosto
- 1 de agosto:
  - Danny Blind, futbolista y entrenador neerlandés.
  - Veniamin But, remero soviético.
  - Alberto Comesaña, cantante español.
  - Nieves Concostrina, periodista y escritora española.
  - Allen Berg, piloto de automovilismo canadiense.
- 2 de agosto:
  - David Binney, saxofonista alto y compositor estadounidense.
  - Alfons Moliné, ensayista de cómics y animación español.
- 3 de agosto:
  - Aguasanta Erminy, modelo venezolana.
  - Félix Izeta Txabarri, Gran Maestro Internacional de ajedrez español.
  - Eva Lesmes, directora de cine, realizadora de televisión y guionista de cine y televisión española.

- 4 de agosto:

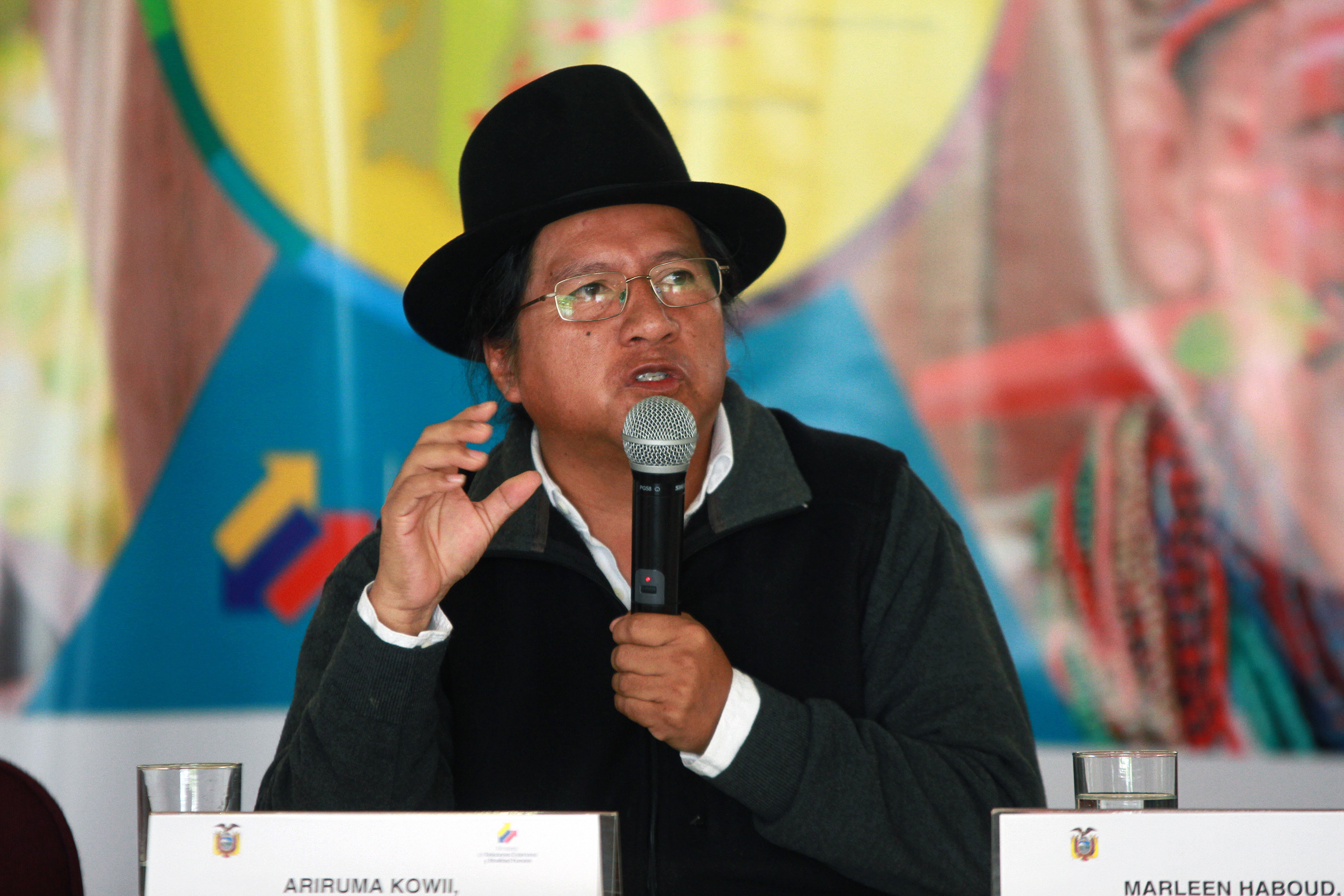
Ariruma Kowii

  - Pumpuang Duangjan, cantante y actriz tailandesa (f. 1992).
  - Ileen Getz, actriz estadounidense (f. 2005).
  - Ariruma Kowii, escritor, poeta y dirigente indígena ecuatoriano de nacionalidad kichwa.
  - Barack Obama, político estadounidense, 44° presidente desde 2009 hasta 2017 y premio nobel de la paz en 2009.
  - Lauren Tom actriz estadounidense.
- 5 de agosto:
  - Janet McTeer, actriz y escritora inglesa.
  - Enrique Andrés Ruiz, poeta, escritor y crítico de arte español.
- 6 de agosto:
  - Fidel Gamboa, compositor, músico, arreglista y cantante costarricense.
  - Rafael Martínez-Simancas, periodista y escritor español (f. 2014).
  - Juan Carlos Osorio, futbolista y entrenador colombiano.
  - Carlos Segarra, cantante español.

- 7 de agosto:

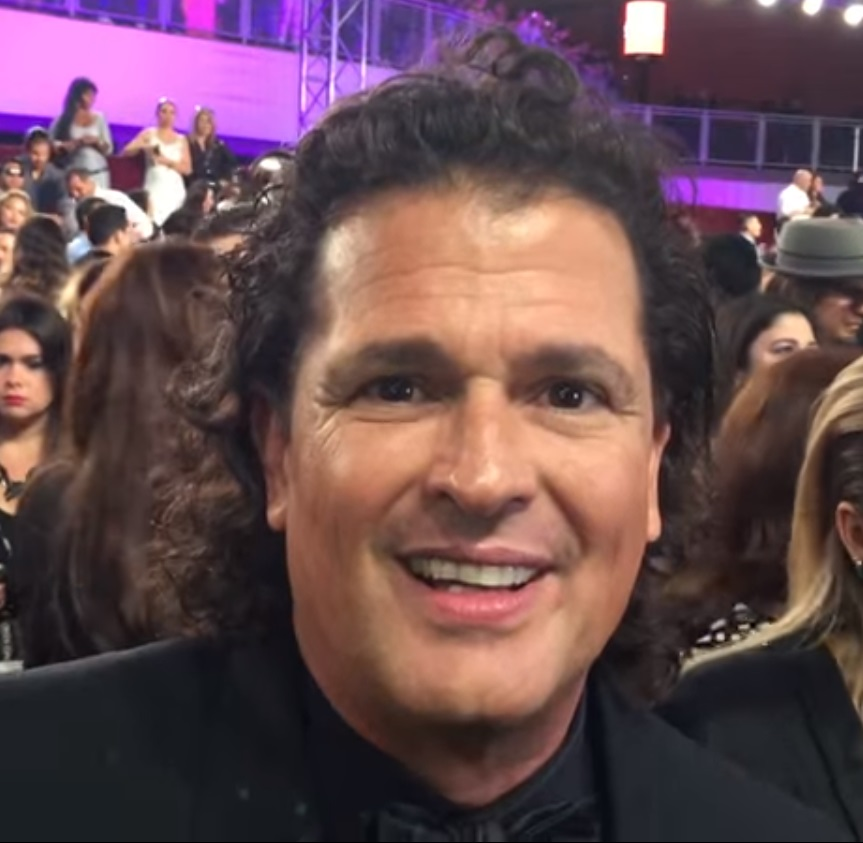
Carlos Vives

  - Joan Anton Català, escritor, divulgador científico y consultor, especializado en astronomía y astrofísica.
  - Álvaro Pascual-Leone, neurólogo y catedrático español expatriado en Estados Unidos, profesor de Neurología en la Escuela Médica de Harvard.
  - Carlos Vives, músico y compositor colombiano.
  - Maggie Wheeler, actriz estadounidense.
- 8 de agosto: The Edge (David Howell Evans), músico británico, miembro de la banda U2.
- 9 de agosto:
  - Mariam Kaba, actriz franco-guineana.
  - John Key, primer ministro neozelandés.
- 10 de agosto: Jon Farriss, músico y productor discográfico australiano fundador de la banda INXS.
- 11 de agosto:
  - Paka Antúnez, artista española.
  - David Brooks, periodista y columnista canadiense-estadounidense.
- 12 de agosto:
  - Violeta Bermúdez, política peruana.
  - Ljatif Mefaileskoro Demir, publicista, traductor y escritor macedonio de etnia gitana.
  - Pilar Vicente de Foronda, escultora española.
- 13 de agosto:
  - Toni Albà, cómico, actor y director teatral español.
  - Hafida Bachir, activista feminista marroquí expatriada en Bélgica.
- 14 de agosto: Alba Roversi, actriz venezolana.
- 15 de agosto:
  - Tatiana Capote, actriz, modelo y exreina de belleza cubana-venezolana.
  - Ignacio Lewkowicz, historiador y filósofo argentino (f. 2005).

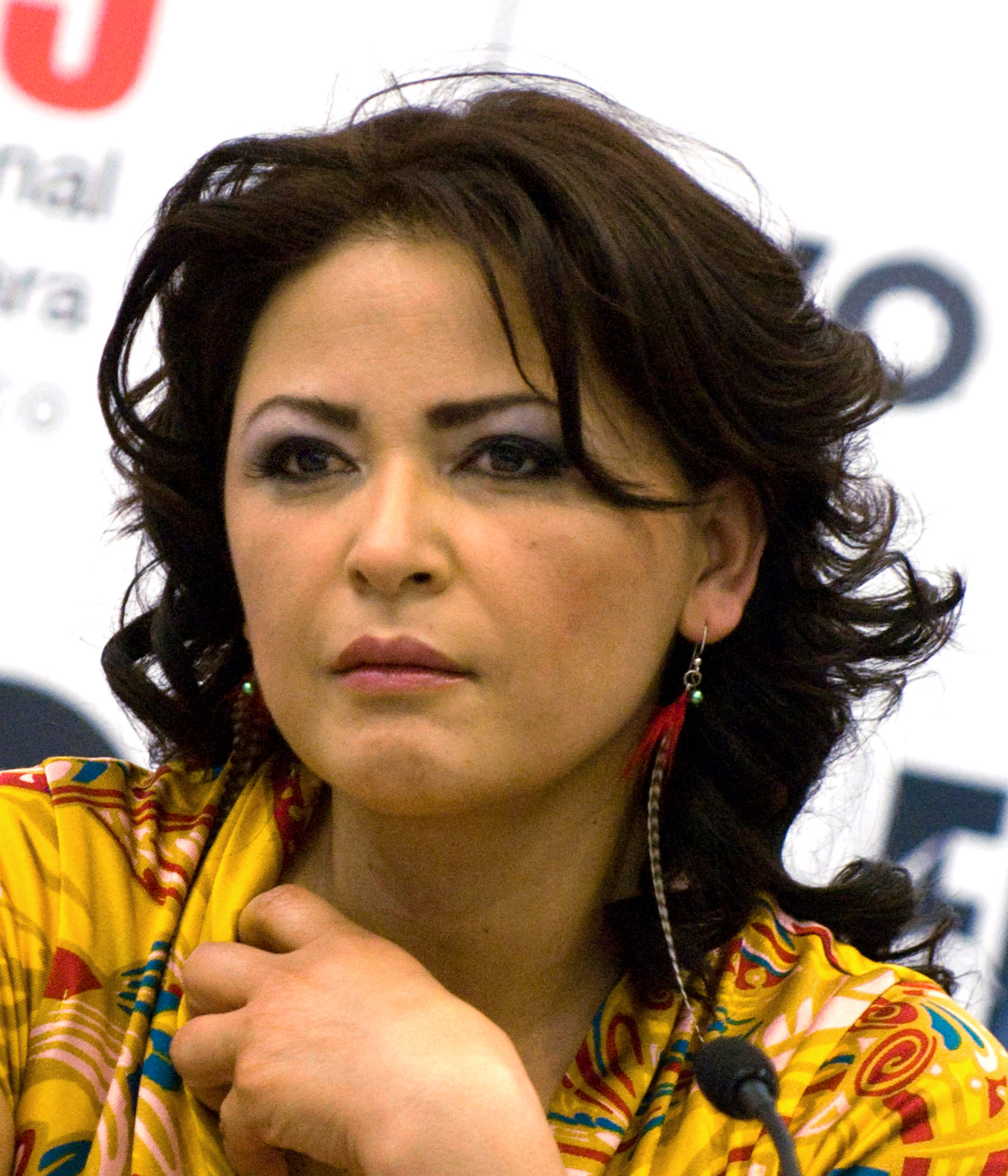
Elpidia Carrillo

- 16 de agosto: Elpidia Carrillo, actriz y directora mexicana.
- 17 de agosto:
  - Ángel Norzagaray, dramaturgo, actor, poeta, docente y director de escena mexicano (f. 2021).
  - Kati Outinen, actriz finesa.
- 18 de agosto: 
  - Huw Edwards, periodista, presentador de noticias y escritor británico‑galés; en 2023, la BBC lo expulsó por tener fotografías eróticas de niños, que obtenía en chats.[20]
  - Timothy Geithner, banquero y político estadounidense, 75.º secretario del Tesoro de los Estados Unidos.
  - Sebastián López Serrano, futbolista español.
  - Glenn Plummer, actor estadounidense.
  - Eddie Santiago, cantante puertorriqueño.
  - Salvador Vega Casillas, político mexicano.
  - Bob Woodruff, periodista y escritor estadounidense.[21]
- 19 de agosto:
  - Fernando Arretxe, jugador español de pelota vasca.
  - Kátya Chamma, compositora, cantante, poetisa, cronista y productora cultural brasileña.
  - Jonathan Coe, novelista y escritor inglés.
  - Violeta Urmana, soprano falcon lituana.
- 20 de agosto:
  - Brenda Agard, fotógrafa, artista, poeta y narradora británica.
  - Margaret Brimble, química orgánica neozelandesa.
  - Trino Camacho, caricaturista e historietista mexicano.
  - Greg Egan, matemático australiano.
  - Linda Manz, actriz estadounidense (f. 2020).
  - Manuel Merino, empresario y político peruano, presidente del Perú en 2020.
  - Stanley Townsend, actor irlandés.

- 21 de agosto:

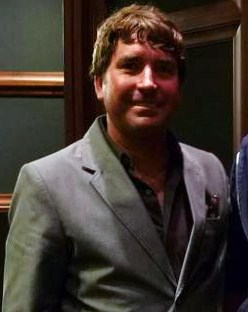
Stephen Hillenburg

  - Gerardo Barbero, ajedrecista argentino (f. 2001).
  - Mara Dierssen, neurobióloga, investigadora, profesora universitaria y divulgadora científica española.
  - Stephen Hillenburg, animador y biólogo estadounidense, creador de Bob Esponja (f. 2018).
  - Wimie Wilhelm, actriz neerlandesa (f. 2023).
- 22 de agosto:
  - Andrés Calamaro, músico argentino de rock.
  - Roland Orzabal, músico británico-inglés, integrante del dúo británico Tears for Fears.
  - Debbi Peterson, baterista estadounidense de la banda The Bangles.
  - Silvia Peyrou, actriz, conductora, y vedette argentina, conocida por sus papeles en cine, teatro y televisión.
  - León Serment, director de cine mexicano (f. 2016).
- 23 de agosto:
  - Alexandre Desplat, músico y compositor francés.
  - María del Pino García Padrón, ajedrecista española.
  - Nikolái Komarov, remero soviético.
- 24 de agosto:
  - Juan Antonio Felipe, futbolista español.
  - Jared Harris, actor británico de teatro, cine y televisión.
  - Ignacio Rodes, guitarrista clásico, concertista y maestro español.
  - Pura Salceda, escritora en gallego, castellano y catalán.
- 25 de agosto:
  - Víctor Hugo Cárdenas, profesor, escritor y poeta chileno.
  - Billy Ray Cyrus, músico estadounidense.
  - Joanne Whalley, actriz británica.
- 26 de agosto:
  - Gloria Calzada, presentadora de televisión, entrenador, productora, escritora y guionista mexicana.
  - Kari Lizer, actriz, escritora y productora estadounidense.
- 27 de agosto:
  - Yolanda Adams, locutora y cantante estadounidense de góspel.
  - Tom Ford, diseñador de modas y director de cine estadounidense.
  - Sandino Núñez, filósofo, docente y escritor uruguayo.
- 28 de agosto:
  - Kim Appleby, cantautora y actriz británica.
  - Saskia Esken, informática alemana.
- 29 de agosto:
  - Cássio Gabus Mendes, actor brasileño.
  - Felipe Staiti, músico y compositor argentino.
- 30 de agosto:
  - Leonel Contreras, futbolista chileno.
  - Andrea Frigerio, modelo, periodista, actriz, conductora de televisión y escritora argentina.
  - Orlando Mejía Rivera, médico y escritor colombiano.
  - Manuel Pimentel, editor, escritor y político español.
- 31 de agosto: Emilio Lovera, actor, actor de voz y humorista venezolano.

### Septiembre
- 1 de septiembre:
  - Scott Bigelow, luchador profesional estadounidense.
  - Christopher Ferguson, astronauta de la NASA.
- 2 de septiembre:
  - Orlando Flórez Cuervo, arquitecto colombiano.
  - Ignacio Martínez Mendizábal, paleontólogo español.
  - Carlos Valderrama, exfutbolista colombiano.
  - Eugenio Derbez, actor y comediante mexicano.
- 3 de septiembre:
  - Iwan Fals, cantante y compositor indonesio.
  - Sabino Moreno Muñoz, artista y presentador español.
- 4 de septiembre: Albert Figueras, médico, docente y escritor español.
- 5 de septiembre: Marc-André Hamelin, pianista franco-canadiense.
- 6 de septiembre:
  - Pedro Cornejo, crítico de rock, filósofo y escritor peruano.
  - Scott Travis, músico estadounidense.
  - Paul Waaktaar-Savoy, músico y compositor noruego.
- 7 de septiembre:
  - Pepe Cerdá, pintor y tratadista español.
  - Jean-Yves Thibaudet, pianista francés.
- 8 de septiembre:
  - Germán Daffunchio, músico argentino, actual vocalista y guitarrista de la banda argentina Las Pelotas.
  - Mauricio Israel, presentador y comentarista deportivo de radio y televisión chileno-israelí.
  - Sebas Martín, historietista español.
  - Felipe Montes, escritor mexicano.
- 9 de septiembre: Justo Jacquet, futbolista paraguayo.
- 10 de septiembre: Alberto Núñez Feijóo, político español.

- 11 de septiembre:

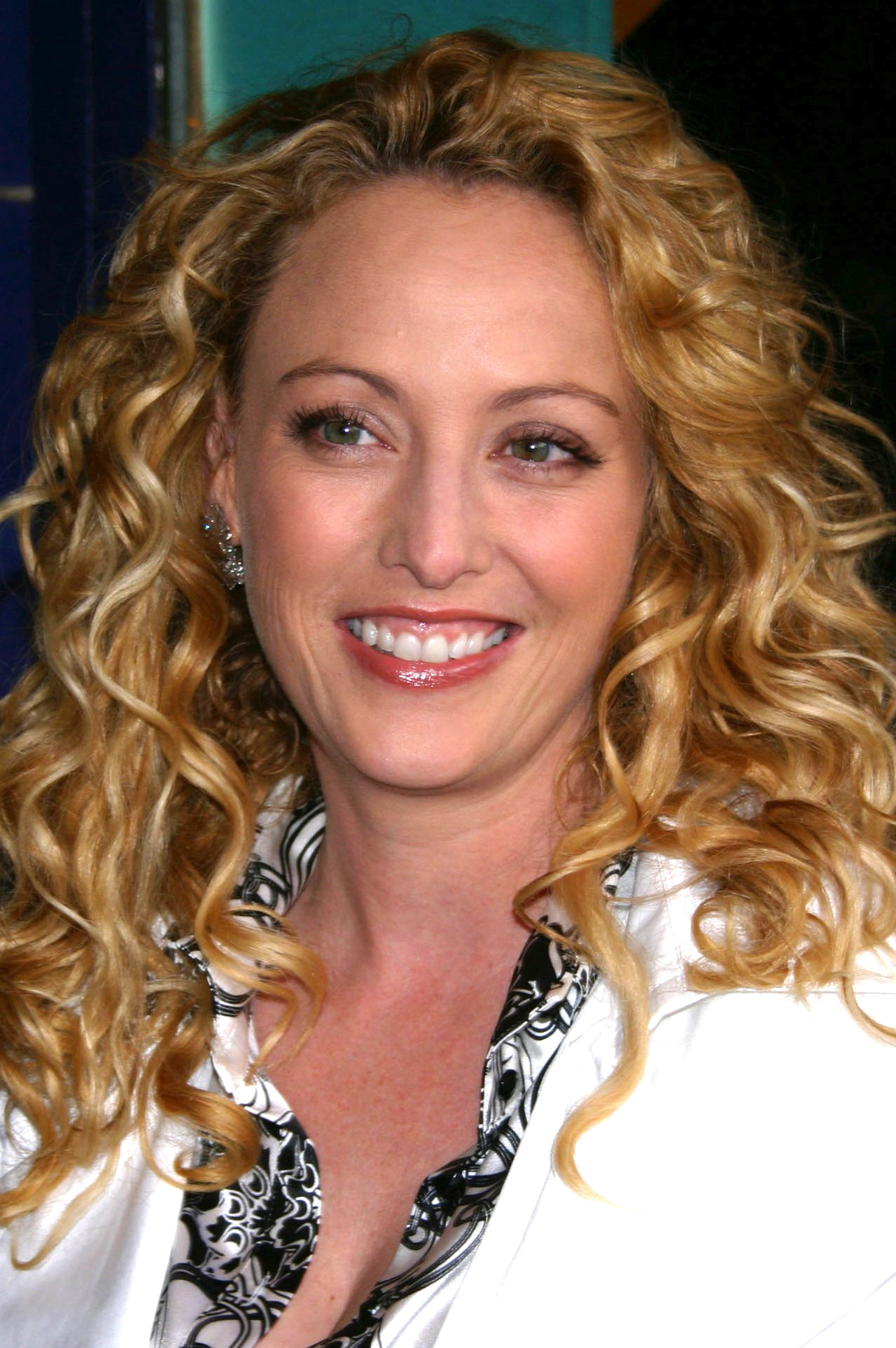
Virginia Madsen

  - Elizabeth Daily, actriz estadounidense.
  - Hugo Luján, bioquímico argentino.
  - Virginia Madsen, actriz estadounidense.
  - Alfonso Mejía-Arias, músico, escritor y político mexicano de origen gitano.
  - Jaume Sañé, un biólogo y divulgador científico español.
- 12 de septiembre:
  - Mylène Farmer, cantante francesa nacida en Canadá.
  - Malva Flores, poeta, narradora y ensayista mexicana.
  - Carla Victoria Jara Murillo, lingüista e investigadora costarricense.
  - Rafael Rebolo López, astrofísico español.
- 13 de septiembre:
  - Estella Atekwana, geofísica estadounidense.
  - Fiona, cantante, empresaria y actriz estadounidense.
  - Dave Mustaine, músico estadounidense de la banda Megadeth.
  - Lucy O'Brien, periodista y escritora británica cuyo trabajo se centra en las mujeres dentro de la industria musical.
- 14 de septiembre:
  - Isabelle Dorsimond, escaladora belga.
  - Martina Gedeck, actriz alemana.
- 15 de septiembre: Gustavo Cordera, cantante, intérprete, músico y compositor de rock, folklore, candombe, murga y cumbia argentino.
- 16 de septiembre:
  - Fiona Graham, antropóloga australiana que trabaja como geisha en Japón.
  - Luis Gerardo Salas García, locutor de radio y comunicador mexicano.
  - Iñaki Uranga, cantante español.
- 17 de septiembre:
  - Kevin Crow, futbolista estadounidense.
  - Pamela Melroy, oficial de la Fuerza Aérea de los Estados Unidos y astronauta estadounidense.
- 18 de septiembre:
  - James Gandolfini, actor estadounidense, (f. 2013).
  - Carlos Guirland, futbolista paraguayo.
  - María Teresa La Porte, profesora universitaria española (f. 2020).
  - Manuel Monroy Chazarreta, conocido como El Papirri, cantautor y guitarrista boliviano.
  - Iñigo Urkullu, político español.
- 19 de septiembre:
  - Guillem Feixas Viaplana, catedrático de la Facultad de Psicología de la Universidad de Barcelona.
  - José María Ridao, escritor y diplomático español.
  - José Sánchez Iraola, pintor cubano.
  - Bernard Werber, escritor francés.
- 20 de septiembre:
  - Javier Algarra, periodista español.
  - Morwenna Banks, comediante, actriz, guionista y productora británica.
- 21 de septiembre:
  - Khaira Arby, cantante malíense (f. 2018).
  - Diego Capusotto, artista y comediante argentino.
  - Serena Scott Thomas, actriz inglesa.
  - Nancy Travis, actriz y productora estadounidense.

- 22 de septiembre:
  - Clyde Getty, esquiador argentino.

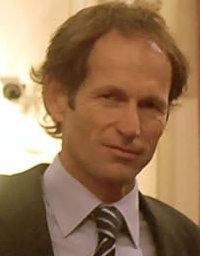
Santiago Lange

  - Bonnie Hunt, actriz, comediante, guionista, productora, directora y presentadora de televisión estadounidense.
  - Santiago Lange, arquitecto naval y regatista argentino.
- 23 de septiembre:
  - Ebrahim Hatamikia, director, guionista y editor de cine iraní.
  - Chi McBride, actor estadounidense.

- 24 de septiembre:

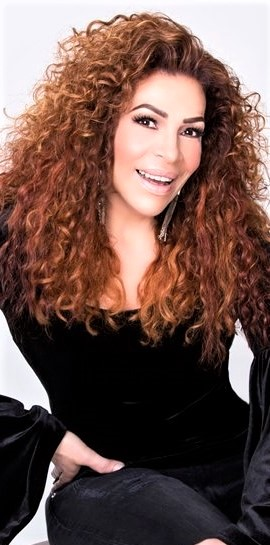
María del Sol

  - Menchi Barriocanal, periodista, cantante y conductora de programas de televisión y radio de nacionalidad paraguaya.
  - María del Sol, cantante mexicana.
  - John Logan, dramaturgo y guionista estadounidense.
  - Consuelo Vega, filóloga y escritora asturiana.
  - Negra Vernaci, presentadora y locutora argentina.

- 25 de septiembre:

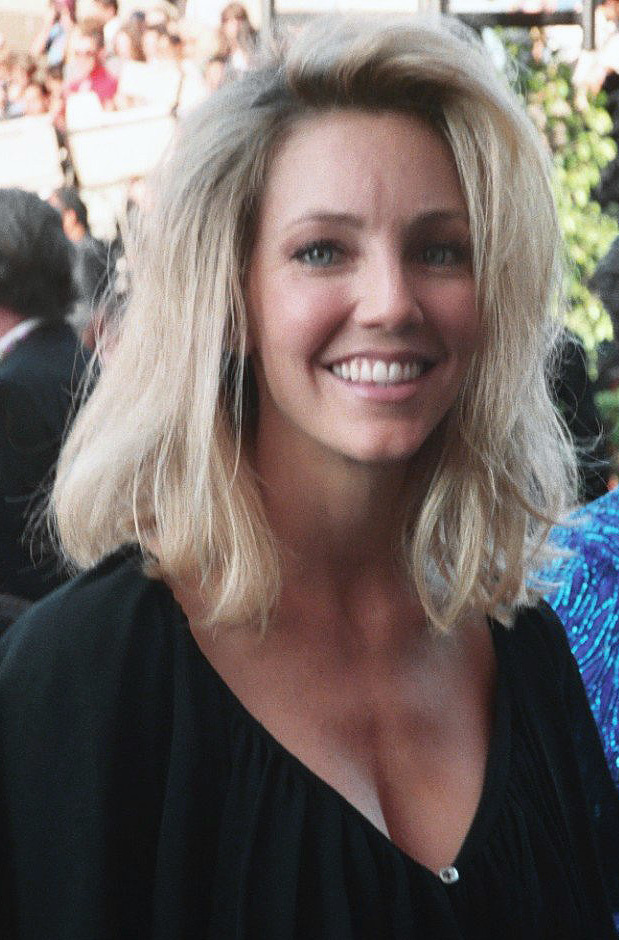
Heather Locklear

  - Heather Locklear, actriz estadounidense.
  - Claudio Quartero, músico, compositor y productor argentino.
  - Luis Ziembrowski, actor argentino.
- 26 de septiembre:
  - Pablo Ausensi, actor chileno de cine, teatro, televisión y doblaje.
  - Jordi González, presentador de radio y televisión español.
- 27 de septiembre:
  - Norris Coleman, jugador de baloncesto estadounidense.
  - Andy Lau, actor y cantante hongkonés.
- 28 de septiembre:
  - Laura Cerón, actriz mexicana.
  - El Mani, cantante de flamenco español (f. 2020).
  - Leo Pérez Minaya, empresario, escritor, desarrollador, e ingeniero dominicano-estadounidense.
  - Lilián Saba, pianista y compositora argentina.
- 29 de septiembre:
  - Julia Gillard, política y primera ministra australiana.
  - Joke Silva, actriz y cineasta nigeriana.
- 30 de septiembre:
  - Jorge Ricardo, jockey brasileño.
  - Eric Stoltz, actor estadounidense.

### Octubre
- 1 de octubre:
  - Walter Mazzarri, futbolista y entrenador italiano.
  - José Palmar, sacerdote católico y activista venezolano.
- 2 de octubre:
  - Andoni Egaña, versolari y escritor español que escribe en euskera.
  - Cecilia Puga, arquitecta chilena y directora del Museo Chileno de Arte Precolombino.
  - Mauricio Sotelo, compositor musical español.
- 3 de octubre:
  - Ludger Stühlmeyer, compositor, organista, cantor y maestro de capilla alemán.
  - Juan Manuel Corzo, político y abogado colombiano.
  - Ludger Stühlmeyer, compositor, organista, cantor y maestro de capilla alemán.

- 4 de octubre:

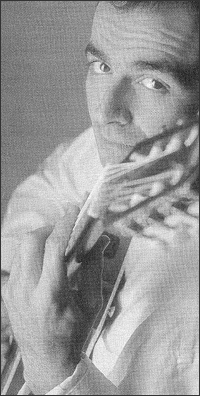
Juan Francisco Ordóñez

  - Silvina Garré, cantante argentina, cantautora de pop y rock.
  - Francisca Núñez, escultora y artista visual chilena.
  - Manuel Obregón López, compositor, productor y una figura de la cultura costarricense.
  - Juan Francisco Ordóñez, guitarrista y compositor dominicano.
  - Jon Secada, cantautor y músico cubano-estadounidense.
- 5 de octubre:
  - Massimo Desiato, filósofo italo-venezolano.
  - Nancy Paulsen, actriz y psicóloga chilena.
  - Sílvia Soler, escritora española en lengua catalana.

- 6 de octubre:

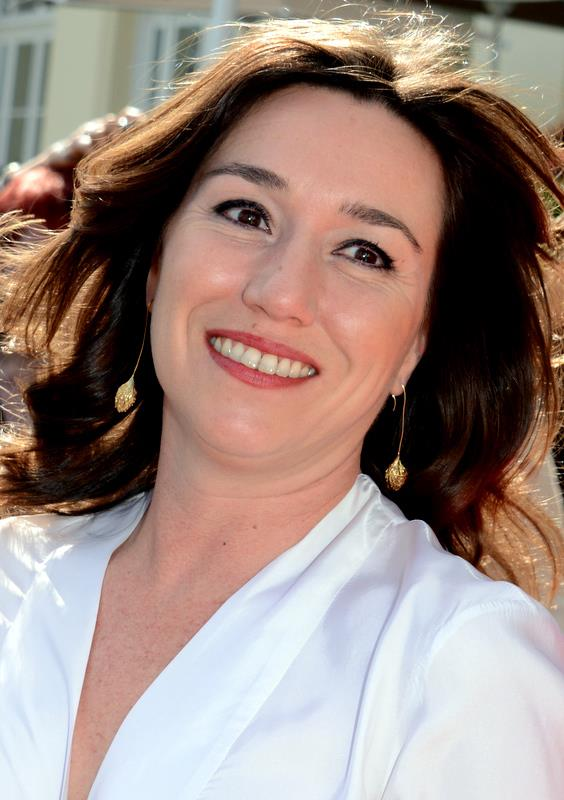
Lola Dueñas

  - Raffaele Di Fusco, futbolista y entrenador italiano.
  - Lola Dueñas, actriz española.
  - Sonja Lumme, cantante finlandesa.
  - Ximo Rovira, presentador de televisión español.
- 7 de octubre:
  - Charles Dantzig, escritor francés.
  - Aitor Gaviria, actor venezolano.
- 8 de octubre:
  - Sergio Casal, tenista español.
  - Adriana Vacarezza, actriz chilena.
- 9 de octubre: César Bordón, actor de televisión, cine y teatro argentino.
- 10 de octubre:
  - Beatriz Actis, escritora argentina.
  - Jodi Benson, actriz y cantante estadounidense.
  - Ceferino Reato, periodista, politólogo y escritor argentino.

- 11 de octubre:

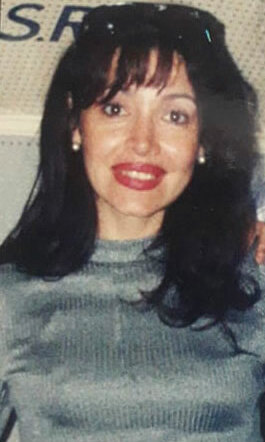
Gilda

  - Hany Abu-Assad, cineasta de nacionalidad neerlandesa e israelí de origen palestino.
  - Myriam Alejandra Bianchi, conocida como Gilda, cantante de cumbia argentina (f. 1996).
  - Bertrand Delcour, escritor francés (f. 2014).
  - Amr Diab, cantante y compositor egipcio.
  - Marc Fleurbaey, economista francés especializado en economía del bienestar y economía normativa.
- 12 de octubre:
  - Margarita Barrientos, activista argentina.
  - Diego García, atleta español especializado en la maratón (f. 2021).
  - Miguel Porlán, conocido como Chendo, futbolista español.
  - Reynaldo Sietecase, periodista argentino.
- 13 de octubre:
  - Bill Camp, actor estadounidense de cine, teatro y televisión.
  - Derek Harper, jugador de baloncesto estadounidense.
- 14 de octubre: Francisco Santos Calderón, periodista y político colombiano.
- 15 de octubre:
  - Mikael Appelgren, jugador de tenis de mesa sueco.
  - María del Rosario Guerra, economista y profesora universitaria colombiana.
- 16 de octubre:
  - Konca Kuriş, feminista y escritora turca (f. 1999).
  - Marc Levy, escritor francés.
  - Jorge Rial, presentador de radio y televisión, periodista y empresario argentino.
- 17 de octubre: Bárbara Délano, socióloga y poeta chilena.
- 18 de octubre:
  - Daniel Colombo, entrenador, escritor, comunicador, conferencista, presentador y locutor radial argentino.
  - Wynton Marsalis, trompetista, compositor y arreglista estadounidense de jazz.
- 19 de octubre:
  - María Adela Alvarado, directora de coros venezolana.
  - Diego Siliano, director de arte y escenógrafo argentino.
- 20 de octubre: Anthony Choy, ufólogo, abogado, escritor y periodista de investigación peruano.
- 21 de octubre:
  - René Casados, actor mexicano.
  - Teresa Melo, periodista, poeta, ensayista, editora e intelectual cubana (f. 2023).
- 22 de octubre:
  - Antonio Colicigno, especialista argentino en políticas sociales.
  - Tessy María López Goerne, fisicoquímica, catedrática, investigadora, académica y divulgadora mexicana.
  - Eva Veiga, poeta y periodista española.

- 23 de octubre:

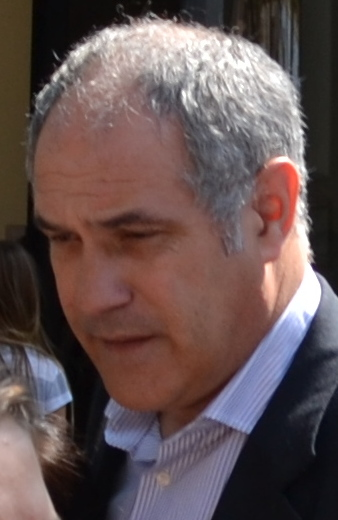
Andoni Zubizarreta

  - Maria Alice, cantante caboverdiana.
  - Laurie Halse Anderson, escritora estadounidense.
  - Andoni Zubizarreta, futbolista español.
- 24 de octubre:
  - Lita Cabellut, artista multidisciplinar española.
  - Emilia Matallana Redondo, bioquímica española.
- 25 de octubre:
  - Atxu Amann y Alcocer, arquitecta española.
  - Chimo Bayo, DJ, músico, productor y presentador español.
  - Yuldor Gutiérrez, actor, director y productor de televisión colombiano.
  - Hong Sang-soo, director de cine y guionista surcoreano.
  - Chad Smith, baterista estadounidense, de la banda Red Hot Chili Peppers.
- 26 de octubre:
  - Manel Estiarte, waterpolista español.
  - Dylan McDermott, actor estadounidense.
  - Gustavo Polidor, beisbolista venezolano (f. 1995).
  - Stacy Schiff, autora estadounidense de no ficción y columnista de prensa escrita.

- 27 de octubre:

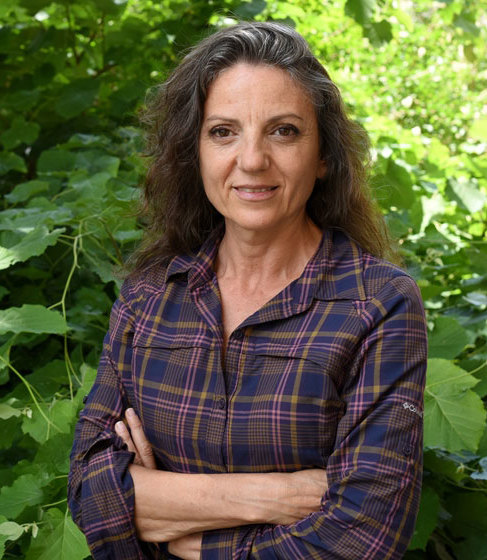
Sandra Myrna Díaz

  - Sandra Myrna Díaz, bióloga argentina.
  - Håkan Hardenberger, trompetista sueco.
  - Gady Pampillón, cantante, músico y compositor de rock argentino.
  - Joanna Scanlan, actriz y guionista británica.
- 28 de octubre: Ricardo Ibarlucía, filósofo argentino, investigador principal del Consejo Nacional de Investigaciones Científicas y Técnicas.
- 29 de octubre:
  - Randy Jackson, cantante y músico estadounidense, miembro de The Jackson 5.
  - Fatemah Motamedarya, actriz iraní de cine, teatro y televisión.
  - Rafael Vilasanjuan, periodista, ensayista y gestor español.
- 30 de octubre:
  - Joe Berlinger, director y productor estadounidense de cine y documentales.
  - Emmanuel Finkiel, director de cine, guionista y actor francés.
  - Ivonne Guevara García, conocida como Ivonne, es una cantante, pintora y compositora mexicana.
  - Dmitri Murátov, periodista y presentador de televisión ruso.
  - Poncho Sánchez, músico cubano.
- 31 de octubre:
  - Sebastián Franquis, político español.
  - Peter Jackson, guionista, productor y cineasta neozelandés.
  - Larry Mullen Jr., baterista irlandés, miembro del grupo U2.
  - Patricia Ceci, museóloga argentina especializada en historia.

### Noviembre
- 1 de noviembre:
  - Carlos Enrique Estrada, futbolista y entrenador colombiano.
  - Gabriel Rolón, psicólogo, psicoanalista, escritor, presentador de radio, músico y actor argentino.
- 2 de noviembre: K. D. Lang, cantante canadiense.
- 3 de noviembre:
  - David Armstrong-Jones, ebanista británico y presidente de la casa de subastas Christie's.
  - David J. Linden, neurocientífico, profesor universitario y biólogo estadounidense.

- 4 de noviembre:

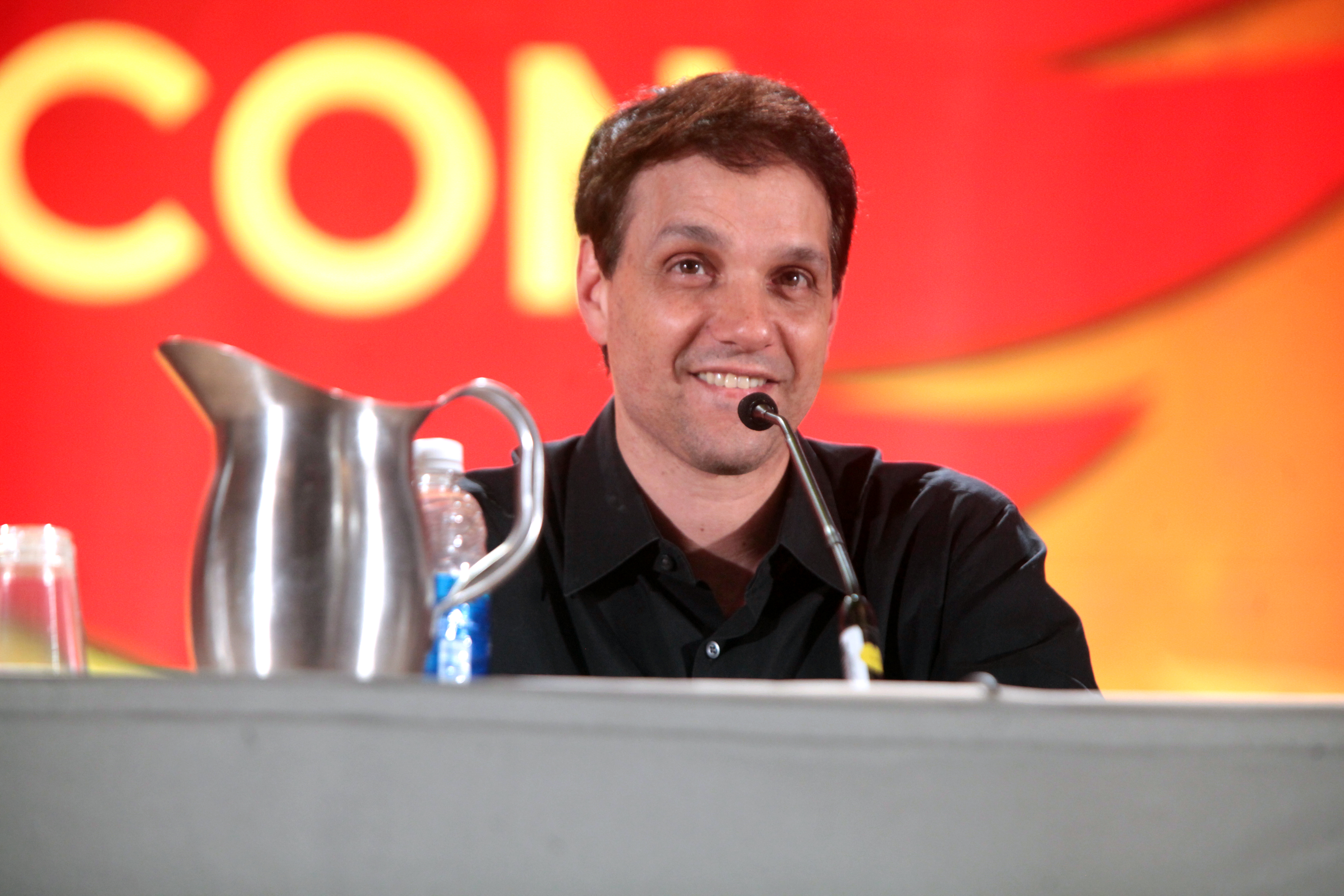
Ralph Macchio

  - Pablo Alabarces, escritor, sociólogo argentino.
  - Jan Blommaert, lingüista belga.
  - Alejandra Flechner, actriz argentina.
  - Kathy Griffin, comediante y actriz estadounidense.
  - Ralph Macchio, actor estadounidense.
- 5 de noviembre:
  - Fidel Molina-Luque, sociólogo y profesor español.
- 6 de noviembre:
  - Daniele Gatti, director de orquesta italiano.
  - Florent Pagny, cantante francés.
  - Jaime Pujol, actor, dramaturgo y director español.
- 7 de noviembre:
  - Friedrich Haider, director de orquesta y pianista austriaco.
  - David Toscana, escritor mexicano.
- 8 de noviembre:
  - John Costelloe, actor estadounidense (2008).
  - Leif Garrett, actor y cantante estadounidense.
  - Enrique Ortega Salinas, escritor y conferencista uruguayo.
- 9 de noviembre:
  - Miriam Odorico, actriz argentina.
  - José Silva, pintor mexicano.

- 10 de noviembre:

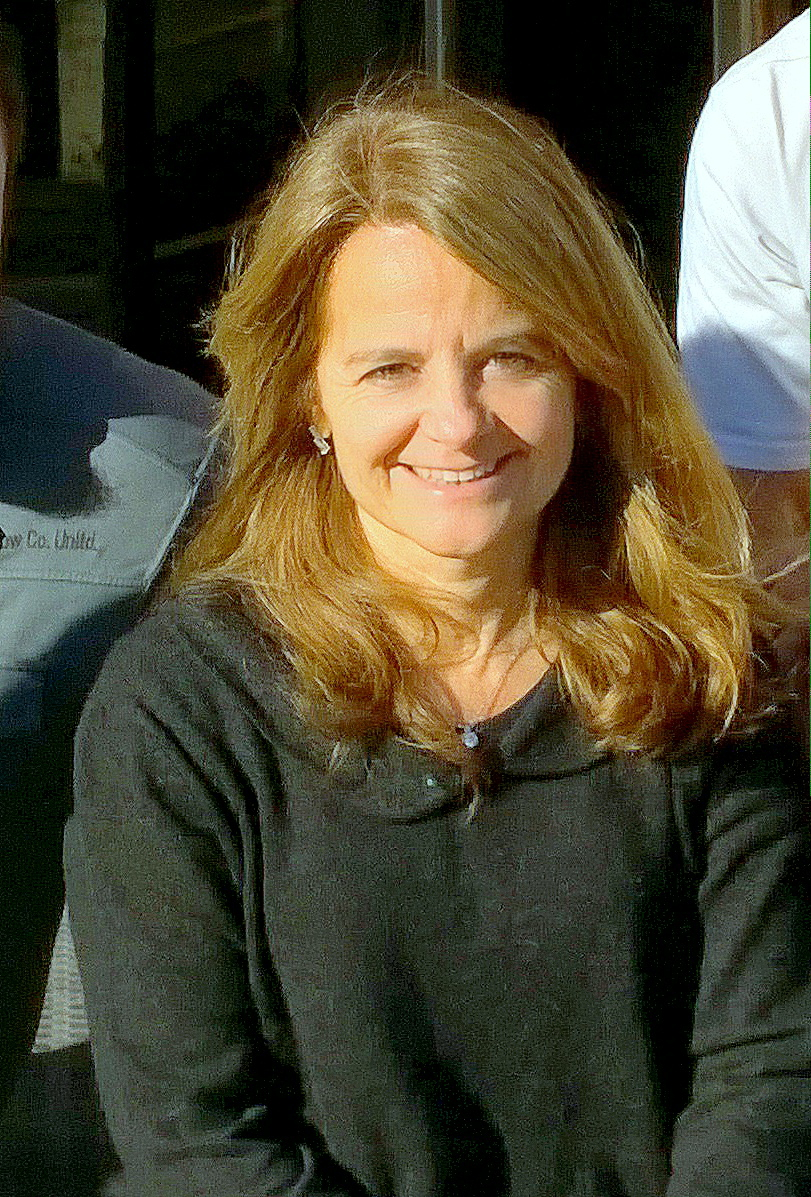
Cecilia Bouzat

  - Cecilia Bouzat, bioquímica y biofísica argentina.
  - Ester Formosa, actriz y cantante española.
  - Jordi Frades, director de cine y televisión español.
  - Luis Alberto García, actor cubano.
- 11 de noviembre:
  - Álvaro Pacull, dramaturgo, gestor cultural y actor chileno de cine, teatro y televisión.
  - Pilar Sánchez Vicente, historiadora, documentalista y escritora española.
  - Luca Zingaretti, actor italiano.

- 12 de noviembre:

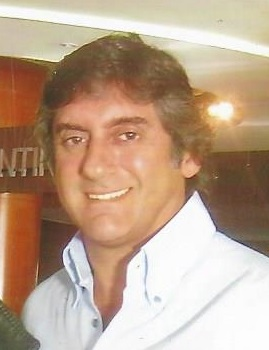
Enzo Francescoli

  - Enzo Francescoli, futbolista uruguayo.
  - Nadia Comăneci, gimnasta rumana.
- 13 de noviembre: Candye Kane, cantante estadounidense (f. 2016).
- 14 de noviembre:
  - Lucas Belvaux, actor y realizador belga.
  - Nagui Fam, personalidad de televisión y radio francés de origen egipcio de ascendencia egipcia e italiana.
  - Antonio Flores, músico y compositor español (f. 1995).
  - Jurga Ivanauskaitė, escritora, novelista, y tibetóloga lituana.
  - Kari Kuivalainen, cantante y compositor finés.
  - Roberto Merino, escritor y periodista chileno.
  - Fidel Oyarzo, periodista chileno (f. 2019).
  - Renato, cantante de reggae en español y dancehall panameño.
  - Javier Ibarretxe, cineasta y cinéfilo español, que junto a sus hermanos Josemi y Esteban eran conocidos como los Hermanos Ibarretxe.
- 15 de noviembre:
  - Jimmy Choo, diseñador de moda malayo.
  - Sergi Jordà, físico, innovador, artista y músico digital español.

- 16 de noviembre:

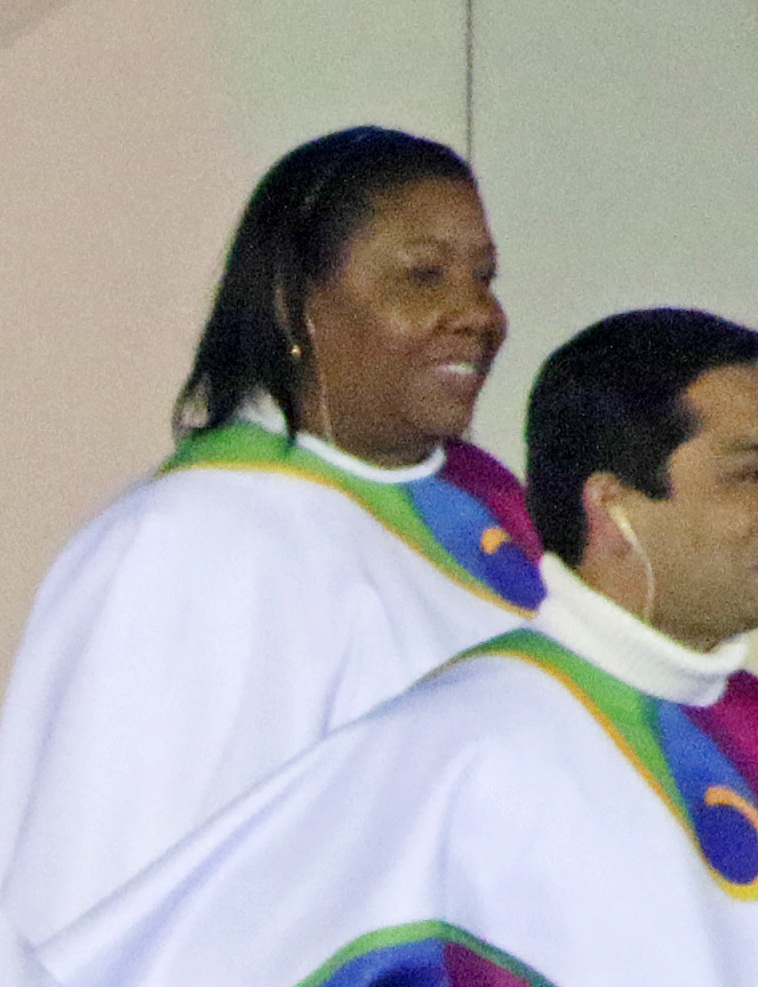
Gina Torrealva

  - Carlos Alberto Aguilar Salinas, médico, endocrinólogo, investigador, catedrático y académico mexicano.
  - Corinne Hermès, cantante francesa.
  - Diego Boris Macciocco, docente y músico argentino.
  - Sabino Méndez, músico y escritor español.
  - Gina Torrealva, voleibolista peruana.
- 17 de noviembre:
  - Michael Collins, futbolista estadounidense.
  - Sandra Sutherland, periodista española.
- 18 de noviembre:
  - Nick Chinlund, actor de teatro, cine y televisión estadounidense.
  - Juan Carlos Cremata, director de cine, director de teatro y guionista cubano.
  - Raffaele Della Monica,dibujante de cómic italiano.
  - Steven Moffat, guionista y productor de televisión y guionista de cine británico.
  - Jorge G. Silverio Tejera, narrador cubano.

- 19 de noviembre:

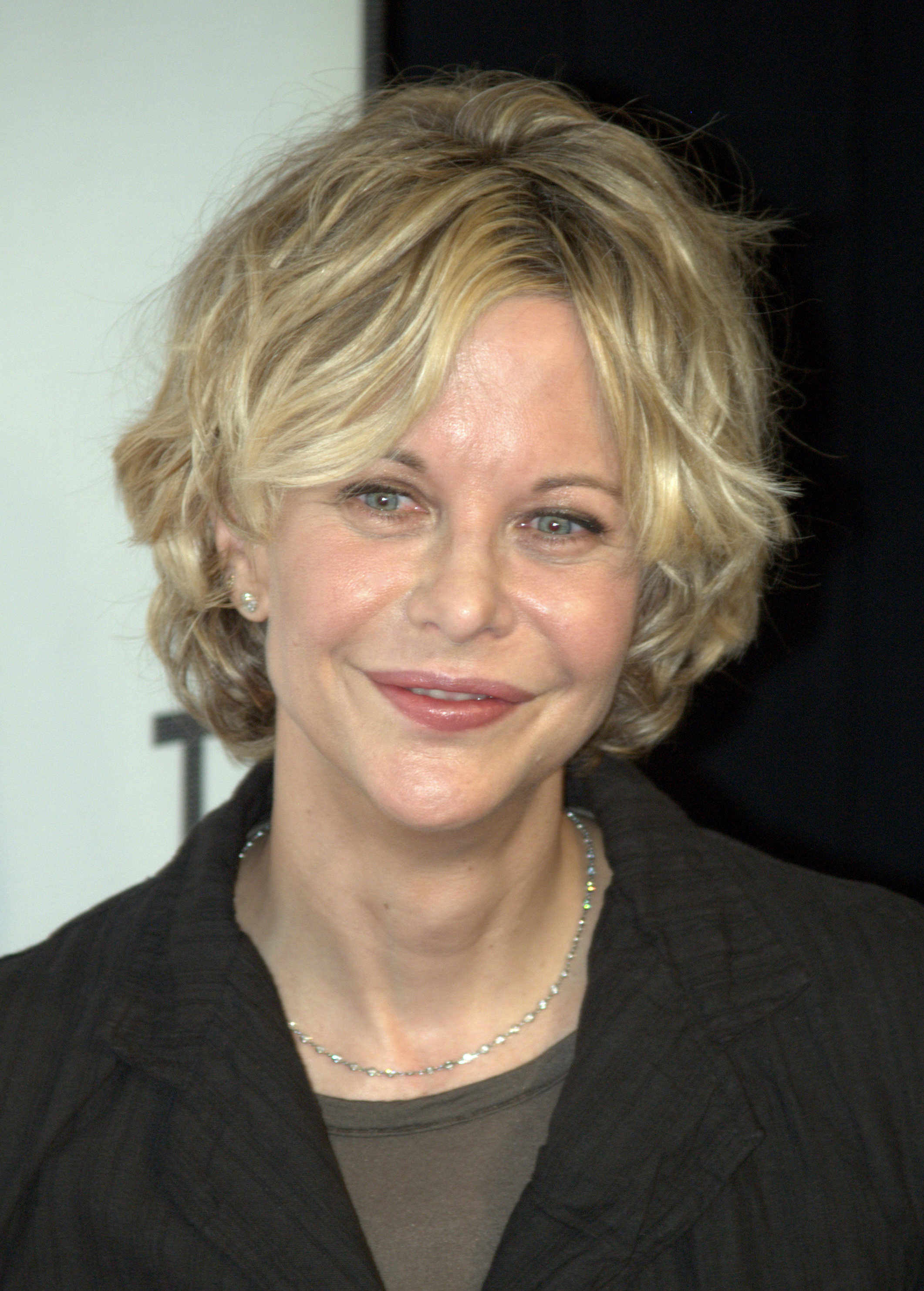
Meg Ryan

  - Germán Coppini, cantante español, (f. 2013).
  - Michael R. Douglas, físico teórico estadounidense.
  - El Vaquilla, (Juan José Moreno Cuenca), delincuente y actor español (f. 2003).
  - Meg Ryan, actriz de cine, televisión y productora de cine y televisión estadounidense.
- 20 de noviembre:
  - Alejandro Arroz, productor, guionista y director de cine argentino.
  - Roberto Musso, músico e ingeniero de sistemas uruguayo.
  - Erik Oña, compositor musical y director argentino.
  - Joaquín Trincado, productor y director de cine español.
- 21 de noviembre:
  - Clíver Alcalá, militar venezolano
  - Maria Kawamura, seiyū japonesa.
  - Michael Richards, historiador e hispanista británico.

- 22 de noviembre:

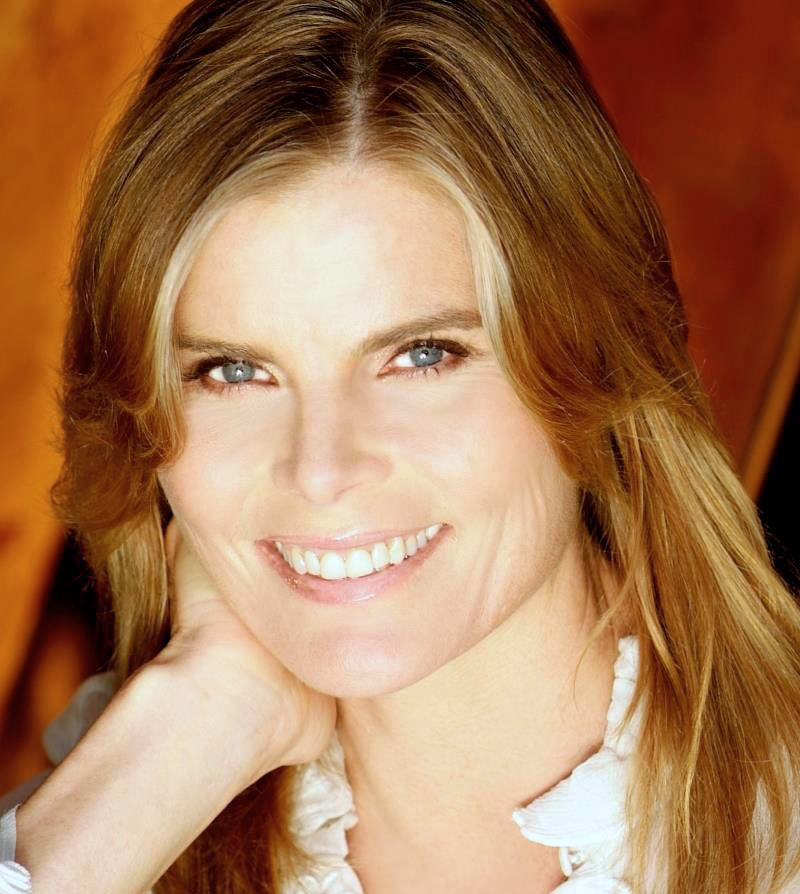
Mariel Hemingway

  - Mariel Hemingway, actriz estadounidense.
  - Pedro Marín, cantante español.
  - Glenda Umaña, periodista costarricense.
- 23 de noviembre:
  - Amélia da Lomba, escritora, periodista y poetisa angoleña.
  - Graciela Pesce, cantautora y docente argentina (f. 2020).
  - Masamune Shirow, dibujante de manga japonés.

- 24 de noviembre:

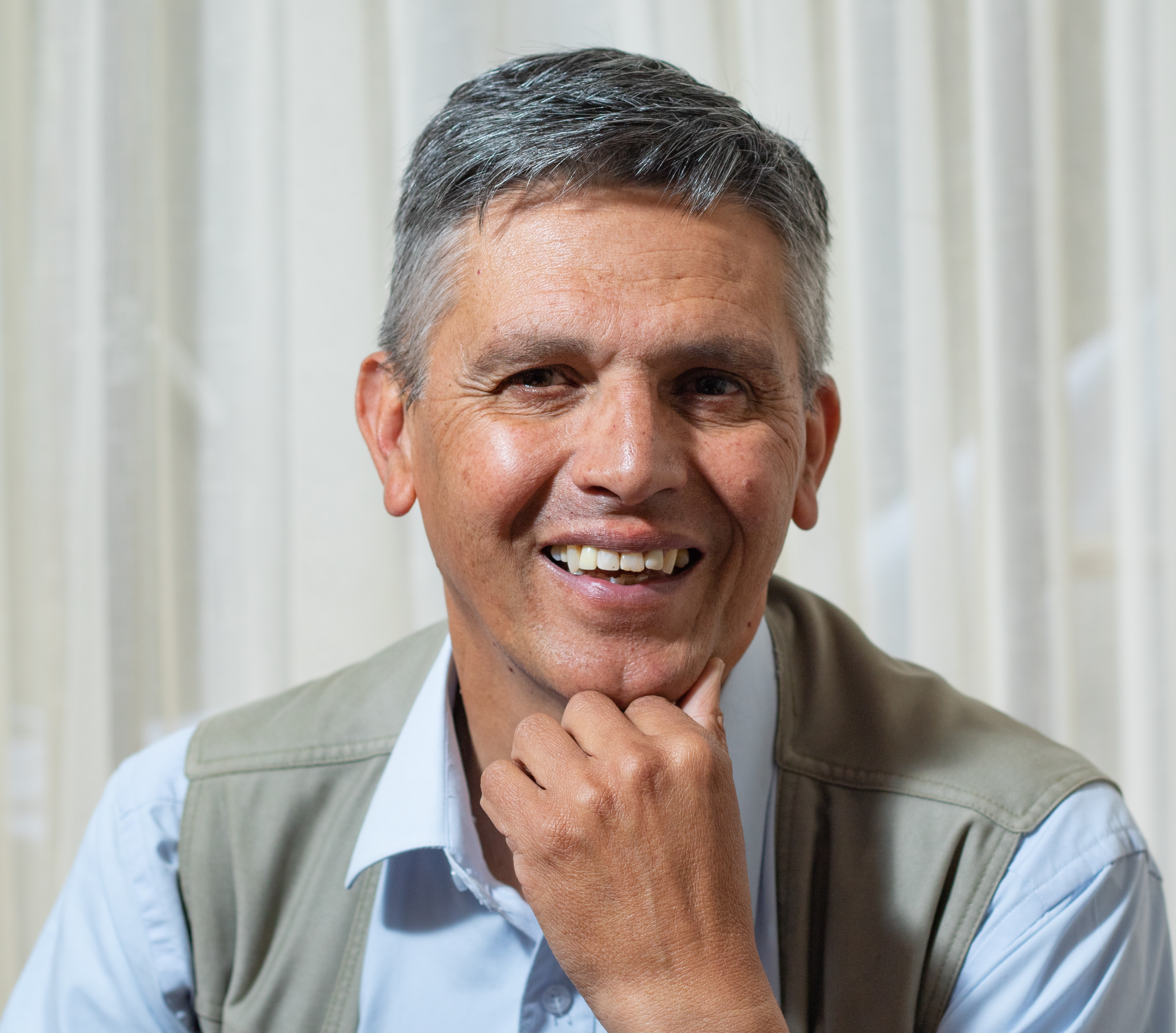
Roberto Calasich

  - Roberto Calasich, director, guionista, productor de cine, televisión y docente universitario boliviano.
  - Rossana Dresdner, periodista chilena.
  - Arundhati Roy, escritora y activista india.
- 25 de noviembre:
  - Gisvel Ascanio, actriz de televisión venezolana.
  - Isabel Moya, periodista cubana.
  - Josefina Velasco, actriz chilena de teatro y televisión.
- 26 de noviembre:
  - Wes Archer, director de televisión.
  - Elena Centeno García, ingeniera topógrafa, hidrógrafa, geóloga, científica, escritora y activista mexicana.
- 27 de noviembre:
  - Samantha Bond, actriz inglesa de teatro, cine y televisión.
  - Aldo Mazzucchelli, escritor uruguayo.
  - Laura del Sol, actriz española.
- 28 de noviembre:
  - José Luis Cabezas, reportero gráfico y fotógrafo argentino.
  - Juan Carr, emprendedor social argentino.
  - Alfonso Cuarón, cineasta, guionista y productor mexicano.
  - Ramón García, presentador español.
  - Jonathan Mostow, director y productor de cine estadounidense.
- 29 de noviembre:
  - Kim Delaney, actriz estadounidense.
  - Luis Felipe Salamanca, escritor, guionista, libretista y productor de telenovelas y series de televisión colombiano.
  - Tom Sizemore, actor estadounidense (f. 2023).
- 30 de noviembre:
  - JFrank Dikötter, historiador neerlandés, especialista en China moderna.
  - Janaína Dutra, activista social LGTBI brasileña.

### Diciembre
- 1 de diciembre:
  - Anne Donovan, jugadora y entrenadora de baloncesto estadounidense.
  - María Elena Meneses Rocha, periodista y profesora universitaria mexicana (f. 2018).
  - Jeremy Northam, actor británico.
  - Txema Portillo, historiador español.
  - Lito Vitale, compositor, multinstrumentista, productor y arreglista argentino.

- 2 de diciembre:

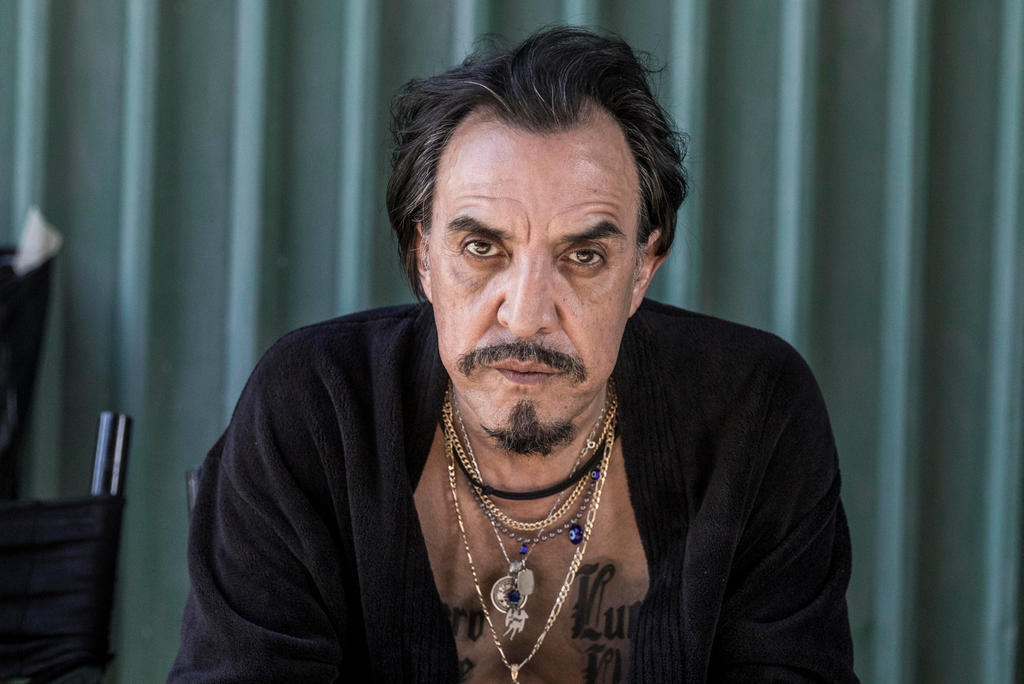
Luis Felipe Tovar

  - Marihel Barboza, compositora y cantante uruguaya.
  - Luis Felipe Tovar, actor y maestro de actuación mexicano.
  - Bibiana Vilá, bióloga e investigadora argentina.
- 3 de diciembre:
  - Antonio Canales, bailaor y actor español.
  - Javier Capitán, humorista español.
  - Adal Ramones, actor y presentador de televisión mexicano.
  - Helen Velando, escritora uruguaya de literatura infantil y juvenil.
- 4 de diciembre:
  - Chafūrin, actor de voz japonés.
  - Sergio Delgado, escritor, catedrático, investigador y editor argentino.
- 5 de diciembre:
  - Gianfranco Gallo, cantante, actor, dramaturgo, director y escritor italiano.
  - Gabriela Grech, fotógrafa española.
  - Maria De Filippi, presentadora, guionista y productora de televisión italiana.
- 6 de diciembre:
  - Antônio Calloni, actor brasileño.
  - David Lovering, músico y mago estadounidense.

- 7 de diciembre:
  - Alejandro Awada, actor brasileño.

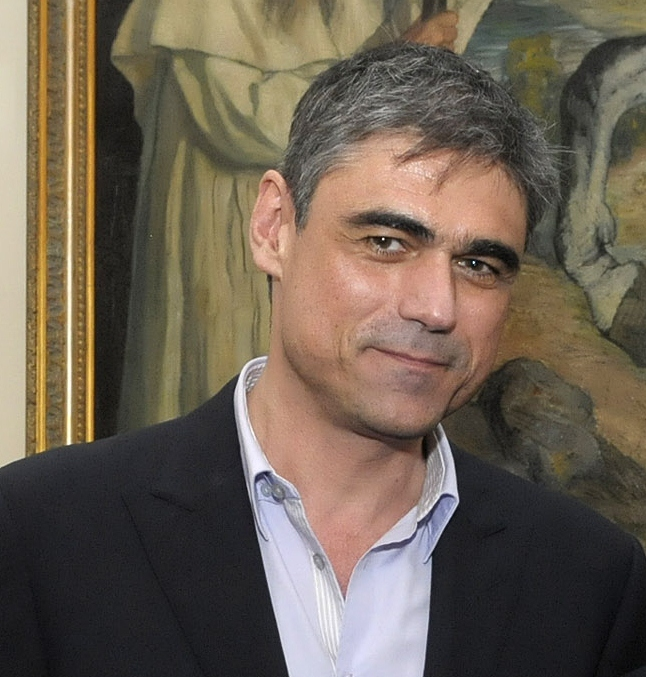
Pablo Simonetti

  - Ernesto Daranas, director y guionista de cine cubano.
  - Sandra Massoni, doctora en comunicación e investigadora argentina.
  - Pablo Simonetti, escritor chileno y activista en favor de los derechos de las minorías sexuales.
- 8 de diciembre:
  - Joan Francés Blanc, escritor francés en lengua occitana.
  - Carlos Goñi, músico y cantautor español del grupo musical Revólver.
  - Jorge Serrano, músico de rock argentino.
- 9 de diciembre:
  - Aníbal Litvin, periodista, escritor, autor y humorista argentino.
  - Ian Wright, remero neozelandés.
- 10 de diciembre:
  - Rosana Cueva, periodista y conductora de televisión peruana.
  - Arturo Martín Burgos, pintor, escultor y diseñador de escenarios español.
  - Nia Peeples, cantante estadounidense.
- 11 de diciembre:
  - Jorge da Silva, futbolista uruguayo.
  - Marta García Gómez, actriz de doblaje, locutora de publicidad y presentadora de televisión española (f. 2013).
  - Darryl Jones, bajista estadounidense.
  - Dave King, vocalista, escritor primario y autor de la banda punk irlandés-estadounidense Flogging Molly.
  - Alejandro Maci, director y guionista de cine, teatro y televisión argentino.
  - Urbano Ortega, futbolista español.
- 12 de diciembre:
  - Pasta Dioguardi, actor argentino.
  - Alberto Fernández Díaz, abogado y político español, presidente del PPC en el ayuntamiento de Barcelona.
- 13 de diciembre:
  - Sergio Elguezábal, periodista y editor de radio y televisión argentino.
  - Andrea Ferrari, periodista y escritora de literatura infantil y juvenil argentina.
  - Harry Gregson-Williams, compositor musical inglés.
  - Eduardo López Banzo, un clavecinista, organista, musicólogo y director de orquesta español.
  - Ana Martínez Collado, profesora española Catedrática de Estética y Teoría del Arte.
  - Irene Sáez, politóloga y exreina de belleza venezolana, segunda Miss Universo venezolana en el 1981.
- 14 de diciembre: Guri Schanke, cantante noruega.
- 15 de diciembre:
  - Nick Beggs, bajista británica.
  - Jack Halberstam, académico y profesor estadounidense de estudios americanos de etnicidad, género y literatura comparativa.
  - Reginald Hudlin, guionista de cine, director, productor y escritor de cómics estadounidense.
  - Paula Molina, actriz española.
  - Arturo Montero, arqueólogo mexicano.
- 16 de diciembre:
  - Ana Clavel, escritora e investigadora mexicana.
  - Bill Hicks, comediante estadounidense (f. 1994).
  - Jon Tenney, actor estadounidense.
  - Claribel Medina, actriz, cantante y presentadora puertorriqueña.
  - Jon Tenney, actor estadounidense.
- 17 de diciembre: Inés Fernández-Ordóñez, filóloga y académica española.
- 18 de diciembre:
  - Jean-François de Sart, futbolista y entrenador belga.
  - A. M. Homes, escritora estadounidense.
  - Rubén Sadrinas, cantante de rock argentino.
  - Sion Sono, director de cine y poeta japonés.
  - Angie Stone, cantante de R&B, soul y neo soul, actriz y compositora.
  - Vilma Vera, actriz de doblaje y televisión, y locutora colombiana.
- 19 de diciembre: Andrés Eichmann Oehrli, investigador suizo-argentino especialista en arte colonial boliviano.
- 20 de diciembre:
  - Tommaso Chieffi, deportista italiano especializado en vela.
  - Jon Ola Sand, ejecutivo noruego de televisión.
- 21 de diciembre: Jhon Jarrín, ciclista de pista ecuatoriano (f. 2021).
- 22 de diciembre:
  - Ricardo Flecha Hermosa, intérprete y compositor paraguayo.
  - Stephen Hough, pianista, escritor, articulista y compositor de música clásica.
  - Philippe Vande Walle, futbolista belga.
- 23 de diciembre:
  - Gabriel Roberto Sabbiao, ciclista brasileño.
  - Lorna Tolentino, actriz filipina.
- 24 de diciembre:
  - Ilham Aliyev, político azerbaiyano, presidente desde 2003.
  - Yuly Monción, una artista plástica dominicana.
  - Wade Williams, actor estadounidense.

- 25 de diciembre:

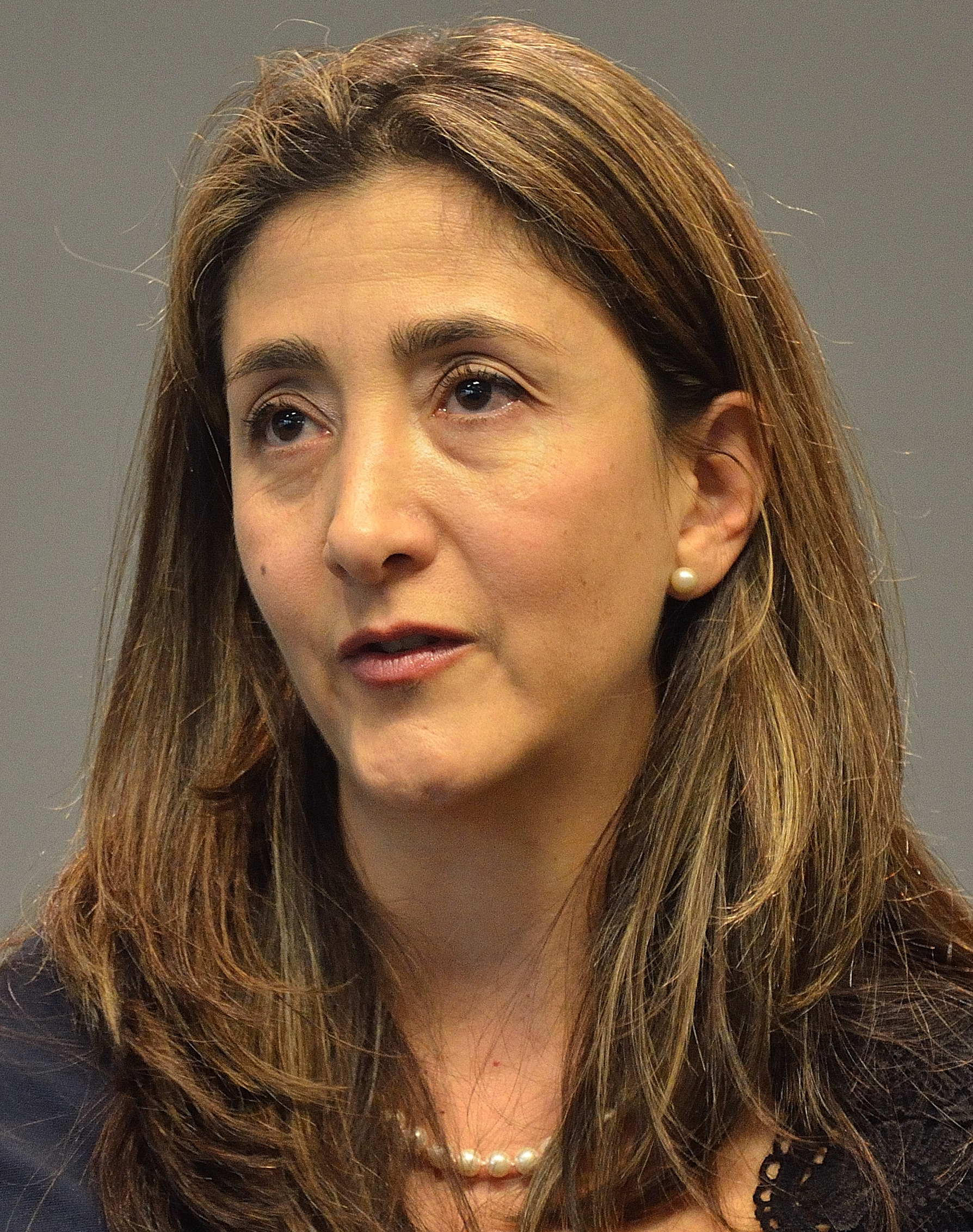
Ingrid Betancourt

  - Ingrid Betancourt, política colombiana.
  - Aleš Debeljak, poeta, ensayista y crítico cultural esloveno (f. 2016).
  - Stefan Ruzowitzky, director de cine austriaco.
- 26 de diciembre:
  - Daniel Bélanger, cantante y compositor canadiense.
  - John Lynch, actor y novelista irlandés.
  - Tahnee Welch, actriz y modelo estadounidense.
- 27 de diciembre:
  - Luis Bozzo Rotondo, ingeniero civil peruano.
  - Mariví González, jugadora de hockey sobre hierba española.
  - Philippa Lowthorpe, directora de cine y televisión inglesa.
  - José Ribagorda, periodista y presentador español.
  - Guido Westerwelle, político alemán (f. 2016).
- 28 de diciembre: Boško Gjurovski, futbolista macedonio.
- 29 de diciembre:
  - Daniel Freire, actor argentino.
  - Meschac Gaba, artista beninés.
- 30 de diciembre:
  - Douglas Coupland, escritor y artista visual canadiense.
  - Ben Johnson, atleta canadiense.
  - Rolf Lislevand, laudista, vihuelista y tiorbista noruego especializado en música antigua.

- 31 de diciembre:

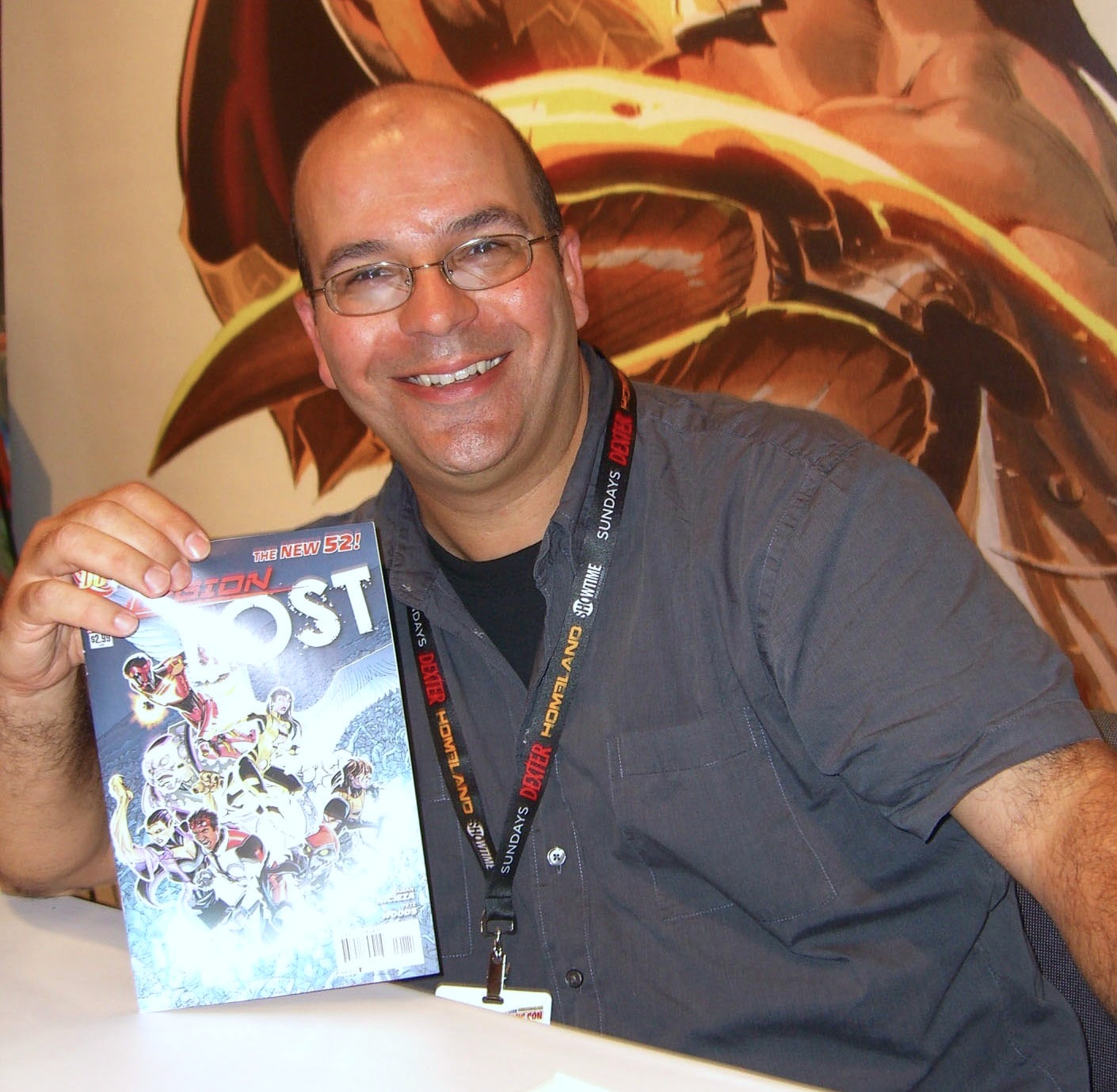
Fabian Nicieza

  - Robert J. Bach, emprendedor estadounidense.
  - Fabian Nicieza, escritor y editor de cómics argentino-estadounidense.

### Fechas indeterminadas
- Issa Bagayogo, músico maliense (f. 2016).

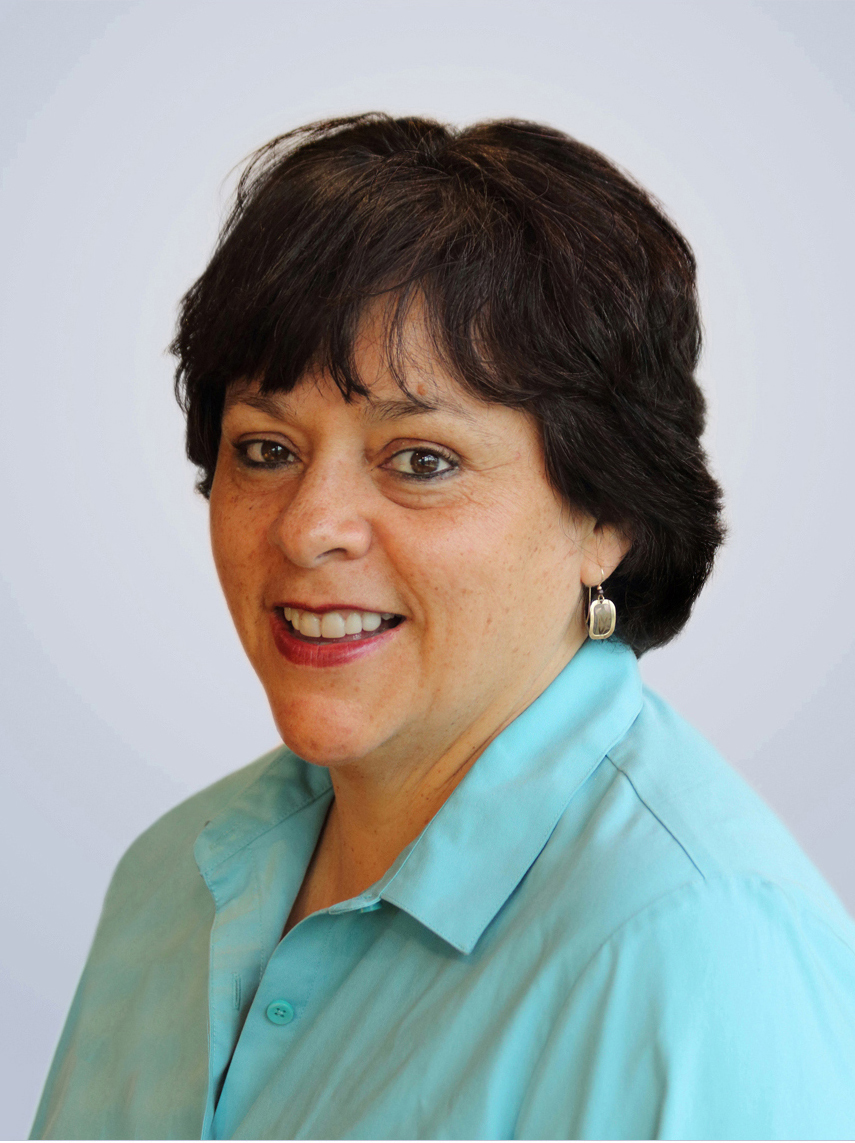
Carolina Barillas Mury

- Carolina Barillas Mury, microbióloga guatemalteca.
- Ana Bejerano, cantante española (f. 2022).

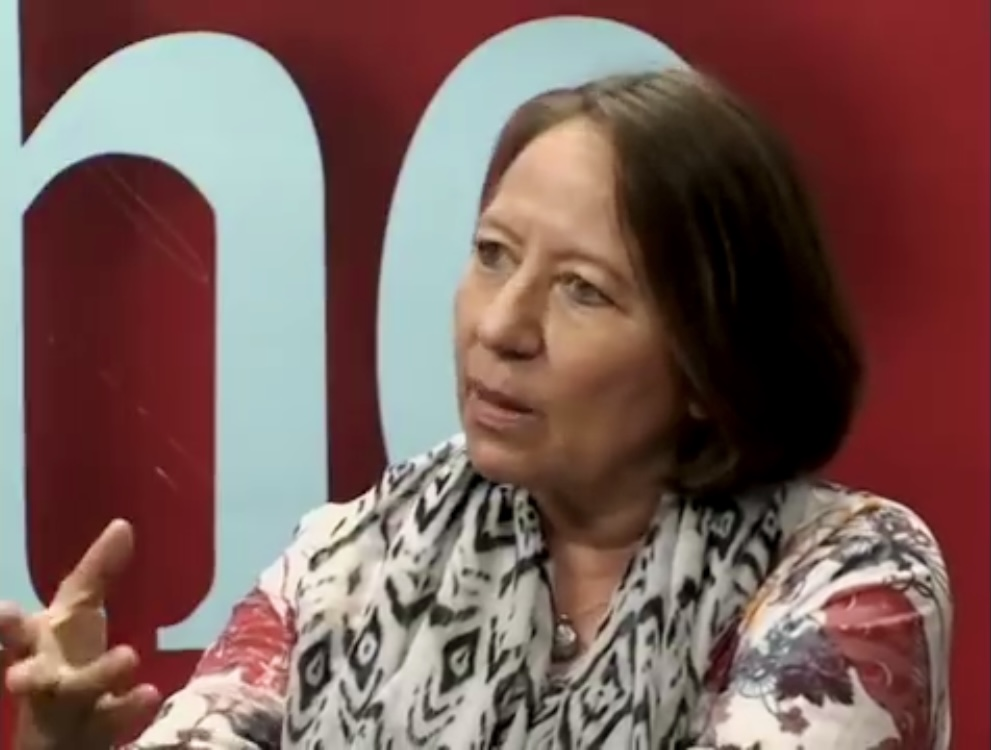
María Teresa Blandón

- María Teresa Blandón, socióloga nicaragüense, feminista y exguerrillera revolucionaria.
- José Carvajal, periodista y escritor dominicano.
- José Cenizo Jiménez, poeta y escritor español especializado en el flamenco.
- Flor de Torres Porras, fiscal española contra la violencia de género.
- Brendan Eich, programador estadounidense.
- Jacinta Escudos, escritora salvadoreña.
- Ramón Garrido Martínez, escultor contemporáneo.
- Gabriela Gutiérrez Ovalle, artista plástica y visual.
- Nur Hossain, activista bangladesí (f. 1987).
- Ana Juan, ilustradora española.
- Samira Khalil, activista por los derechos humanos siria.
- Miodrag Kojadinović, un escritor de prosa, poeta, lingüista, traductor-intérprete, y teórico del género y la sexualidad serbo-canadiense.
- Jesús Maraña, periodista, escritor y tertuliano español.
- Oscar Mollohuanca, activista por los derechos humanos peruano (f. 2022).
- Cristina Morató, periodista, reportera, escritora y directora de programas de televisión española.
- Hassan Mutlak, novelista, poeta y pintor iraquí.
- Pablo Páez, dibujante, ilustrador, historietista, docente y artista argentino.
- Patricia Pasquali, historiadora y autora argentina (f. 2008).
- Griselda Pastor, periodista española.
- Roberto Pazos, ilustrador, pintor y artista plástico argentino.
- Thays Peñalver, abogada y escritora venezolana.
- Carlos Rehermann, novelista, dramaturgo y arquitecto uruguayo.

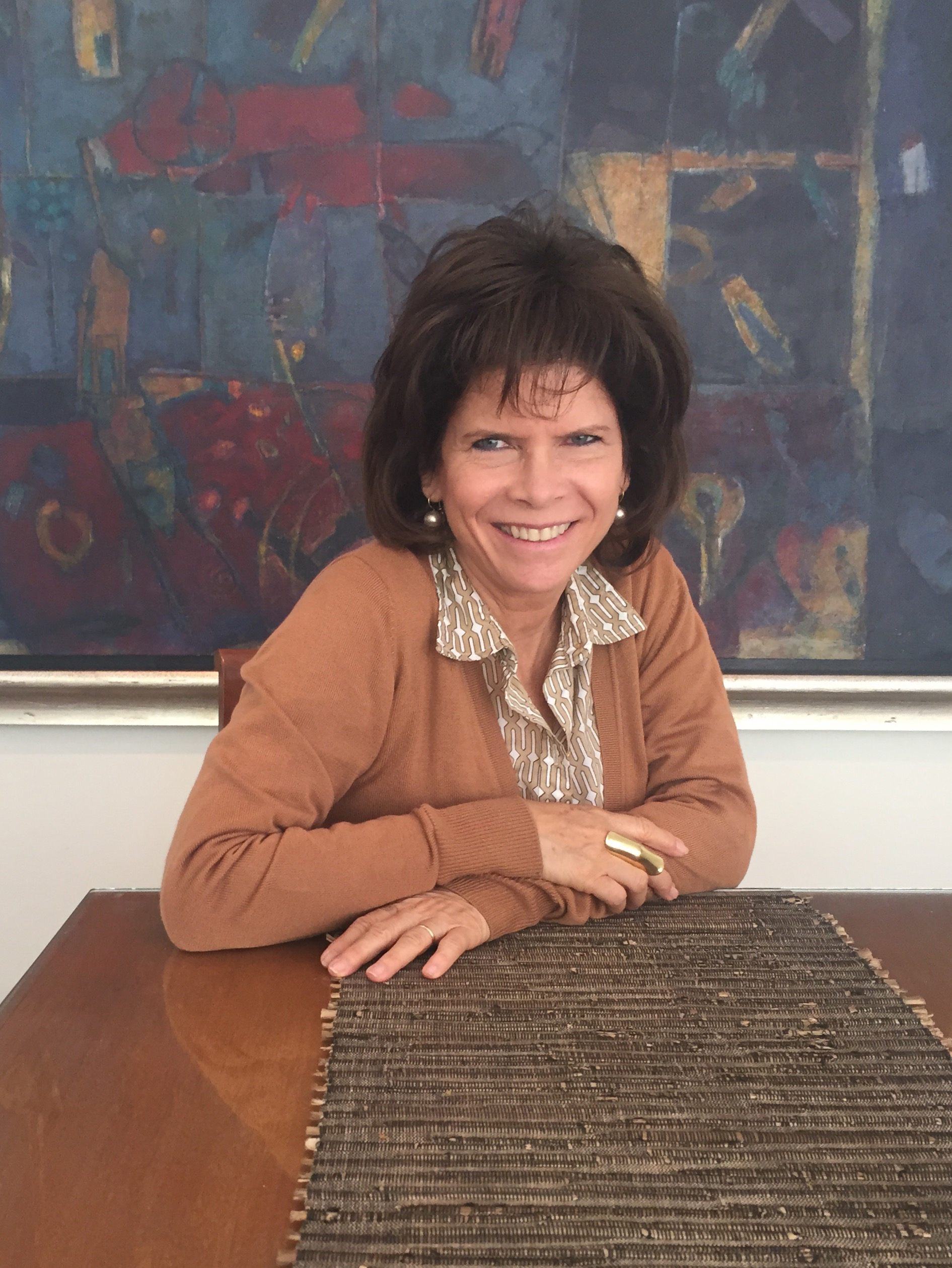
Cynthia Watmough

- Consuelo Reyes, artista de circo y empresaria española.
- Carmen Sandi, neurocientífica hispano-suiza.
- Josep Tosar, actor, director, productor y autor teatral español.
- Stéphane Udry, astrónomo suizo.
- Elena Urlaeva, activista de derechos humanos uzbeka.
- Cynthia Watmough, arquitecta peruana.
- Eduardo Zorita, paleoclimatólogo español.

## Fallecimientos
- 4 de enero: Erwin Schrödinger, físico austríaco, premio Nobel de Física en 1933 (n. 1887).
- 5 de enero: Conrado Benítez García (18), alfabetizador cubano; asesinado por la CIA (n. 1942).
- 14 de enero: Barry Fitzgerald, actor estadounidense de origen irlandés (n. 1888).
- 17 de enero: Patrice Lumumba, líder anticolonialista y nacionalista congoleño (n. 1925).
- 21 de enero: Blaise Cendrars, escritor francés (n. 1887).
- 2 de febrero: Anna May Wong, actriz de cine chino-estadounidense (n. 1905)
- 16 de febrero: Dazzy Vance, beisbolista estadounidense (n. 1891).
- 26 de febrero: Miguel Nicolás Lira, escritor, funcionario público y maestro mexicano (n. 1905).
- 26 de febrero: Mohamed V, rey marroquí (n. 1909).
- 3 de marzo: Paul Wittgenstein, pianista austriaco (n. 1887).
- 15 de marzo: Akiba Rubinstein, ajedrecista polaco (n. 1880).
- 16 de marzo: Václav Talich, director de orquesta y músico checo (n. 1883).
- 6 de abril: Jules Bordet, médico belga, premio nobel de medicina en 1919 (n. 1870).
- 7 de abril: Vanessa Bell, pintora e interiorista británica (n. 1879).
- 7 de abril: Jesús Guridi, compositor español (n. 1886).
- 24 de abril: Rosario Bourdon músico canadiense (n. 1885).
- 4 de mayo: Maurice Merleau-Ponty, filósofo francés (n. 1908).
- 12 de mayo: Tony Bettenhausen, piloto estadounidense de automovilismo (n. 1916).
- 13 de mayo: Gary Cooper, actor estadounidense (n. 1901).
- 22 de mayo: Edward F. Cline, director de cine estadounidense. (n. 1891).
- 30 de mayo: Rafael Leónidas Trujillo, militar, político, dictador y presidente dominicano (n. 1891).
- 6 de junio: Carl Gustav Jung, psiquiatra suizo (n. 1875).
- 6 de junio: Abel Rodríguez, escritor, poeta y periodista argentino (n. 1893).
- 15 de junio: Giulio Cabianca, piloto de automovilismo italiano (n. 1923).
- 30 de junio: Lee De Forest, inventor estadounidense (n. 1873).
- 2 de julio: Ernest Hemingway (61), escritor estadounidense (n. 1899).
- 14 de agosto: Clark Ashton Smith, escritor estadounidense (n. 1893).
- 14 de agosto: Henri Breuil, arqueólogo y religioso francés (n. 1877).
- 30 de agosto: Cristóbal de Losada y Puga, matemático e ingeniero de minas peruano (n. 1894).
- 1 de septiembre: Eero Saarinen, arquitecto estadounidense (n. 1910).
- 10 de septiembre: Wolfgang von Trips, piloto de automovilismo alemán (n. 1928).
- 18 de septiembre: Dag Hammarskjöld, político sueco (n. 1905).
- 11 de octubre: Chico Marx, actor y cómico estadounidense (n. 1887).
- 15 de octubre: Rubén López Sabariego (44), trabajador cubano torturado y asesinado por oficiales estadounidenses en la base naval de Guantánamo (n. 1917).
- 25 de octubre: Giuseppe Cavalli, fotógrafo italiano (n. 1904).
- 13 de diciembre: Fernando Márquez Miranda, arqueólogo argentino (n. 1897).
- 25 de diciembre: Otto Loewi, fisiólogo alemán, premio nobel de medicina en 1936 (n. 1873).

## Arte y literatura
- 6 de enero: Juan Antonio Payno obtiene el premio Nadal por su novela El curso.
- 17 de mayo: en Argentina se crea la revista Gaceta Marinera, publicación institucional de la Armada Argentina.
- 17 de septiembre: en los Estados Unidos se estrena Los días felices de Samuel Beckett.
- En Estados Unidos se publica Trampa-22, de Joseph Heller, una sátira acerca de la guerra de Vietnam.
- En Chile se publica La Brecha, de Mercedes Valdivieso, considerada la obra fundacional del feminismo hispanoamericano.
- En la India se inicia el Movimiento de la Generación Hambrienta.
- Agatha Christie: El misterio de Pale Horse, Doble culpabilidad y otras historias.
- Ian Fleming: Operación Trueno.
- Gabriel García Márquez: El coronel no tiene quien le escriba.
- Robert A. Heinlein: Forastero en tierra extraña.
- John le Carré: Llamada para el muerto.
- Stanisław Lem: Solaris.
- V. S. Naipaul: Una casa para Mr. Biswas.
- J. D. Salinger: Franny y Zooey.
- Roald Dahl: James and the Giant Peach.
- Friedrich Dürrenmatt: Los físicos.
- Tennessee Williams: La noche de la iguana.

## Ciencia y tecnología
- 4 de febrero: la Unión Soviética lanza la sonda Sputnik 7 hacia Venus, fracasando por un fallo en el cohete que debía propulsarla fuera de la órbita terrestre.
- 12 de febrero: la Unión Soviética lanza lanzamiento de la sonda soviética Venera 1 dirigida a sobrevolar el planeta Venus.
- La Unión Soviética lanza el primer vuelo espacial tripulado por un ser humano, el cosmonauta Yuri Gagarin.
- Steve Russell crea uno de los primeros videojuegos Spacewar!
- En los Estados Unidos, la empresa automotriz Chrysler realiza la prueba del alternador con un automóvil Plymouth 1961, llevándolo desde Detroit hasta Chicago sin batería.

## Deportes

### Baloncesto
- Del 20 al 30 de abril se celebra el XVIII Campeonato Sudamericano de Baloncesto Masculino.

  Brasil.
  Uruguay.
  Argentina.
- Del 29 de abril al 8 de mayo se celebra el XII Campeonato Europeo de Baloncesto Masculino en Yugoslavia:

  URSS.
  Yugoslavia.
  Bulgaria.

### Balonmano
- Del 1 al 12 de marzo se celebra en la República Federal Alemana el IV Campeonato Mundial de Balonmano Masculino.

Medallero:
  Rumanía.
  Checoslovaquia.
  Suecia.

### Béisbol
- Liga de Béisbol Profesional de la República Dominicana: los Leones del Escogido ganaron el título al derrotar a las Águilas Cibaeñas.

### Fórmula 1
- Phil Hill se consagra campeón del mundo de Fórmula 1.

### Fútbol
- Campeonato Nacional de fútbol chileno: Universidad Católica campeón.
- Liga Peruana de Fútbol: Sporting Cristal se corona por segunda vez como campeón.
- Fútbol Profesional Colombiano: Millonarios (6.ª vez).
- Costa Rica: se funda el Santos FC.
- El Benfica gana su primera copa de Europa al vencer en la final 3-2 al FC Barcelona.
- Club Atlético Peñarol se corona por primera vez en su historia como campeón de la Copa Intercontinental tras vencer al Sport Lisboa e Benfica

### Gimnasia artística
- II Campeonato Europeo de Gimnasia Artística, celebrado en Leipzig (República Democrática Alemana) el evento femenino, y en Luxemburgo el evento masculino.

País ganador del medallero:  Unión Soviética

### Golf
- US Open:  Gene Littler.
- Masters de Augusta:  Gary Player.
- British Open:  Arnold Palmer.
- Campeonato de la PGA:  Jerry Barber.

### Hockey sobre patines
- Del 10 al 17 de septiembre se celebra el XXV Campeonato Europeo de Hockey sobre patines masculino en Turín (Italia).

Medallero:
  Portugal
  España.
  Italia.

### Tenis
- 50ª edición de la Copa Davis.  Australia se proclama campeón en la final ante  Italia por 5-0.

- Abierto de Australia:
  - Ganadora individual: Margaret Court 
  - Ganador individual: Roy Emerson

- Torneo de Roland Garros:
  - Ganadora individual: Ann Haydon-Jones 
  - Ganador individual: Manuel Santana

- Campeonato de Wimbledon:
  - Ganadora individual: Angela Mortimer 
  - Ganador individual: Rod Laver

- Abierto de Estados Unidos:
  - Ganadora individual: Darlene Hard 
  - Ganador individual: Roy Emerson

### Voleibol
- Del 17 al 28 de abril se celebra la IV edición del Campeonato Sudamericano de Voleibol Femenino en Lima (Perú).

  Brasil.
  Perú.
  Argentina.
- Del 17 al 29 de abril se celebra la IV edición del Campeonato Sudamericano de Voleibol Masculino en Lima (Perú).

  Brasil.
  Chile.
  Argentina.

### Universiada
- Del 25 de agosto al 3 de septiembre se celebra la II Universiada en la ciudad búlgara de Sofia.

País ganador del medallero:  Unión Soviética.

## Cine

### Estrenos más relevantes
- 101 dálmatas, película estadounidense de animación dirigida por Wolfgang Reitherman, Clyde Geronimi y Hamilton Luske.
- Como en un espejo, película sueca dirigida por Ingmar Bergman.
- Desayuno con diamantes, película estadounidense dirigida por Blake Edwards.
- El analfabeto, película mexicana dirigida por Miguel Melitón Delgado.
- El Cid, película estadounidense dirigida por Anthony Mann.
- El empleo, película italiana dirigida por Ermanno Olmi.
- El buscavidas, película estadounidense dirigida por Robert Rossen.
- Esplendor en la hierba, película estadounidense dirigida por Elia Kazan.
- Esposa y mujer, película japonesa dirigida por Mikio Naruse.
- Ha llegado un ángel, película española dirigida por Luis Lucia Mingarro.
- La Calumnia, película estadounidense dirigida por William Wyler.
- La condición humana III: La plegaria del soldado, película japonesa dirigida por Masaki Kobayashi.
- La noche, película italiana dirigida por Michelangelo Antonioni.
- La rosa blanca, película mexicana dirigida por Roberto Gavaldón.
- La venganza de Don Mendo, película española dirigida por Fernando Fernán Gómez.
- Los cañones de Navarone, película británica dirigida por John Lee Thompson.
- Los hermanos Del Hierro, película mexicana dirigida por Ismael Rodríguez.
- Pijama para dos, película estadounidense dirigida por Delbert Mann.
- Plácido, película española dirigida por Luis García Berlanga.
- Suspense o Posesión satánica, película británica dirigida por Jack Clayton.
- Tú a Boston y yo a California u Operación Cupido, película estadounidense dirigida por David Swift.
- Uno, dos, tres, película estadounidense dirigida por Billy Wilder.
- ¿Vencedores o vencidos? (El juicio de Núremberg), película estadounidense dirigida por Stanley Kramer.
- Viridiana, película mexicana-española dirigida por Luis Buñuel, Palma de Oro del Festival de Cannes.
- West Side Story, película estadounidense dirigida por Robert Wise y Jerome Robbins.
- Yojimbo, película japonesa dirigida por Akira Kurosawa.

### Premios Óscar
La 33ª edición se celebró el 17 de abril, y se concedieron premios a películas estrenadas en 1960, con el siguiente palmarés:
- Mejor Película: El apartamento, dirigida por Billy Wilder.
- Mejor Dirección: Billy Wilder, por la película El apartamento.
- Mejor Actriz protagonista: Elizabeth Taylor, por la película Una mujer marcada o Una Venus en visón.
- Mejor Actor protagonista: Burt Lancaster, por la película El fuego y la palabra o Ni bendito ni maldito.
- Mejor Actriz de reparto: Shirley Jones, por la película El fuego y la palabra o Ni bendito ni maldito.
- Mejor Actor de reparto: Peter Ustinov, por la película Espartaco.
- Mejor película de habla no inglesa: El manantial de la doncella, película sueca dirigida por Ingmar Bergman.

### Festivales de cine
- 14ª edición del Festival Internacional de Cine de Cannes, celebrada entre el 3 y el 18 de mayo de 1961.
  - Palma de Oro a la mejor película ex aequo:
    - Una larga ausencia, de Henri Colpi.
    - Viridiana, de Luis Buñuel.

- 11ª edición del Festival Internacional de Cine de Berlín, celebrada del 23 de junio al 4 de julio de 1961.
  - Oso de Oro a la mejor película: La noche, de Michelangelo Antonioni.

- 9ª edición del Festival Internacional de Cine de San Sebastián, celebrada del 8 al 17 de julio de 1961.
  - Concha de Oro a la mejor película: El rostro impenetrable, de Marlon Brando.

- 22ª edición del Festival Internacional de Cine de Venecia, Mostra de Venecia, que se celebró del 25 de agosto al 8 de septiembre de 1961.
  - León de Oro a la mejor película: El año pasado en Marienbad, de Alain Resnais.

- 4ª edición del Festival Internacional de Cine de Mar del Plata:
  - Gran Premio del Jurado a la mejor película: Saturday Night and Sunday Morning, de Karel Reisz.

## Música
- Cliff Richard y The Shadows: The young ones
- Elvis Presley: Something For Everybody.
- Roy Orbison lanza Running Scared en marzo, y Crying en julio. Ambas posicionadas en el top del ranking Billboard.
- Los Pekenikes: primera grabación, Madrid.
- Roberto Carlos: Louco por vocé.
- Primeras actuaciones de los Beatles en Liverpool.
- The Beach Boys edita su primer sencillo, "Surfin'".
- Sale al mercado el álbum debut de la banda mexicana de rock Los Hooligans con canciones como «Agujetas de color de rosa», «Acapulco rock» y «Adiós a Jamaica».
- Se crea la banda The Tradewinds, que cambiaría su nombre a Styx.
- Bill Evans graba «Sunday at the Village Vanguard» junto a Scott LaFaro y Paul Motian (Bill Evans Trío).
- My Favorite Things es el séptimo álbum del jazzista John Coltrane, estrenado en 1961 con Atlantic Records, número de catálogo SD-1361. Fue el primer álbum en el que Coltrane tocó el saxofón soprano, y fue un éxito comercial pues fue un sencillo que se hizo popular en la radio en 1961, versión editada de la canción que da título al álbum, "My Favorite Things". En 1998, este álbum recibió el premio Salón de la Fama Grammy.
- Frank Sinatra: "Sinatra's Swingin' Session!!!". «Álbum publicado en enero por el sello discográfico Capitol Records». "Ring-a-Ding-Ding!". «Álbum publicado en marzo por el sello discográfico Reprise Records». "Come Swing with Me!". «Álbum publicado en julio por el sello discográfico Capitol Records». "Swing Along with Me". «Álbum publicado en julio por el sello discográfico Reprise Records». "I Remember Tommy...". «Álbum publicado en octubre por el sello discográfico Reprise Records».

### Festivales
- El 18 de marzo se celebra la VI edición del Festival de la Canción de Eurovisión en Cannes  Francia.
  - Ganador: El cantante Jean-Claude Pascal con la canción «Nous les amoureux», en representación de Luxemburgo..

## Premios Nobel
- Física: Robert Hofstadter y Rudolf Ludwig Mössbauer
- Química: Melvin Calvin
- Medicina: Georg von Békésy
- Literatura: Ivo Andrić
- Paz: Dag Hammarskjöld, otorgado póstumamente.